# République de Carélie
Pour les articles homonymes, voir Carélie.
La république de Carélie (en russe : Республика Карелия, Respoublika Kareliïa ; en finnois : Karjalan tasavalta ; en carélien : Karjalan tazavaldu ; en vepse : Karjalan Tazovaldkund, en olonetsien : Karjalan tazavaldu), communément appelée Carélie, est un sujet fédéral de Russie ayant le statut de république, située dans le district fédéral du Nord-Ouest de la Russie. Sa capitale est la ville de Petrozavodsk, et la langue officielle est le russe, bien que le carélien, le finnois et le vepse disposent du soutien du gouvernement. La population de la Carélie s'élève à 527 880 habitants en 2023.
La république est limitrophe à l'ouest de la Finlande, au nord de l'oblast de Mourmansk, à l'est de l'oblast d'Arkhangelsk, au sud-est de l'oblast de Vologda et au sud de l'oblast de Léningrad. Elle est baignée au nord-est par la mer Blanche et au sud par les lacs Ladoga et Onega, respectivement le premier et le deuxième plus grand lac d'Europe. Culturellement parlant, la région se situe dans le Nord russe, et l'architecture en bois y est très bien représentée, avec le pogost de Kiji, inscrit au patrimoine mondial. Outre l'architecture en bois, on retrouve entre autres les pétroglyphes du lac Onega et de la mer Blanche, aussi au patrimoine mondial, ou le monastère de Valaam. Les aires protégées ne sont pas en reste, avec par exemple le parc national de Paanajärvi ou celui des îlots du Ladoga.

## Géographie

### Situation
La république de Carélie est un des 89 sujets de la fédération de Russie, situé en Russie européenne, et dépendant du district fédéral du Nord-Ouest.
Son territoire s'étend du sud au nord sur 660 km, d'ouest en est sur 424 km au maximum. La région occupe une superficie de 180 520 km2, soit 1,06 % du territoire de la Russie. Son territoire est limitrophe de l'oblast de Mourmansk au nord, de l'oblast d'Arkhangelsk à l'est, de l'oblast de Vologda au sud-est, et de l'oblast de Léningrad au sud.
À l'ouest, elle est voisine de la Finlande (régions da la Cajanie (Kainuu), Laponie, Carélie du Nord, Ostrobotnie du Nord, et Carélie du Sud), et la frontière a une longueur de 723 km.
La république est baignée dans sa partie nord-est par la mer Blanche, une mer de l'océan Arctique. Cette mer est reliée à la mer Baltique par le Canal de la mer Blanche, qui traverse le territoire. La république est baignée par deux grands lacs : le lac Ladoga et que le lac Onega, repspectivement le premier et le deuxième plus grand lac d'Europe,.
Le point culminant du territoire est le Nuorunen, qui culmine à 577 mètres d'altitude dans le Maanselkä. L'ensemble de la république de Carélie se trouve dans l'heure de Moscou (MSK). Le décalage par rapport au temps universel coordonné est de +03.00.

Paysages de la république de Carélie :
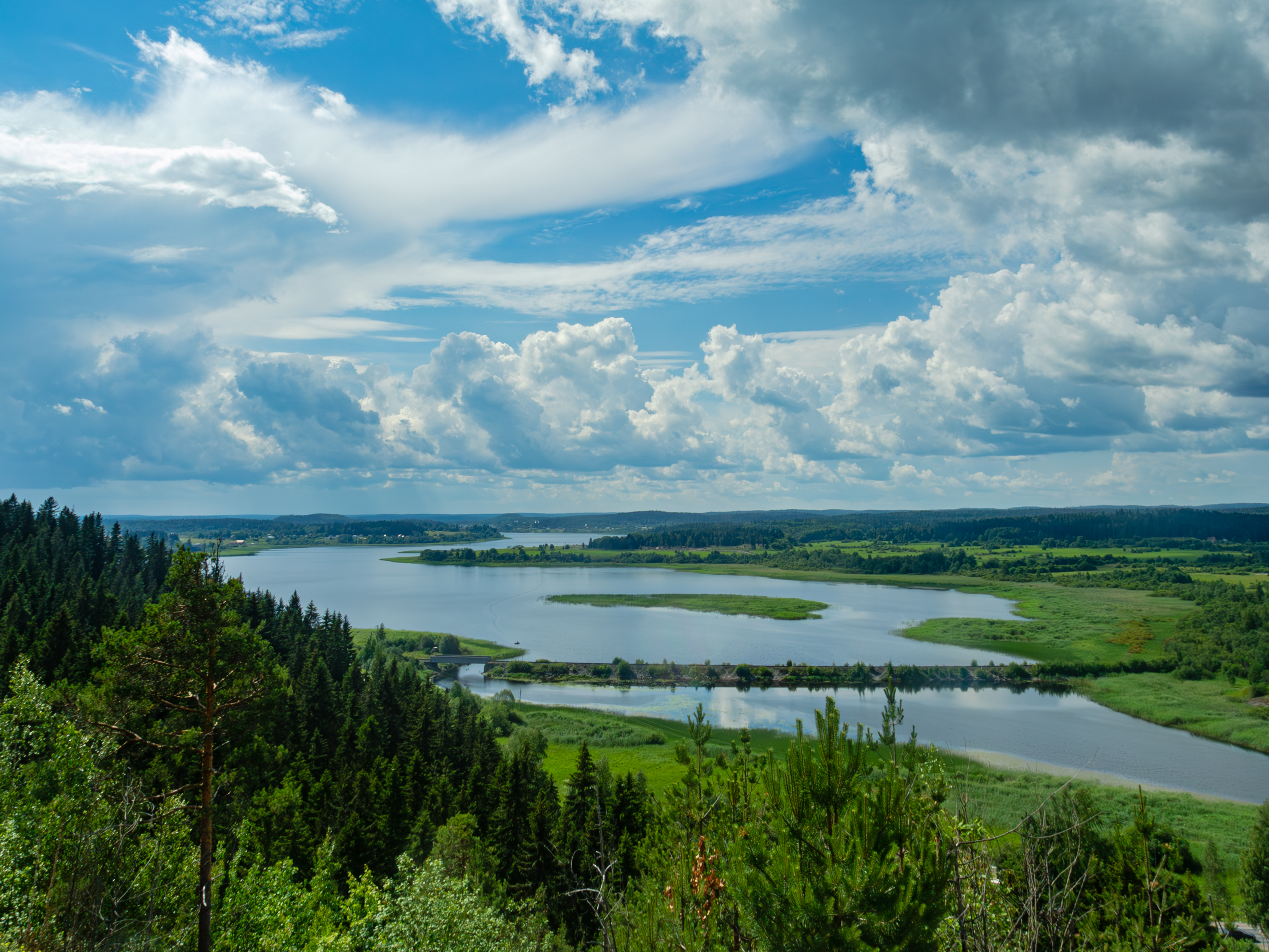
Lac Karmalanjärvi près de Sortavala.
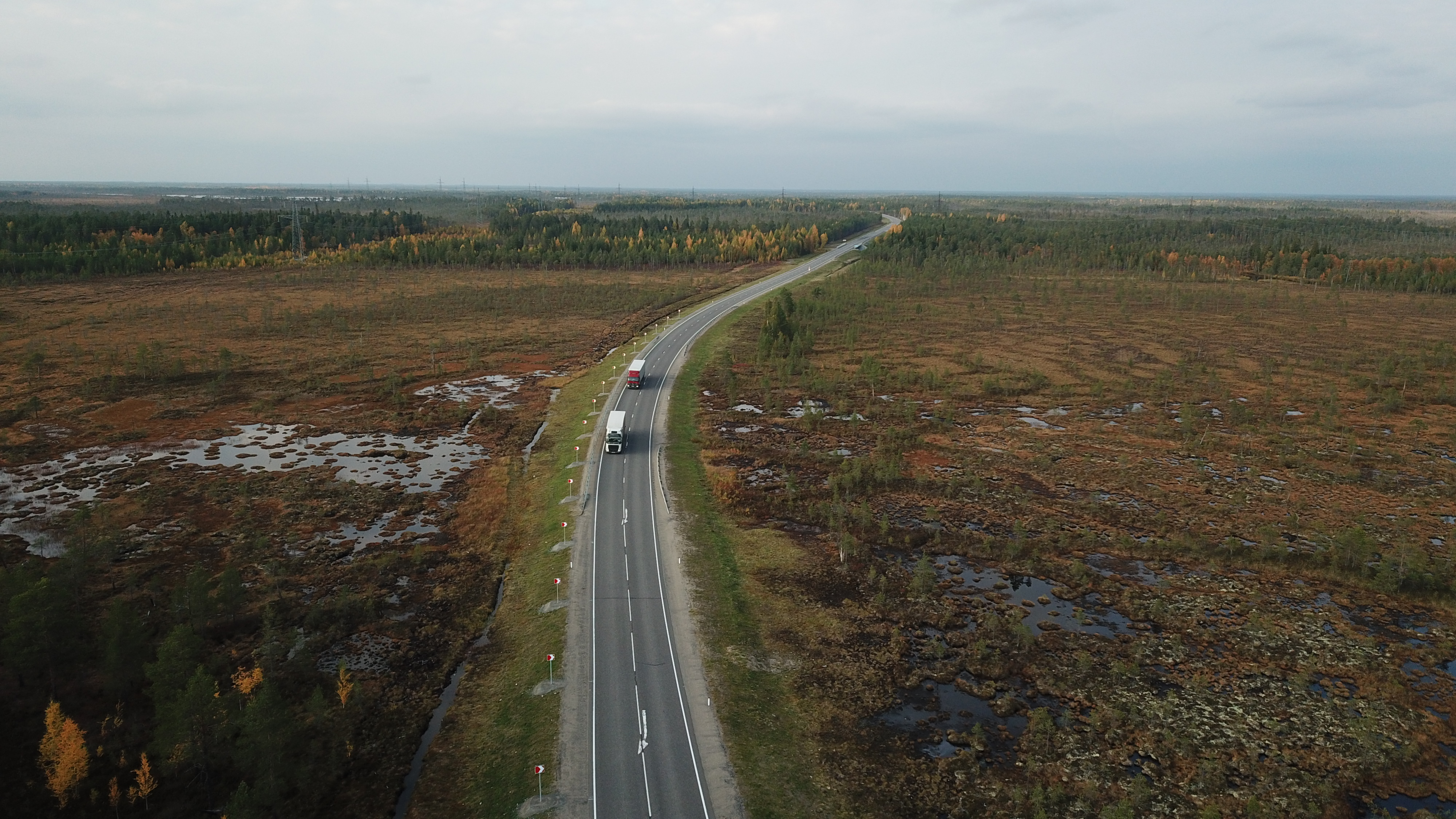
Paysage arctique avec la R21 dans le raïon de Belomorsk.
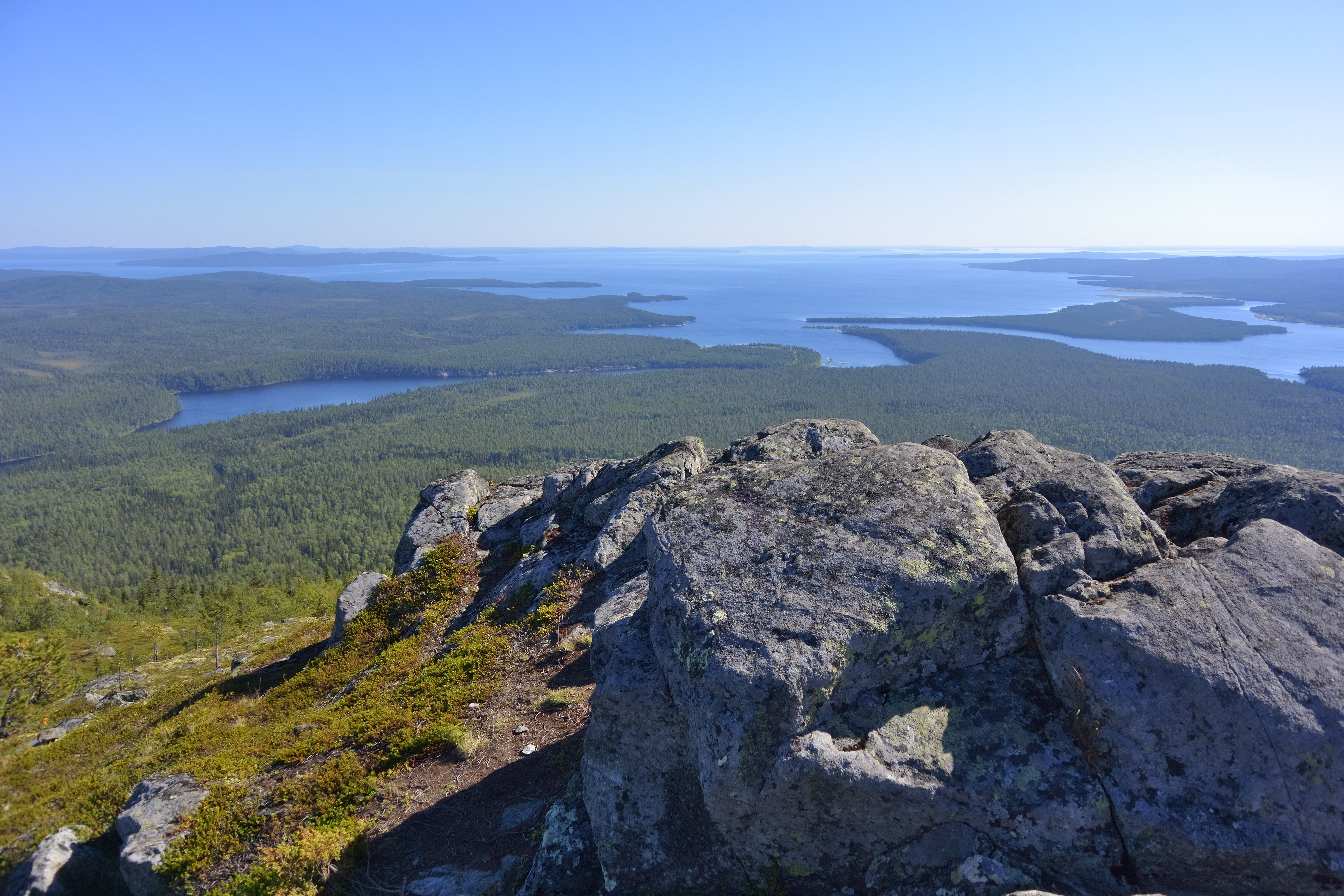
Paysage du parc national de Paanajärvi.
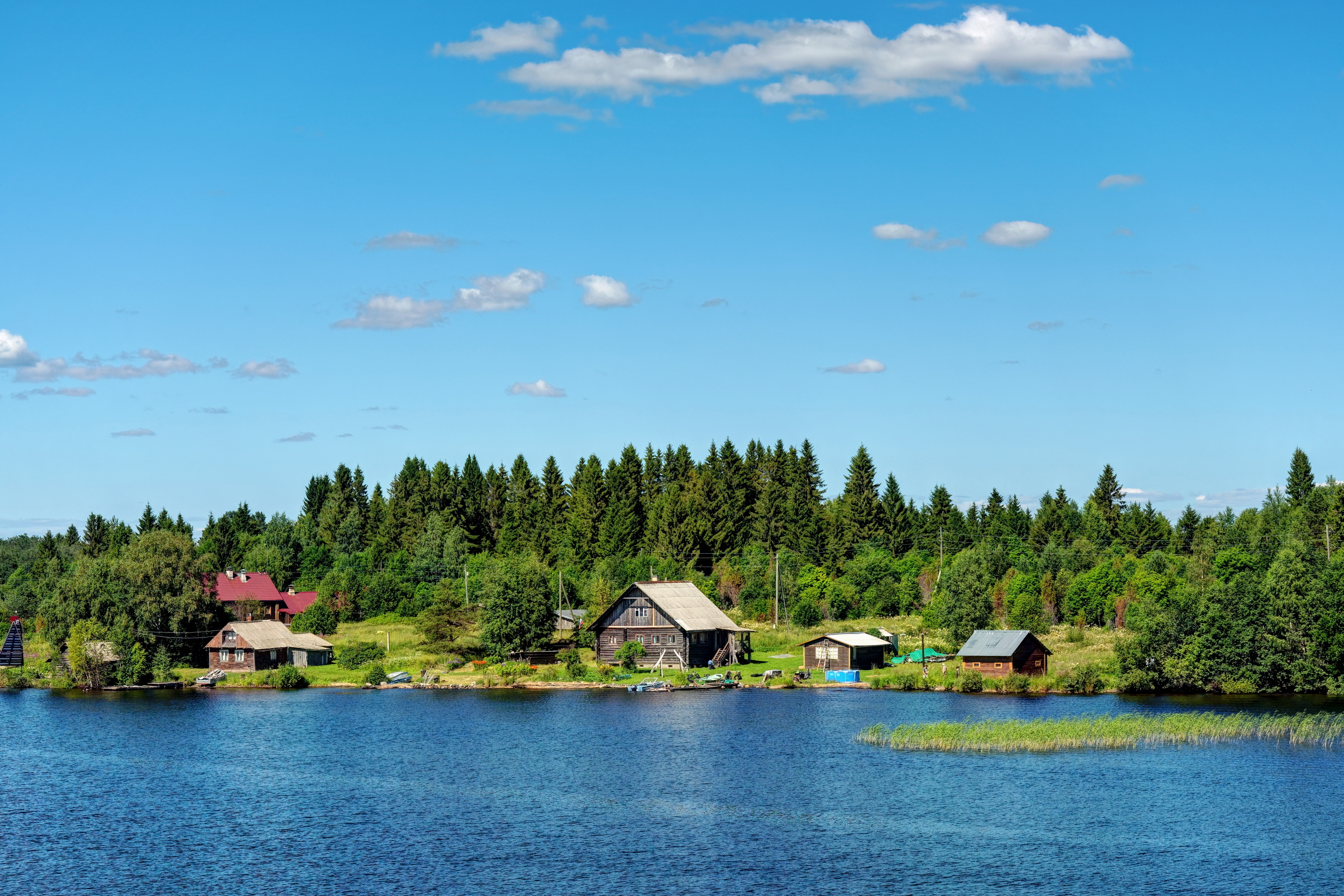
Patanevchtchina au bord de l'Onega.

### Géologie

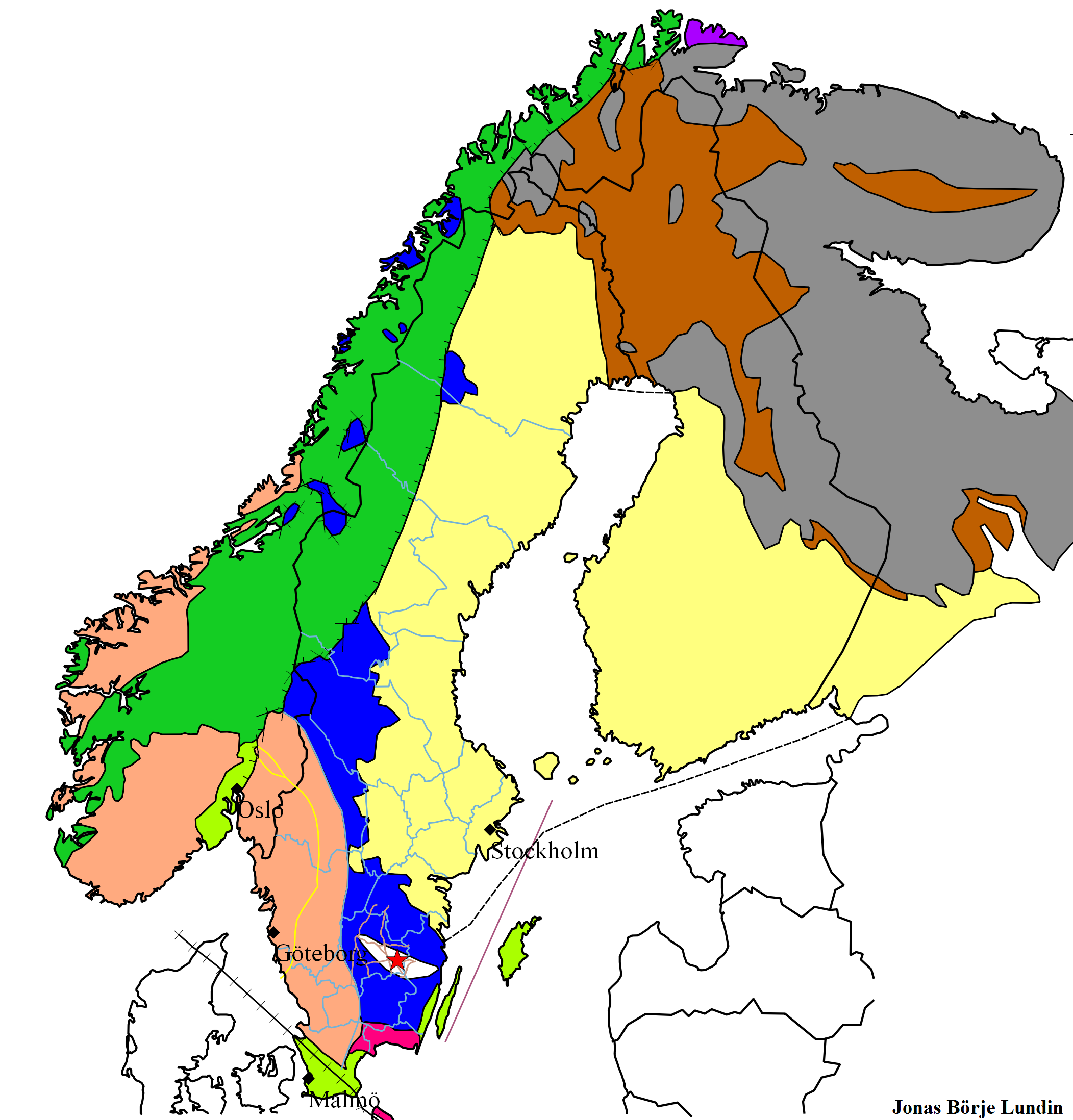
Carte geologique de la Fennoscandie:
Rochers archéens de Carélie et de Kola
Rochers protérozoïques de Carélie et de Kola
Svécofennides
Province ignée transcandinave
Orogène timanide
Orogenèse svéconorvégienne
Chaîne calédonienne

Faisant partie de l'ancien craton carélien du Bouclier fennoscandien, la majeure partie de la géologie superficielle de la République de Carélie est archéenne ou paléoprotérozoïque, datée de 3,4 milliards d'années dans le bloc Vodlozero.
Cette zone constitue le plus grand affleurement archéen contigu d’Europe et l’un des plus grands au monde.
Depuis la déglaciation, la vitesse du rebond post-glaciaire en République de Carélie a varié.
Le soulèvement le long de la côte sud du golfe de Kandalakcha a totalisé 90 m.
Dans l'intervalle il y a 9 500 à 5 000 ans, la vitesse du soulèvement était de 9 à 13 mm/an.
Avant la période atlantique, le taux de soulèvement avait diminué à 5–5,5 mm/an, pour augmenter ensuite brièvement avant d'arriver au taux de soulèvement actuel qui est de 4 mm/an.
Cinquante minéraux utiles se trouvent en Carélie, répartis dans plus de 400 gisements et couches minéralisées. Les ressources minérales de la république comprennent le minerai de fer, les diamants, le vanadium, le molybdène et autres,.
La région compte de nombreux monuments géologiques, comme le lac Janisjärvi qui est le plus cratère de météorite d'Europe. Les roches du cap Kintsiniemi détiennent des restes fossilisés de certaines algues d'il y a  2 milliards d'années. Au niveau du ville de Girvas (raïon de Kondopoga), des restes d'un volcan actifs il y a 2,5 à 3 milliards d'année a été retrouvé, ce qui fait qui est l'un des plus anciens découverts sur Terre.

### Relief

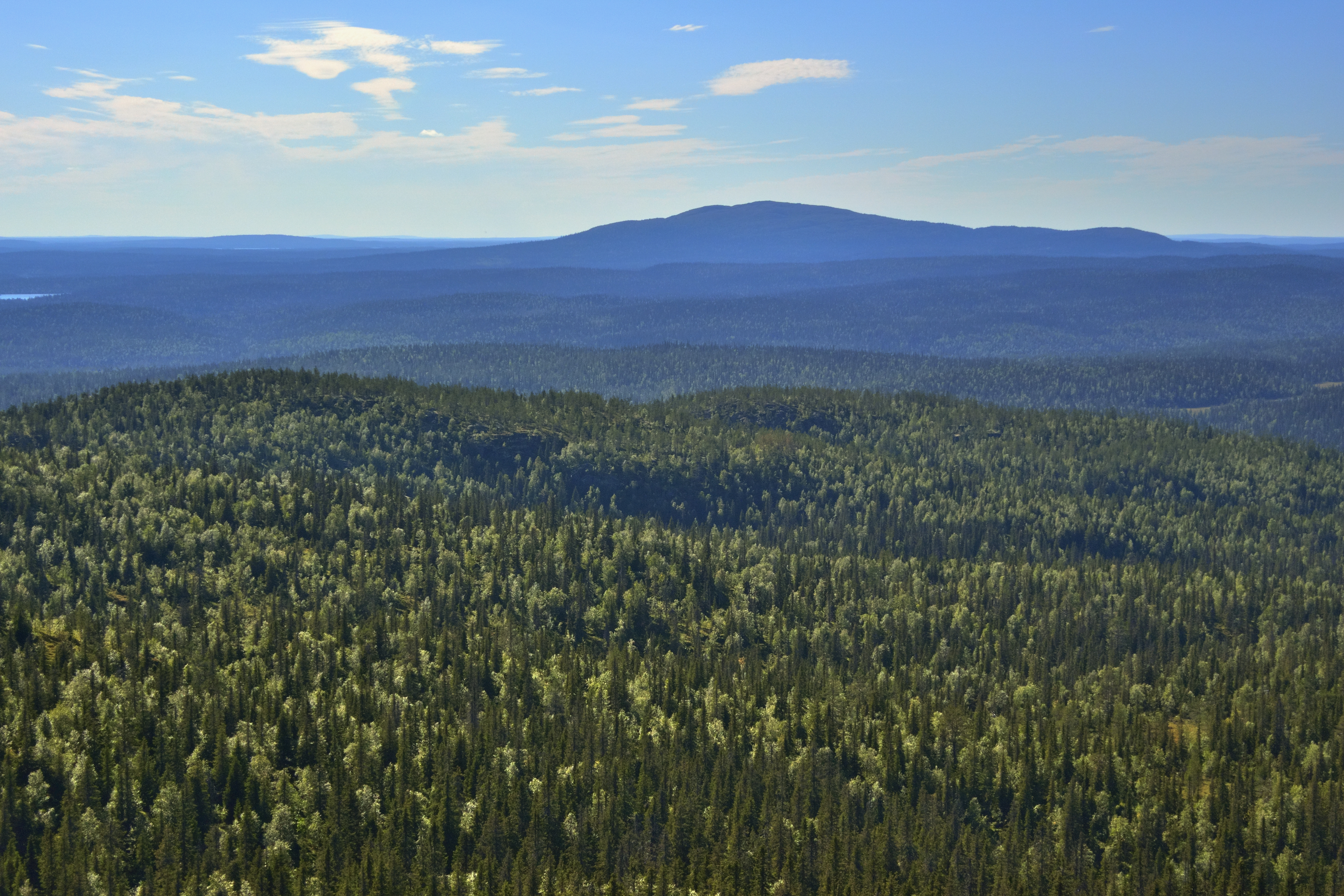
Vue du mont Nuorunen depuis le mont Kivakka.

La République de Carélie est située au nord-ouest de la plaine d'Europe orientale, dans la partie orientale du Bouclier scandinave. La Carélie est une plaine vallonnée avec de nombreux bassins lacustres, des rochers plats et élevés, des accumulations de sable, d'argile, de cailloux, des collines et des crêtes. Les hauteurs prédominants en Carélie sont de 100 à 200 mètres au-dessus du niveau de la mer, avec des points culminants atteignants les 250 mètres en général. Les régions les plus élevées se trouvent à l'ouest et au nord-ouest de la république. Au contraire, les zones proches de la mer Blanche, du Ladoga (niveau : 5 mètres) et de l'Onega (33 mètres) sont les endroits les moins élevées.
La périphérie nord-ouest, où se trouve la chaîne morainique de Maanselkä, est la zone la plus élevée, avec des altitudes variant de 300 à 400 m. C'est ici que se trouve le point culminant : le Nuorunen, qui culmine à 577 mètres. Au sud de celle-ci se trouve le plateau de Carélie occidentale (ru), avec des altitudes comprises entre 180 et 300 mètres. Ce plateau est composé de trois crêtes (occidentale, centrale et orientale). La crête centrale est la plus haute avec le Mont Vottovaara et ses 413 mètres, point culminant du plateau.
La région des Lacs du Nord (Piaozero, Topozero) a des altitudes comprises entre 280 mètres et 200 mètres, et jusqu'à 100 à 120 mètres dans la dépression de Koutiozersk au niveau des lacs Kouïto. La bordure occidentale de cette régione est en pente douce, permettant une transition vers la mer Blanche. Cette zone, la plaine marécageuse de la mer Blanche (ru), est une marécageuse et légèrement vallonnée, large de 30 à 100 km jusqu'à la mer, avec des altitudes partout inférieures à 100 mètres. La région côtière de la baie d'Onega et dans le bassin du Vyg est généralement plate, avec des hauteurs de 100 à 150 m.
La région des lacs du Sud occupent tout le sud de la Carélie. Les hauteurs varient de 5 m au niveau du lac Ladoga à 200 m près du lac Janisjärvi (au nord de Harlu). Les côtes des lacs sont découpées par des baies de type fjärds, avec beaucoup d'îles. Le plateau d’Olonets (ru) est adjacent au lac Ladoga par l'est, et ses altitudes varient de 5 à 50 m. Ce plateau qui est en général assez plat, sépare le Ladoga de l'Onega, et dans cet isthme se trove une zone avec des altitudes de 100 à 300 m. Enfin, le sud-est de la Carélie, où se trouve les colinnes d'Andoma (ru), est en général plat.
| #  | Sommet             | Chaîne de montagnes | Élévation | Carte |
| -- | ------------------ | ------------------- | --------- | ----- |
| 1  | Nuorunen           | Maanselkä           | 577 m     |       |
| 2  | Mäntytunturi (fi)  | Maanselkä           | 550 m     |       |
| 3  | Sieppitunturi (fi) | Maanselkä           | 537 m     |       |
| 4  | Ukontunturi        | Maanselkä           | 503 m     |       |
| 5  | Kivakkatunturi     | Maanselkä           | 499 m     |       |
| 6  | Mont Lounas        | Maanselkä           | 497 m     |       |
| 7  | Mont Piaïnour      | Maanselkä           | 488 m     |       |
| 8  | Komettovaara       | Maanselkä           | 458,9 m   |       |
| 9  | Perävaara          | Maanselkä           | 443,8 m   |       |
| 10 | Mutkatunturi       | Maanselkä           | 437,8 m   |       |

### Climat

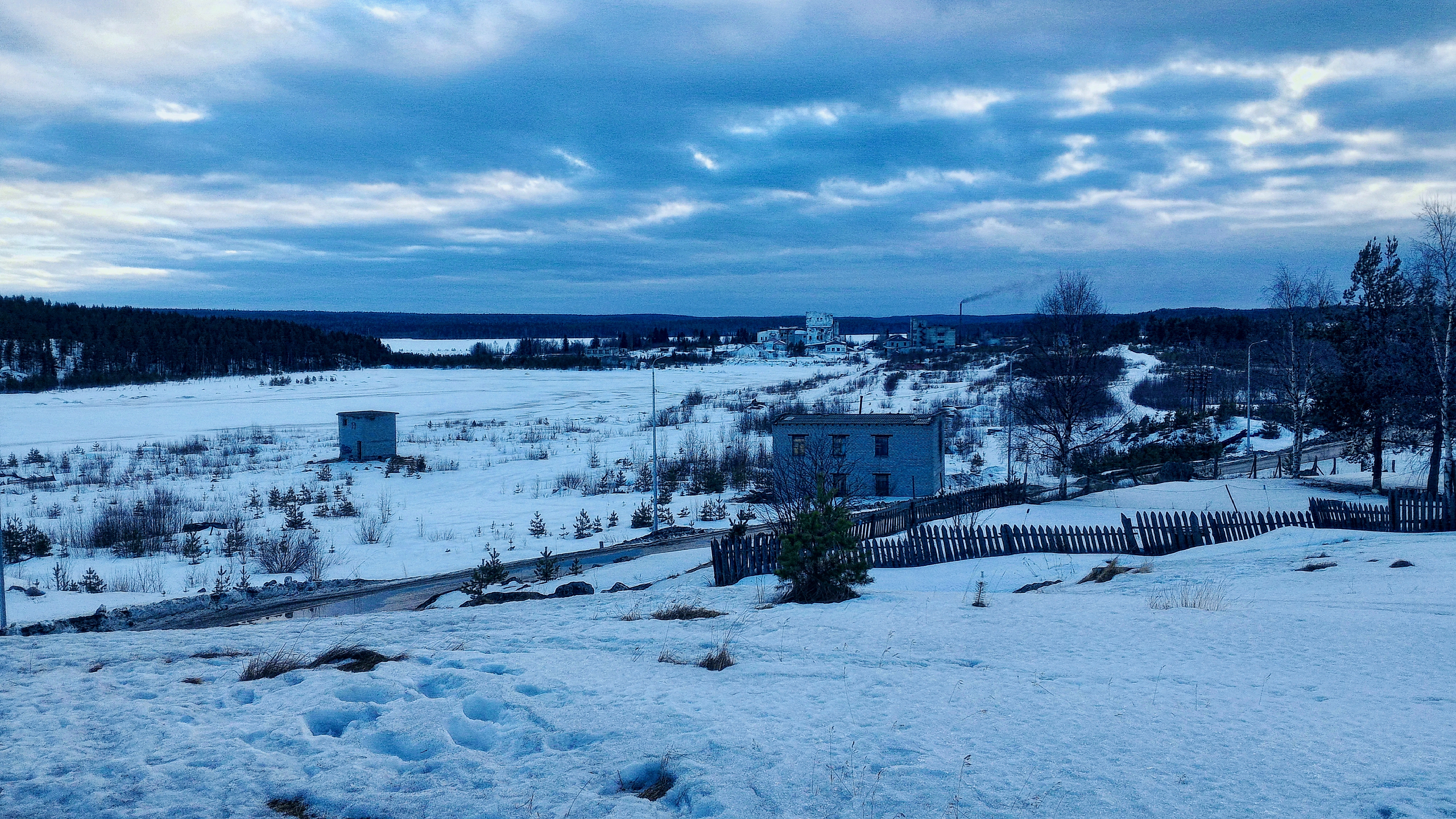
Neige en mars 2017 à Čuuppu dans le nord.

Le climat de la république de Carélie est de transition entre le climat océanique et le climat continental. Il est relativement doux, avec de nombreuses précipitations tout au long de l'année et un temps souvent perturbé. L'hiver est enneigé, frais, mais généralement sans de fortes gelées. L'été est lui court et la chaleur est présente de quelques semaines au sud à quelques jours dans le nord. La température moyenne en Carélie varie de 0 °C au nord à 3 °C au sud. Les mois les plus froids de l'année sont janvier et février, et leur température mensuelle moyenne peut atteindre jusqu'à −13 °C dans la partie nord et jusqu'à −10 °C dans la partie sud. En moyennne 1 à 2 fois tous les 10 ans, la température peut descendre jusqu'à −40 °C, et certaine année (1 fois tous les 100 ans), elle peut franchir la barre des −50 °C ou encore moins. La partie de l'année avec des températures moyennes positives varie de 175 à 190 jours dans le nord et de 190 à 200 jours dans le sud.
Le printemps commence début avril dans le sud, et fin avril dans le nord. L'été commence  lorsque les  10 °C de température moyenne sont franchies, ce qui commence fin mai dans le sud de la Carélie, et dans le nord à la mi-juin. Des gelées sont encore possibles en juin, voire même en juillet. Juillet est le mois le plus chaud, avec une température moyenne d'environ 15 °C dans le nord. Les valeurs maximales absolues sont à plus de 36 °C, et dans les réservoirs, l'eau peut atteindre dans certains jusqu'à plus de 31 °C. L'automne commence fin août, et l'hiver arrive en novembre. La période où les températures moyennes quotidiennes sont inférieures à −5 °C varie de 125 à 135 jours au nord et de 115 à 125 jours au sud de la République. L'hiver n'est pas rigoureux mais il est long. C'est fin novembre que la barre des −5 °C est franchie dans le sud du territoire, et les températures remontent au-dessus de ce chiffre fin mars dans le nord et dans le sud. Entre 70 et 80 jours par an ont des températures inférieures à −10 °C, mais les moyennes sous −15 °C ne sont franchies que dans le nord-ouest dans le Maanselkä.
Le territoire est humide, mais cependant, il y a des différences entre les régions de Carélie. Les plaines à proximité des grandes étendues d'eau du sud reçoivent moins d'eau que le reste du territoire. Les précipitations sont plus importatntes pendant la période chaude qe pendant la période froide. Entre 550 et 750 mm tombent en moyenne annuellement. La dépression des lacs Kouïto a la quantité la plus faible avec 550 mm, et les régions adjacentes au Ladoga ne reçoivent pas plus de 650 mm. Dans le sud de la Carélie, les précipitations atteignent les 750 mm par an.
| Températures moyennes minimales            | −0,5 °C                                          | 0,2 °C                                        | −1,1 °C                                       |
| Températures moyennes                      | 4,4 °C                                           | 3,7 °C                                        | 2,2 °C                                        |
| Températures moyennes maximales            | 8,1 °C                                           | 7,2 °C                                        | 5,5 °C                                        |
| Précipitations moyennes                    | 678 mm                                           | 612 mm                                        | 526 mm                                        |
| Ensoleillement moyen                       |                                                  | 1 673 h                                       |                                               |
| Record de températures Minimale / Maximale | −42,8 °C (janvier 1987) / 35,4 °C (juillet 2010) | −41,6 °C (janvier 1987) / 34,3 °C (juin 2021) | −40,3 °C (janvier 1940) / 32,5 °C (juin 2021) |
| Source : Pogoda i klimat, et NOAA          |                                                  |                                               |                                               |

### Hydrographie

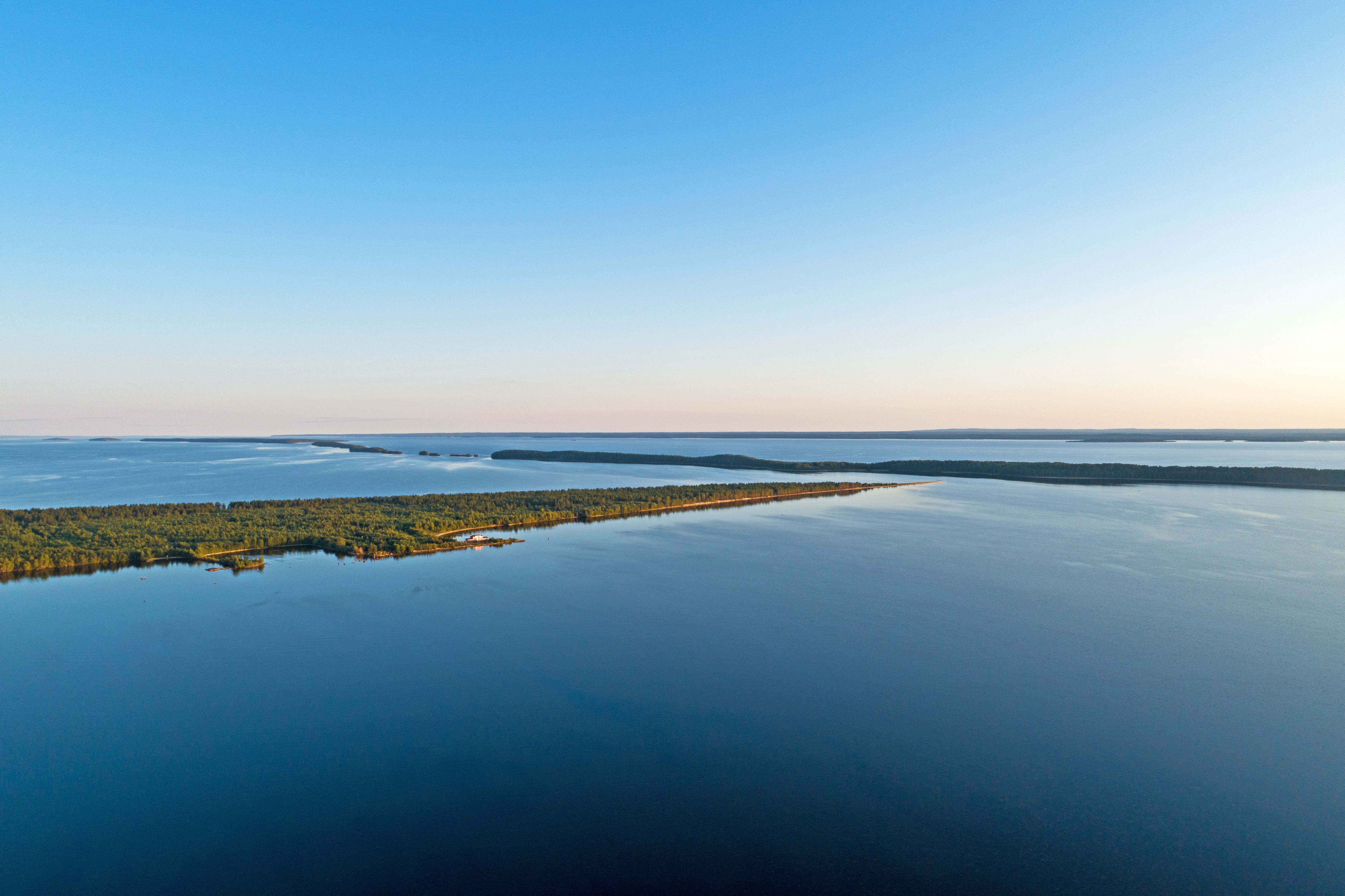
Flèche de Tchiolmouji, côte sud-est de la baie Povenets du lac Onega.

La république de Carélie possède d'importantes ressources en eaux, avec ses nombreus lacs et cours d'eau. Deux bassins recouvrent la région : le bassin de la mer Blanche au nord et le bassin de la mer Baltique aus sud. La république compte environ 23 600 cours d'eau, qui ont une longueur totale de 83 000 km. Les cours d'eau de moins de 10 km représentent 95 % des cours d'eau de la république. Ses principaux cours d'eau sont la Souna (Suunujoki, 280 km) avec la chute de Kivatch (Kivatsun vesiputous), le Vyg (Uikujoki, 237 km), la Kovda (Koutajoki, 233 km), la Chouïa (Suojoki, 194 km), la Kem (Kemijoki, 191 km) et la Vodla (Vodlajoki, 149 km).
La république compte 61 000 lacs, et leur surface totale (excepté le Ladoga et l'Onega) est de 16 200 km2, soit 10,3 % du territoire de la république. En tenant compte des zones périodiquement inondées, leur surface totale est de 17 800 km2, soit 11,4 % du territoire. La république de Carélie se situe dans une région très riches en lacs, la Finlande voisine ayant 10 % de son territoire couverts de lacs. Les lacs de Carélie sont dominés à hauteur de 99,8 % par de petits lacs d'une superficie inférieure à 10 km2.
Mais plus de la moitié de la surface de l'eau des lacs (61 %) est constituée de 63 lacs d'une superficie de plus de 10 km2, dont 62 lacs ont une superficie d'eau de plus de 25 km2, et 12 plus plus de 100 km2. Les plus grands lacs d'Europe, le lac Ladoga (en finnois : Laatokka) et le lac Onega, se situent dans la république à hauteur respectivement de 40 % et de 80 % de la superficie. En incluant les parties de ces lacs dans la république, 23 % du territoire est couvert par l'eau avec 3,6 milions d'hectares. Parmi les autres lacs de la république se trouvent le Vygozero (Uikujärvi, 1 250 km2), le Topozero (Tuoppajärvi, 986 km2), le Segozero (Seesjärvi, 906 km2), le Piaozero (Pääjärvi, 659 km2), le  Siamozero (Säämäjärvi, 266 km2), le lac Keret (Kierettijärvi, 223 km2), le Niouk (Nuokkijärvi, 214 km2) et le Leksozero (Lieksajärvi, 166 km2).
Par ailleurs, plus de 1,8 milions d'hectares sont occupés par des marécages et des zones humides dans la république. Au total, les lacs, les cours d'eau, réservoirs artificiels, les marécages et forêts marécageuses occupent plus de la moitié (53 %) de l'ensemble du territoire.

## Urbanisme

### Répartition des terres
La répartion des terres selon le rapport d'État « Sur l'état et la protection de l'environnement de la fédération de Russie en 2022 » du ministère des ressources naturelles et de l'environnement russe est, selon les catégories du code foncier russe, la suivante:
| Répartition                                  | 2022 (mille ha) | 2022 (%) |
| -------------------------------------------- | --------------- | -------- |
| Terres agricoles                             | 209,8           | 1,2      |
| Terres des localités                         | 75,8            | 0,4      |
| Terres d'industrie et autres fins spéciales  | 156,8           | 0,9      |
| Terres de territoires et des objets protégés | 0,9             | 2,0      |
| Terres du fonds forestier                    | 14460,1         | 80,1     |
| Terres du fonds aquatique                    | 2658,9          | 14,7     |
| Terres de réserve                            | 119,6           | 0,7      |
| Total                                        | 18052,0         | 100      |

### Voies de communication et transport

#### Transport ferroviaire

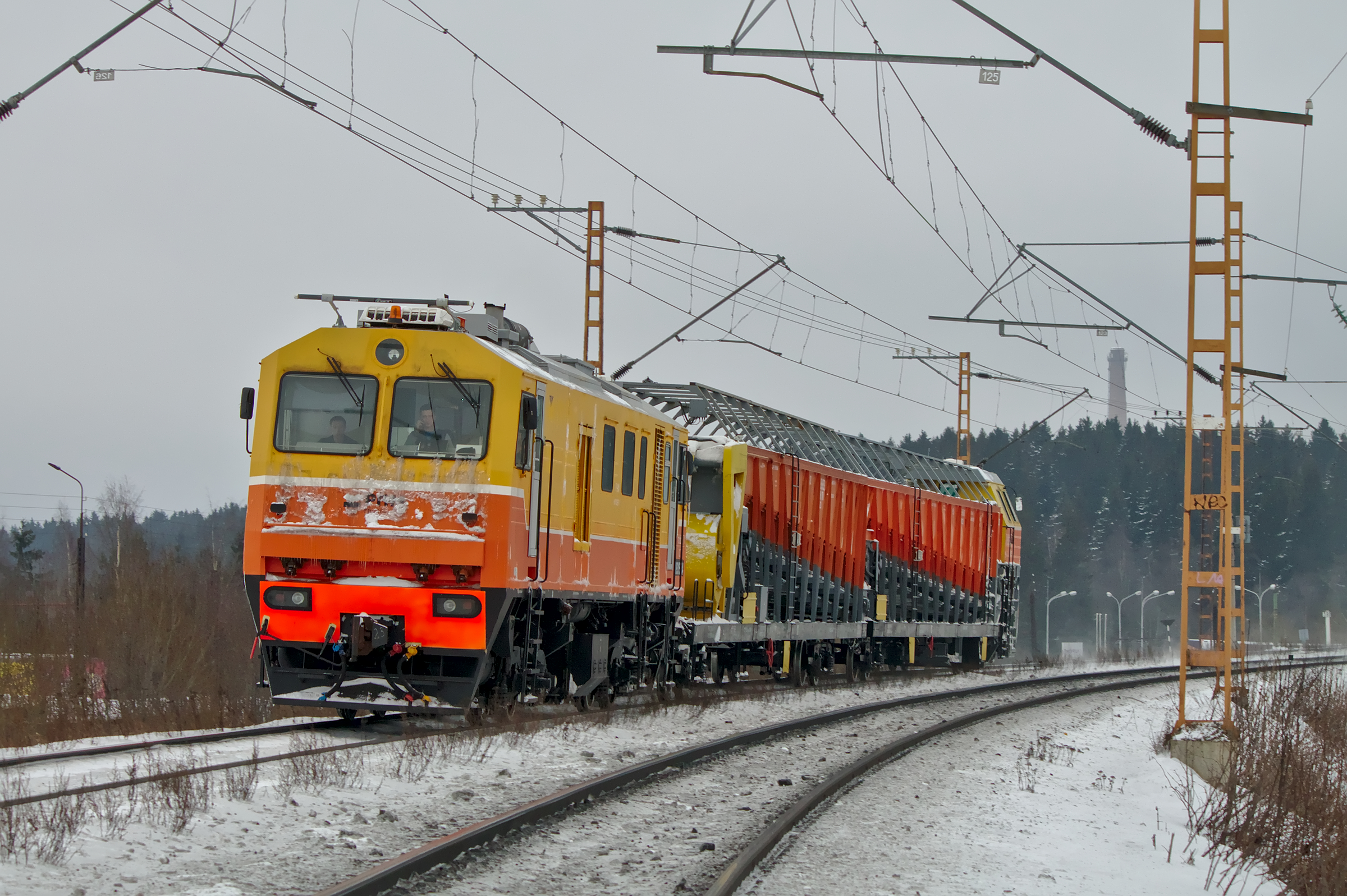
Véhicule de deneigement ferroviaire en opération.

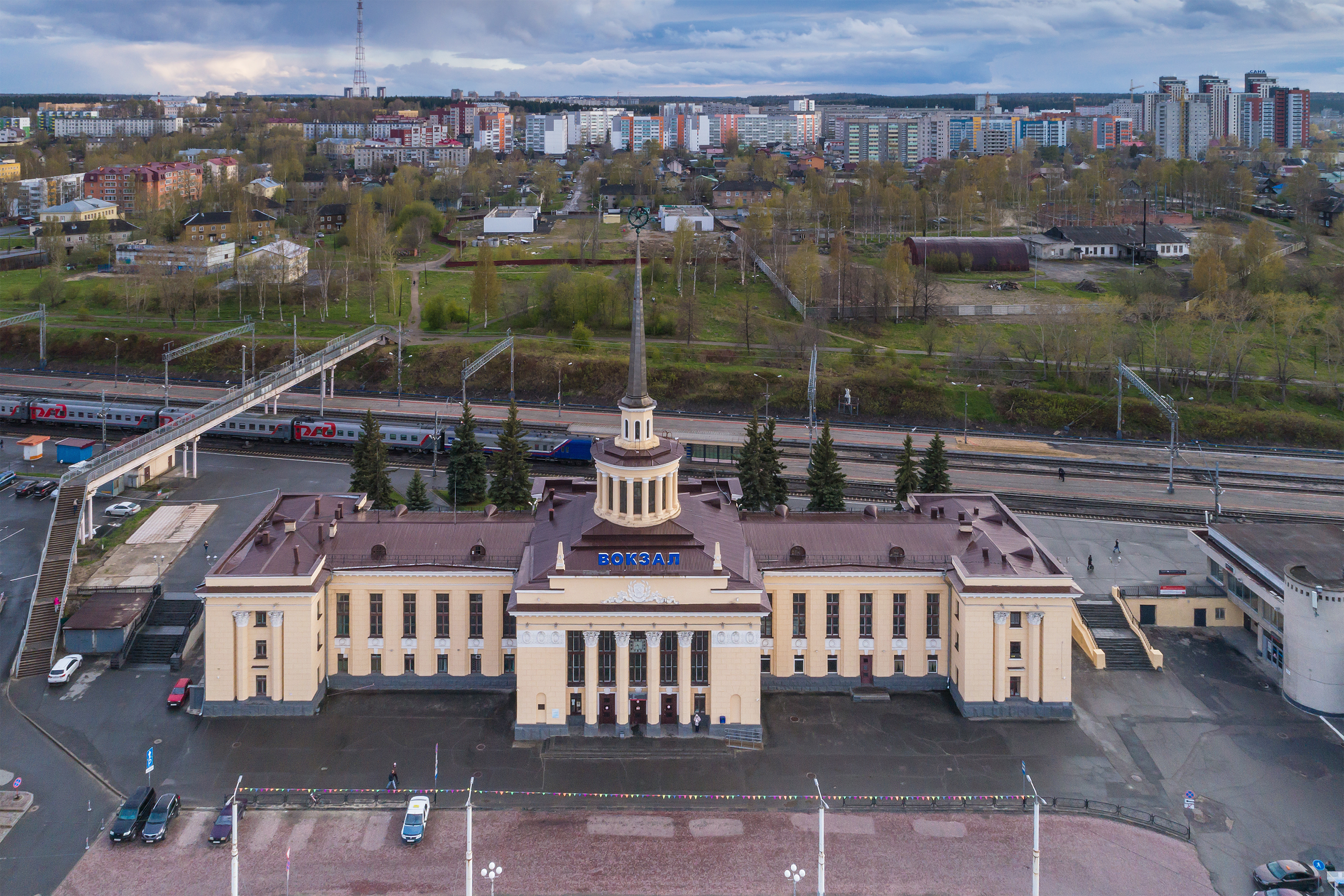
Vue aérienne de la gare de Petrozavdosk.

La république de Carélie bénéficie d'un transport ferroviaire de voyageurs et de marchandises relativement important. Ce dernier comporte plusieurs lignes, parmi lesquelles :
- la ligne de Saint-Pétersbourg à Mourmansk, est la principale ligne ferroviaire de la république, qui traverse 3 autres sujets outre-elle, reliant Saint-Pétersbourg, par l'oblast de Léningrad et la république, à Mourmansk dans l'oblast éponyme. Sur la longueur totale de la ligne, 1 448 km, plus de la moitié du total, 753 km traverse la république. La construction de la ligne remonte à 1917, après deux ans d'intenses travaux[28]. Depuis 2005, la ligne est entièrement électrifiée, la dernière section à l'avoir été étant de Medvejiegorsk à la frontière avec l'oblast de Léningrad[29].
- la ligne de Vyborg à Joensuu, dite « ligne de Carélie », reliait à l'origine Viipuri et Joensuu lors de la construction en 1892-1894[30]. Des trains circulent actuellement sur la partie russe de la ligne, desservant des localités de la république comme Sortavala et Lakhdenpokhia[31].
- la ligne de Ianissiarvi à Lodeïnoïe Pole, inauguré le 1er juin 1925 et longue de 219 km, dont 197 km dans la république de Carélie, reliait la ville de Lodeïnoïe Pole dans l'oblast de Léningrad à Ianissiarvi (commune d'Harlu, raïon de Pitkiaranta), avec 26 gares et haltes sur son trajet[32],[33]. Mais le 22 août 2014, le service passager a été interrompu[34]. Cependant, la ligne a été rouverte en 2021, et la ligne est actuellement utilisée par des trains passagers allant de Lodeïnoïe Pole à Sortavala[35].
- la ligne de Souoïarvi à Ioukchozero est parallèle de la voie ferrée de Mourmansk (à l'ouest de celle-ci). Elle se situe entièrement dans la république, elle est longue de 335 km et compte 23 gares et haltes[36].
- la ligne de Lietmajärvi (Ledmozero) à  Kivijarvi relie la voie ferrée de Mourmansk, avec une intersection avec la ligne de Souoïarvi à Ioukchozero, à la Finlande, en passant aussi par la ville de Kostomoukcha. Elle est entièrement dans la république, elle est longue de 230 km et compte 16 gares et haltes[37].

Au total, la Carélie compte 2 225,6 km de voies ferrées, desservant un total de 131 gares ferroviaires en 2022. En 2021, le trafic s'est élevé à 1 464,28 milliers de voyageurs, qui se répartissaient entre 0,28 milliers de voyageurs de passager de banlieue et 1 464 milliers de voyageurs longue distance. Le réseau est entrenu par le bureau de Petrozavodsk des Chemins de fer du Nord, une branche des Chemins de fer russes. Le service de banlieue est de la compétence North-West Suburban Passenger Company, une filiale du bureau, tandis que les services longues distances sont exploités directement par les Chemins de fer russes. Les plus grandes gares sont celle de Petrozavodsk, de Kem, de Souoïarvi et de Kostomoukcha. La république compte 2 postes de contrôle ferroviaire avec la Finlande.

#### Voies navigables
Des voies navigables relient la Carélie à la mer de Barents, à la mer Baltique, à la mer Noire et à la mer Caspienne par un réseau de rivières, lacs et canaux.

#### Transport aérien
Des vols réguliers relient Petrozavodsk avec Joensuu et Helsinki.

#### Transport routier

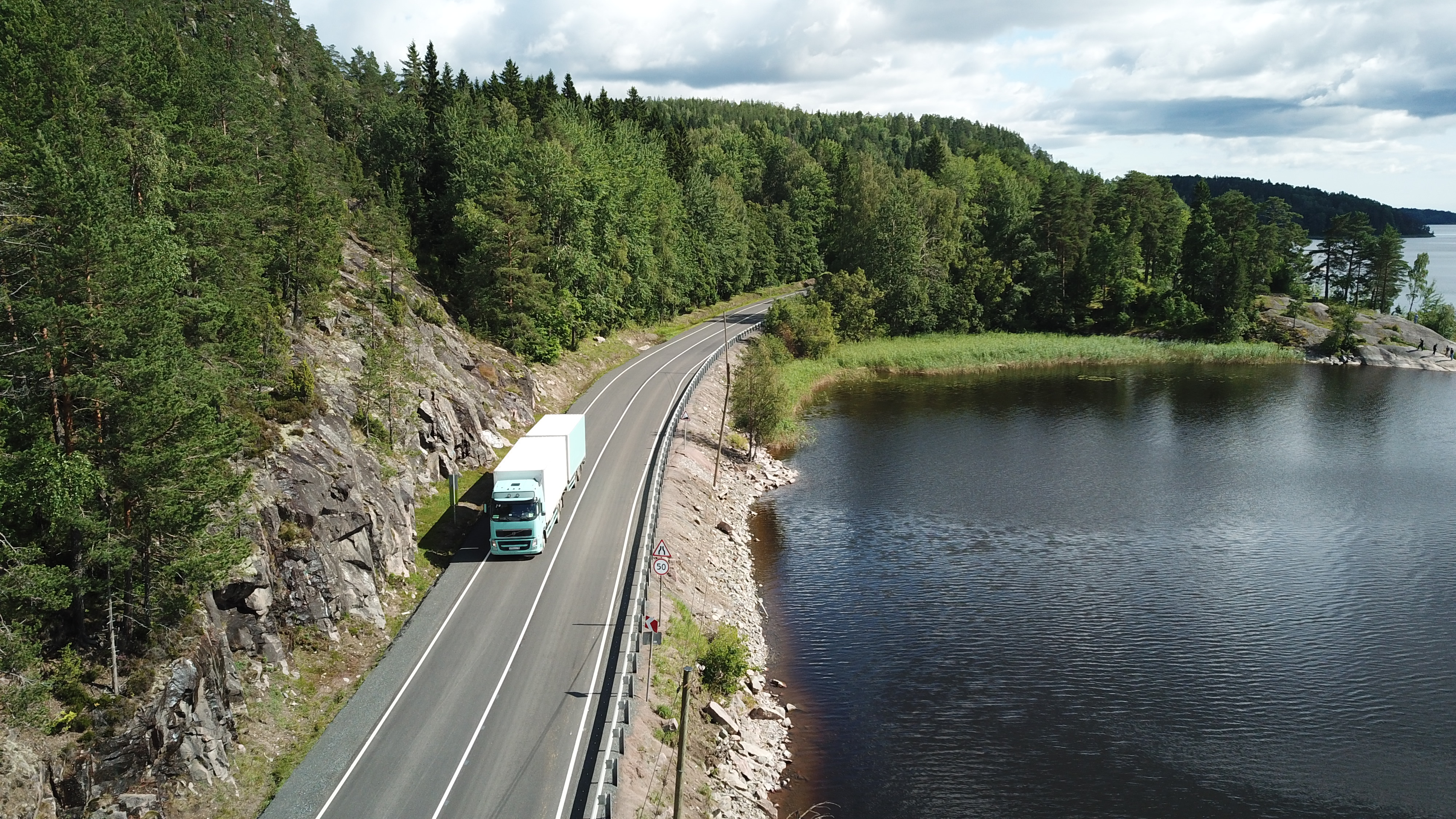
Route fédérale A121 au nord de Sortavala.

Le réseau routier de la république est principalement situé dans le sud du territoire. D'après l'agence fédérale des Transports, en 2022, la longueur totale des routes était de 11 115,1 km, dont t 1 896,2 km km de routes fédérales, mais aussi 3 176,6 km de routes locales et 6 042,3 km de routes régionales.

## Histoire
Située dans la région historique de Carélie, d'où elle tire son nom, son territoire a été occupé par des tribus finnoises de la Baltique au début du Moyen-Âge, avant d'être conquis par la république de Novgorod. Les premiers russes s'y installent, mais la région tombe vite sous le joug partiel du royaume de Suède. Avec la paix de Nystad en 1721, la Carélie et la Finlande sont incorporées à l'Empire russe. Le territoire est alors divisé entre gouvernement d'Olonets et Grand-duché de Finlande. La Finlande devient indépendante en 1917 et le reste devient en 1920 la Commune ouvrière de Carélie. Le 25 juillet 1923, la Commune est transformée en RSSA de Carélie au sein de la RSFSR. En 1940, elle devient la république socialiste soviétique carélo-finnoise hors de la RSFSR mais uniquement au sein de l'URSS. Mais en 1956, elle perd son statut et la RSSA de Carélie est reformée. Le 13 novembre 1991, elle est renommée en république de Carélie.

### Relations avec la Suède, la Finlande et la Russie

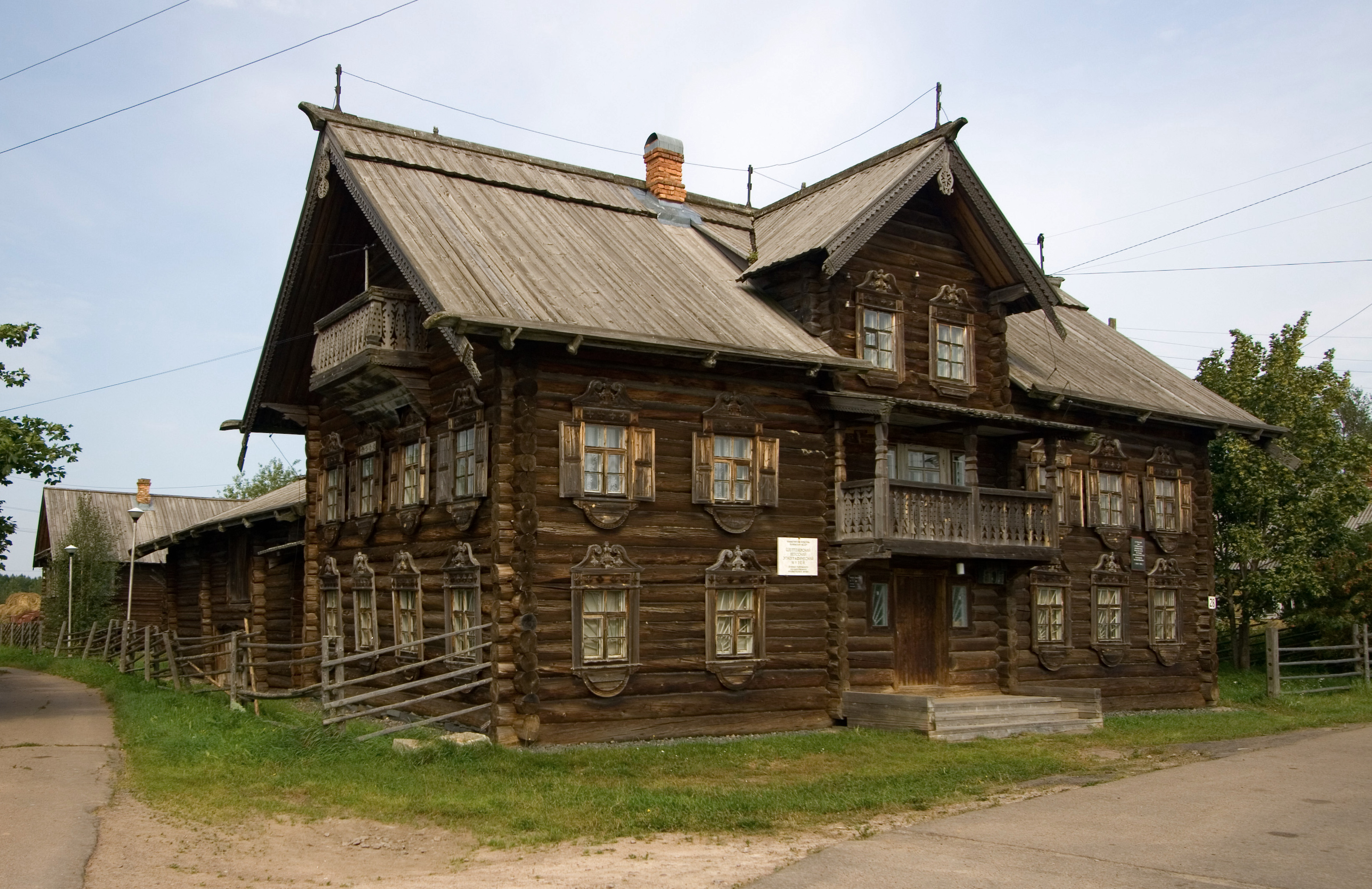
Maison de bois carélienne typique (à Chioltozero).

Historiquement, la Carélie habitée par les Caréliens est une région du nord-ouest de la Russie, à l'est de l'actuelle Finlande. Ses habitants du Xe siècle sont décrits dans une saga comme une menace pour les Lapons. Depuis le XIIIe siècle, plusieurs parties furent conquises par la Suède et intégrées dans la Carélie suédoise.
Elles furent perdues au profit de la Russie, selon le traité d'Åbo au milieu du XVIIIe siècle.
Le 14 octobre 1920, est signé le traité de Tartu, traité de paix entre la Finlande et la Russie soviétique. La Finlande reconnaît l'appartenance de la plus grande partie de la Carélie à la Russie ; en échange, elle obtient la Petchenga, hors des limites de l'ancien grand-duché, mais qui lui donne un petit accès à la mer de Barents. Il est toutefois stipulé que les Soviétiques auront le droit d'y transiter librement. La partie russe devint la république socialiste soviétique autonome de Carélie, couloir de premier plan entre Saint-Pétersbourg et Mourmansk dont la valeur stratégique augmente avec le percement du canal de la mer Blanche.
Après avoir obtenu des bases dans les pays baltes à l'automne 1939, Staline entame en octobre des négociations avec la Finlande en vue d'acquérir des avantages similaires comme :
- la cession de la base de Hanko (à la pointe sud-ouest de la Finlande) ;
- la cession des îles finlandaises du golfe de Finlande, des îles Åland et de l'isthme de Carélie, au nord de Léningrad ; la nouvelle frontière serait en outre démilitarisée, alors qu'elle était fortifiée par la ligne Mannerheim.

En échange, l'URSS renoncerait à intégrer la Finlande parmi ses républiques soviétiques fédérées, comme elle l'envisageait pour les pays baltes. La Finlande refuse catégoriquement de se soumettre aux exigences soviétiques et l'URSS déclenche la guerre d'Hiver le 30 octobre 1939, conformément au protocole secret du Pacte germano-soviétique. Par le traité de Moscou du 12 mars 1940, suivant l'armistice, la Finlande cède à l'URSS l'isthme de Carélie (Vyborg ou Viipuri étant à l'époque la deuxième ville finlandaise) et, à bail pour trente ans, la presqu'île de Hanko. Avant la signature du traité, les populations finlandaises et caréliennes de cette région furent presque toutes évacuées vers la Finlande (voir évacuation de la Carélie finlandaise).

### Seconde Guerre mondiale

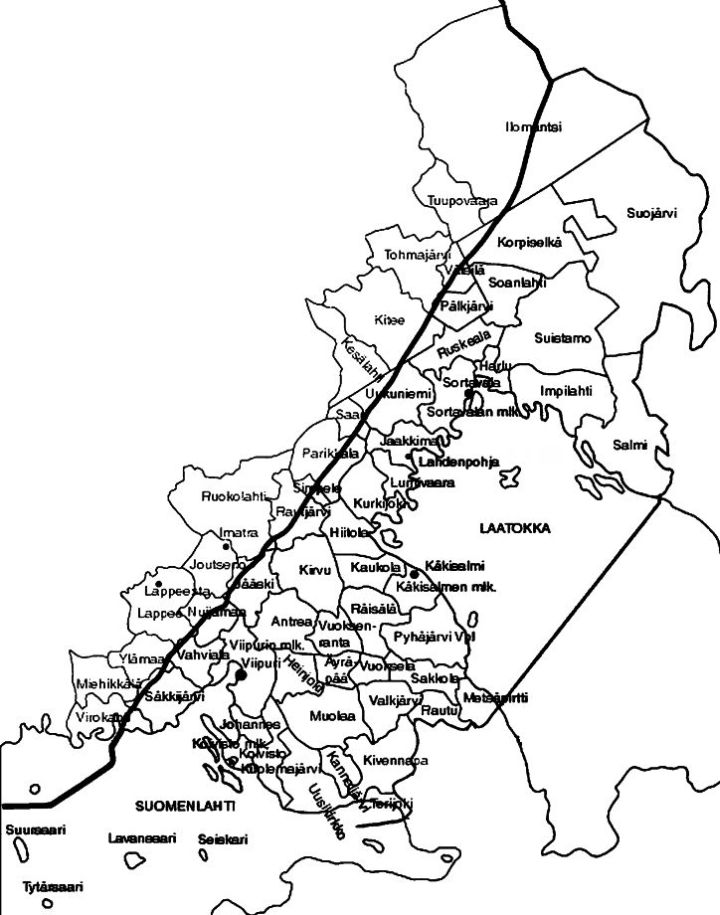
Municipalités caréliennes cédées par la Finlande à l'URSS en 1940.

Après avoir obtenu des bases dans les pays baltes à l'automne 1939 (par le moyen de traités d'assistance mutuelle), la Russie entame en octobre des négociations avec la Finlande en vue d'acquérir des avantages similaires plus :
- la cession de la base de Hanko (à la pointe sud-ouest de la Finlande, au sud de Turku).
- l'échange de territoires : la Finlande cède ses îles du golfe de Finlande et les îles Åland, et fait reculer la frontière à 70 kilomètres de Léningrad, annexant l'isthme de Carélie, alors qu'elle se trouvait au niveau de Kronstadt, à 35 kilomètres de Léningrad. La préoccupation soviétique était de protéger la ville : « comme on ne peut pas déplacer Léningrad, il faut déplacer la frontière », déclarait Molotov. La nouvelle frontière serait en outre démilitarisée, alors qu'elle était fortifiée par la ligne Mannerheim. En échange, la Finlande recevrait des territoires en Carélie.

La Finlande refuse catégoriquement de se soumettre aux exigences soviétiques et l'URSS déclenche la guerre d'Hiver le 30 octobre 1939 (conformément au protocole secret du Pacte germano-soviétique).
Par le traité de Moscou du 12 mars 1940, suivant l'armistice, la Finlande cède à la Russie l'isthme de Carélie (Vyborg ou Viipuri, étant à l'époque la deuxième ville finlandaise) et, à bail pour trente ans, la presqu'île de Hanko.
Le 1er avril 1940, le pouvoir soviétique instaure alors sur ces territoires la République socialiste soviétique carélo-finnoise qui devient une république socialiste soviétique fédérée de l'URSS.
Au moment de l’opération Barbarossa, la Finlande, sans contracter d'alliance avec l’Allemagne, déclenche la « guerre de Continuation » afin de récupérer les territoires qu'elle a perdus en 1940.
Cependant, elle ne participe ni au blocus de Léningrad, ni aux bombardements de la voie ferrée de Mourmansk, mais en revanche, elle occupe une large bande de terre en avant de ses frontières, en particulier sur toute la Carélie jusqu'au lac Onega.
Face au retournement de la situation militaire, la Finlande signe un armistice le 19 septembre 1944 : l'URSS récupère les territoires que la Finlande lui avait cédés par le traité du 12 mars 1940 ; de plus, la Finlande doit immédiatement payer 300 millions de dollars à l'URSS en nature (bois et produits dérivés, constructions navales, fabrications métallurgiques et mécaniques). Cependant dans le cadre de la répartition des territoires au sein de l'URSS, la République soviétique carélo-finnoise perd l'isthme de Carélie qui est rattaché à l'oblast de Léningrad.
Le 16 juillet 1956, la République socialiste soviétique carélo-finnoise, qui était alors la 16e république fédérée de l'URSS, perd son statut et est intégrée à la république socialiste fédérative soviétique de Russie (RSFSR) en tant que république socialiste soviétique autonome de la RSFSR.
Le 13 novembre 1991, la république de Carélie remplace la RSSA carélo-finnoise peu de temps avant la disparition de l'Union soviétique.

## Population et société

### Démographie

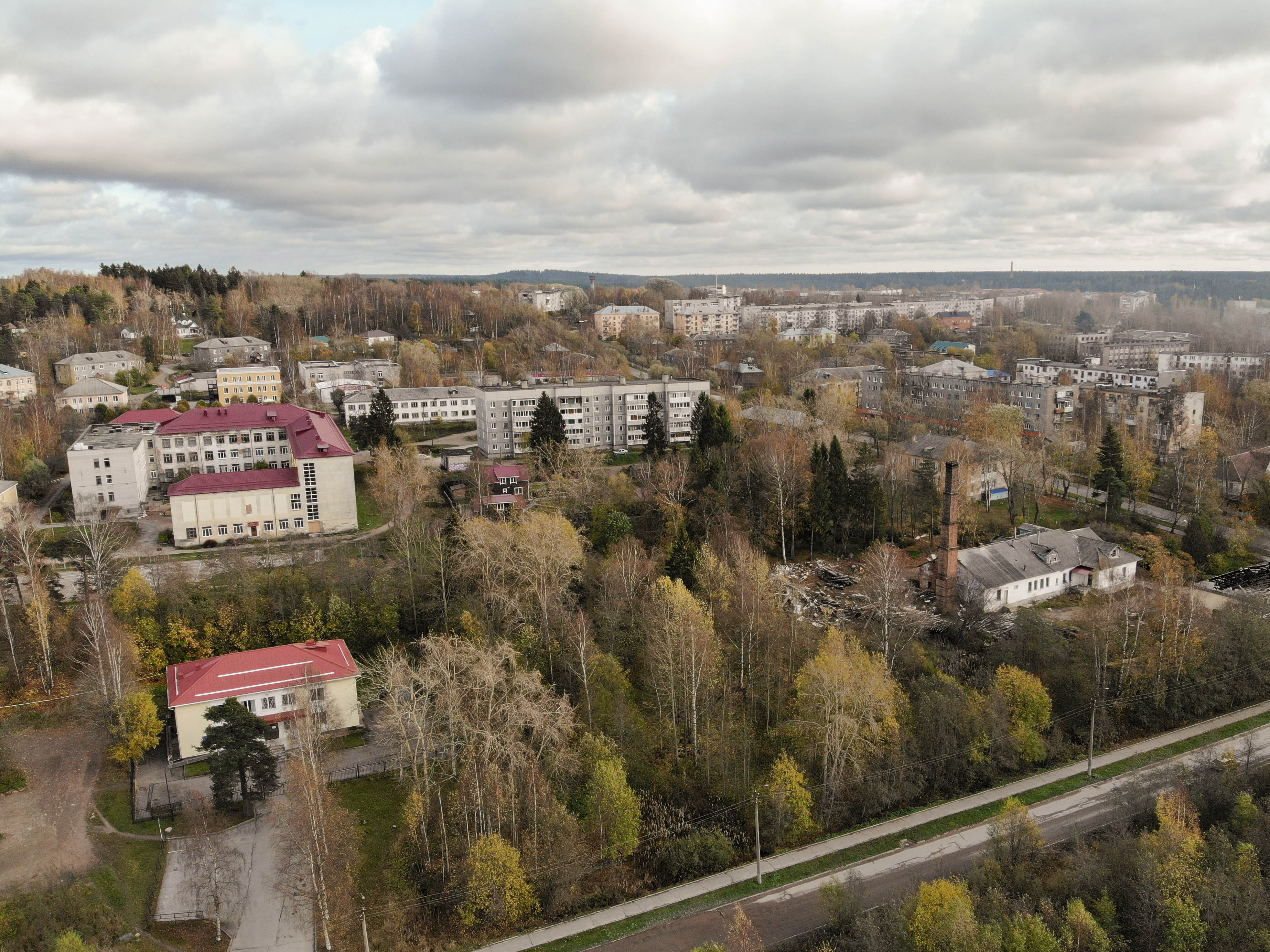
Logements soviétiques à Pitkäranta.

La république de Carélie est un sujet peu peuplé, notamment en comparaison avec sa superficie. Selon les estimations de Rosstat au 1er janvier 2023, sa population s'élevait à 527 880 habitants, soit le 72e des 85 sujets russes. Il est ainsi bien moins peuplé que ces voisins : l'oblast de Léningrad occupant la 23e place sur 85, l'oblast d'Arkhangelsk la 54e place sur 85, et l'oblast de Mourmansk la 66e place sur 85.

Quant à sa densité, la république occupait au 1er janvier 2023 la 69e place sur 85, avec seulement 2,92 hab./km2. Sa population est très inégalement répartie : d'après les chiffres au 1er janvier 2018, il y avait 80,4 % de population urbain, ce qui est néanmoins proche de la moyenne nationale de 74,4 % d'urbains. La densité moyenne de population était au 1er janvier 2018 de 3,5 hab./km2, ce qui était nettement inférieure à la moyenne fédérale de 8,6 hab./km2, et encore moins en la comparant à la moyenne de la Russie européenne de 23 hab./km2. Mais dans certaines subdivisions, les okrougs urbains de Kostomoukcha et de Petrozavodsk, et dans le raïon de Sortavala, la densité moyenne étaut supérieure à 10 hab./km2. La partie méridionale de la république concentre 73 % de la population, avec une densité moyenne de 8,7 hab./km2, contre 2 hab./km2 dans la partie centrale de la république, qui concentre 13 % des habitants. Enfin, la partie septentrionale n'avait que 1,5 hab./km2, concentrant 14 % habitants.
| 1989    | 2002    | 2010    | 2016    | 2022    | - |
| ------- | ------- | ------- | ------- | ------- | - |
| 791 317 | 645 205 | 643 548 | 629 875 | 602 458 | - |

|                                                                         | Population de la république de Carélie | Population de la république de Carélie | Population de la république de Carélie | Population de la république de Carélie | Population de la république de Carélie | Évolution 1989-2035 | Évolution 1989-2035 |
| Subdivisions les plus peuplées                                          | 1989                                   | 2002                                   | 2010                                   | 2021                                   | Projection 2035                        | Nombre              | %                   |
| Petrozavodsk                                                            | 269 485                                | 266 160                                | 261 987                                | 234 897                                | 290 092                                | - 34 588            |                     |
| Okroug urbain de Kostomouchka                                           | 31 003                                 | 30 250                                 | 28 997                                 | 26 650                                 | 30 420                                 | - 583               |                     |
| Raïon de Kondopaga                                                      | 48 274                                 | 49719                                  | 41 114                                 | 32 477                                 | 34 290                                 | - 13 984            |                     |
| Raïon de Segueja                                                        | 56 931                                 | 51 624                                 | 41 215                                 | 32 371                                 | 33 350                                 | - 23 581            |                     |
| Raïon de Sortavala                                                      | 38 004                                 | 35 596                                 | 32 287                                 | 24 121                                 | 30 680                                 | - 7324              |                     |
| Raïon de Medvejiegorsk                                                  | 47 301                                 | 38 388                                 | 31 864                                 | 24 108                                 | 25 210                                 | - 23193             |                     |
| Ensemble de la république                                               | 791 317                                | 716 281                                | 643 548                                | 533 121                                | 590 300                                | - 201 017           |                     |
| Sources des données : Rosstat et Ministère du Développement économique, |                                        |                                        |                                        |                                        |                                        |                     |                     |

### Évolution démographique
- Population : 716 000 (2002)
  - Urbain : 537 395 (75,0 %)
  - Rural : 178 886 (25,0 %)
  - Hommes : 331 505 (46,3 %)
  - Femmes : 384 776 (53,7 %)
- Femmes pour 1000 hommes : 1 161
- Âge moyen : 37,1 ans
  - Urbain : 35,9 ans
  - Rural : 40,6 ans
  - Hommes : 33,9 ans
  - Femmes : 39,9 ans
- Nombre de foyers : 279 915 (701 314 personnes)
  - Urbain : 208 041 (525 964 personnes)
  - Rural : 71 874 (175 350 personnes)

Les indicateurs démographiques sont les suivants:
|      | Population (milliers) | Naissances | Décès | Remplacement | Taux brut de natalité (/1000) | Taux brut de mortalité (/1000) | Remplacement (/1000) | Taux de fécondité |
| ---- | --------------------- | ---------- | ----- | ------------ | ----------------------------- | ------------------------------ | -------------------- | ----------------- |
| 1970 | 714                   | 11346      | 5333  | 6013         | 15,9                          | 7,5                            | 8,4                  |                   |
| 1975 | 723                   | 12748      | 6086  | 6662         | 17,6                          | 8,4                            | 9,2                  |                   |
| 1980 | 741                   | 12275      | 7374  | 4901         | 16,6                          | 10,0                           | 6,6                  |                   |
| 1985 | 770                   | 13201      | 8205  | 4996         | 17,1                          | 10,7                           | 6,5                  |                   |
| 1990 | 792                   | 10553      | 8072  | 2481         | 13,3                          | 10,2                           | 3,1                  | 1,87              |
| 1991 | 790                   | 8982       | 8305  | 677          | 11,4                          | 10,5                           | 0,9                  | 1,62              |
| 1992 | 788                   | 7969       | 9834  | -1865        | 10,1                          | 12,5                           | -2,4                 | 1,46              |
| 1993 | 782                   | 7003       | 11817 | -4814        | 9,0                           | 15,1                           | -6,2                 | 1,30              |
| 1994 | 774                   | 6800       | 13325 | -6525        | 8,8                           | 17,2                           | -8,4                 | 1,26              |
| 1995 | 767                   | 6729       | 12845 | -6116        | 8,8                           | 16,7                           | -8,0                 | 1,24              |
| 1996 | 760                   | 6461       | 11192 | -4731        | 8,5                           | 14,7                           | -6,2                 | 1,19              |
| 1997 | 753                   | 6230       | 10306 | -4076        | 8,3                           | 13,7                           | -5,4                 | 1,15              |
| 1998 | 747                   | 6382       | 10285 | -3903        | 8,5                           | 13,8                           | -5,2                 | 1,18              |
| 1999 | 740                   | 6054       | 11612 | -5558        | 8,2                           | 15,7                           | -7,5                 | 1,12              |
| 2000 | 732                   | 6374       | 12083 | -5709        | 8,7                           | 16,5                           | -7,8                 | 1,18              |
| 2001 | 725                   | 6833       | 12597 | -5764        | 9,4                           | 17,4                           | -7,9                 | 1,25              |
| 2002 | 717                   | 7247       | 13435 | -6188        | 10,1                          | 18,7                           | -8,6                 | 1,33              |
| 2003 | 707                   | 7290       | 14141 | -6851        | 10,3                          | 20,0                           | -9,7                 | 1,32              |
| 2004 | 696                   | 7320       | 13092 | -5772        | 10,5                          | 18,8                           | -8,3                 | 1,31              |
| 2005 | 686                   | 6952       | 12649 | -5697        | 10,1                          | 18,4                           | -8,3                 | 1,24              |
| 2006 | 676                   | 6938       | 11716 | -4778        | 10,3                          | 17,3                           | -7,1                 | 1,22              |
| 2007 | 667                   | 7319       | 11007 | -3688        | 11,0                          | 16,5                           | -5,5                 | 1,28              |
| 2008 | 659                   | 7682       | 11134 | -3452        | 11,7                          | 16,9                           | -5,2                 | 1,35              |
| 2009 | 651                   | 7884       | 10599 | -2715        | 12,1                          | 16,3                           | -4,2                 | 1,58              |
| 2010 | 644                   | 7821       | 10471 | -2650        | 12,1                          | 16,2                           | -4,1                 | 1,58              |
| 2011 | 641                   | 7711       | 9479  | -1768        | 12,0                          | 14,7                           | -2,7                 | 1,60              |
| 2012 | 640                   | 7980       | 9761  | -1781        | 12,5                          | 15,3                           | -2,8                 | 1,71              |
| 2013 | 636                   | 7603       | 9354  | -1751        | 12,0                          | 14,7                           | -2,7                 | 1,65              |
| 2014 |                       |            |       |              |                               |                                |                      | 1,74              |
| 2015 |                       |            |       |              |                               |                                |                      | 1,77              |
| 2016 |                       |            |       |              |                               |                                |                      | 1,76              |
| 2017 |                       |            |       |              |                               |                                |                      | 1,56              |
| 2018 |                       |            |       |              |                               |                                |                      | 1,52              |
| 2019 |                       |            |       |              |                               |                                |                      | 1,43              |

### Composition ethnique

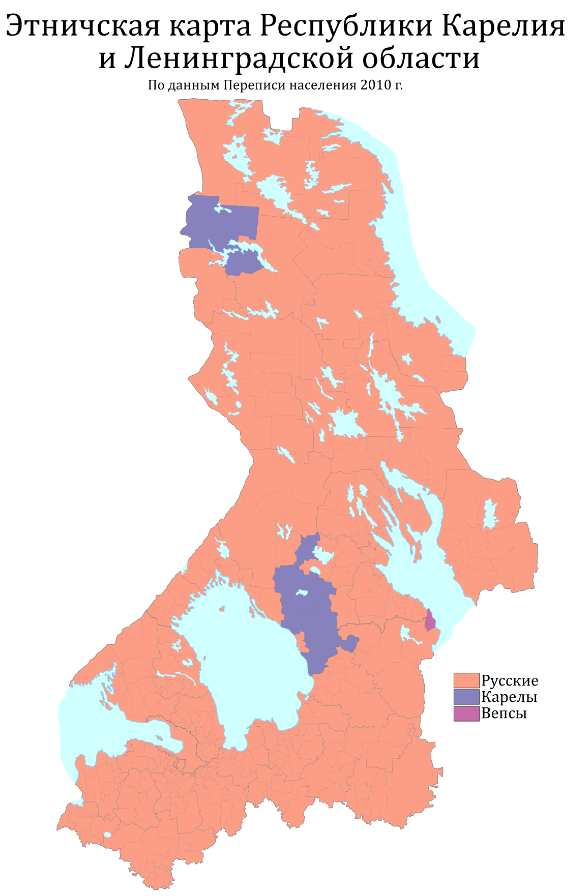
Carte ethnique de la Carélie et de l'oblast de Léningrad en 2021. En orange, les raïons à majorité russe, en violet à majorité carélienne et en rose à majorité vepse.

Selon le recensement de 2010, les Russes de souche représentent 82,2% de la population de la république, les Caréliens de souche 7,4%. Les autres groupes comprennent les Biélorusses (3,8%), les Ukrainiens (2%), les Finlandais (1,4%), les Vepses (0,5%) et une multitude de groupes plus petits, chacun représentant moins de 0,5% de la population totale.
| Ethnie | 1926    | 1926   | 1939    | 1939   | 1959    | 1959   | 1970    | 1970   | 1979    | 1979   | 1989    | 1989   | 2002    | 2002   | 2010 1  | 2010 1 | 2021 2  | 2021 2 |
| Ethnie | Nombre  | %      | Nombre  | %      | Nombre  | %      | Nombre  | %      | Nombre  | %      | Nombre  | %      | Nombre  | %      | Nombre  | %      | Nombre  | %      |
| --- | ------- | ------ | ------- | ------ | ------- | ------ | ------- | ------ | ------- | ------ | ------- | ------ | ------- | ------ | ------- | ------ | ------- | ------ |
| Caréliens | 100 781 | 37,4 % | 108 571 | 23,2 % | 85 473  | 13,0 % | 84 180  | 11,8 % | 81 274  | 11,1 % | 78 928  | 10,0 % | 65 651  | 9,2 %  | 45 570  | 7,1 %  | 25 901  | 5,5 %  |
| Russes | 153 967 | 57,2 % | 296 529 | 63,2 % | 412 773 | 62,7 % | 486 198 | 68,1 % | 522 230 | 71,3 % | 581 571 | 73,6 % | 548 941 | 76,6 % | 507 654 | 78,9 % | 407 469 | 86,4 % |
| Biélorusses | 555     | 0,2 %  | 4 263   | 0,9 %  | 71 900  | 10,9 % | 66 410  | 9,3 %  | 59 394  | 8,1 %  | 55 530  | 7,0 %  | 37 681  | 5,3 %  | 23 345  | 3,6 %  | 9 372   | 2,0 %  |
| Ukrainiens | 708     | 0,3 %  | 21 112  | 4,5 %  | 23 569  | 3,6 %  | 27 440  | 3,8 %  | 23 765  | 3,2 %  | 28 242  | 3,6 %  | 19 248  | 2,7 %  | 12 677  | 2,0 %  | 5 579   | 1,2 %  |
| Finnois | 2 327   | 0,9 %  | 8 322   | 1,8 %  | 27 829  | 4,2 %  | 22 174  | 3,1 %  | 20 099  | 2,7 %  | 18 420  | 2,3 %  | 14 156  | 2,0 %  | 8 577   | 1,3 %  | 3 397   | 0,7 %  |
| Vepses | 8 587   | 3,2 %  | 9 388   | 2,0 %  | 7 179   | 1,1 %  | 6 323   | 0,9 %  | 5 864   | 0,8 %  | 5 954   | 0,8 %  | 4 870   | 0,7 %  | 3 423   | 0,5 %  | 2 471   | 0,5 %  |
| Autres | 2 809   | 1,0 %  | 20 713  | 4,4 %  | 22 623  | 3,5 %  | 20 726  | 2,9 %  | 19 567  | 2,7 %  | 21 505  | 2,7 %  | 25 734  | 3,6 %  | 42 302  | 6,6 %  | 17 434  | 3,7 %  |
| Total | 269 734 | 100 %  | 468 898 | 100 %  | 651 346 | 100 %  | 713 451 | 100 %  | 732 193 | 100 %  | 790 150 | 100 %  | 716 281 | 100 %  | 643 548 | 100 %  | 533 121 | 100 %  |
| 1 25.880 personnes n’ont pu être attribuées à aucun groupe ethnique. Ces personnes sont probablement réparties à égalité avec les résidents ethniquement assignés. 2 61 498 personnes n’ont pu être attribuées à aucun groupe ethnique. Ces personnes sont probablement réparties à égalité avec les résidents ethniquement divers. |         |        |         |        |         |        |         |        |         |        |         |        |         |        |         |        |         |        |

### Statut des langues de Carélie
Dans la version de la constitution de la République de Carélie (ru) adoptée en 2001, la seule langue de la république de Carélie est le russe.
Les langues nationales sont enseignées dans les écoles primaires, étudiées dans les universités et dans les établissements préscolaires. Ils publient de la littérature éducative et de fiction, publient des journaux, des magazines et diffusent des programmes de radio et de télévision.
Les centres d'étude scientifique des langues sont l'Institut de langue, de littérature et d'histoire de Carélie (ru) du Centre de recherche carélien (ru) de l'Académie des sciences de Russie, la Faculté de philologie et de culture balto-finlandaise de l'Université d'État de Petrozavodsk.
Les langues Carélien, des finnois et Vepse sont écrites avec l'alphabet latin.
La République de Carélie est la seule république de la Fédération de Russie dans laquelle aucun des peuples autochtones vivant sur son territoire n'a sa propre langue reconnue comme langue nationale,.

## Politique et administration

### Tendances politiques
| Scrutin                    | 1er tour | 1er tour | 1er tour | 1er tour | 1er tour | 1er tour | 1er tour | 1er tour | 1er tour | 1er tour | 1er tour | 1er tour | 2d tour                  | 2d tour                  | 2d tour                  | 2d tour                  | 2d tour                  | 2d tour                  | 2d tour                  | 2d tour                  |
| Scrutin                    | 1er      | 1er      | %        | 2e       | 2e       | %        | 3e       | 3e       | %        | 4e       | 4e       | %        | 1er                      | %                        | 2e                       | %                        | 3e                       | %                        | 4e                       | %                        |
| -------------------------- | -------- | -------- | -------- | -------- | -------- | -------- | -------- | -------- | -------- | -------- | -------- | -------- | ------------------------ | ------------------------ | ------------------------ | ------------------------ | ------------------------ | ------------------------ | ------------------------ | ------------------------ |
| Présidentielle 2012        |          | ER       | 55,38    |          | KPRF     | 16,47    |          | SE       | 12,22    |          | LDPR     | 8,59     | Victoire au premier tour | Victoire au premier tour | Victoire au premier tour | Victoire au premier tour | Victoire au premier tour | Victoire au premier tour | Victoire au premier tour | Victoire au premier tour |
| Législative 2016           |          | ER       | 37,30    |          | LDPR     | 17,57    |          | KPRF     | 13,05    |          | SRZP     | 10,09    | Tour unique              | Tour unique              | Tour unique              | Tour unique              | Tour unique              | Tour unique              | Tour unique              | Tour unique              |
| Législative régionale 2016 |          | ER       | 33.20    |          | LDPR     | 18.91    |          | SRZP     | 15.54    |          | KPRF     | 14.44    | Victoire au premier tour | Victoire au premier tour | Victoire au premier tour | Victoire au premier tour | Victoire au premier tour | Victoire au premier tour | Victoire au premier tour | Victoire au premier tour |
| Gouvernorale 2017          |          | ER       | 61,34    |          | SRZP     | 18,05    |          | KPRF     | 12,13    |          | LDPR     | 5,68     | Victoire au premier tour | Victoire au premier tour | Victoire au premier tour | Victoire au premier tour | Victoire au premier tour | Victoire au premier tour | Victoire au premier tour | Victoire au premier tour |
| Présidentielle 2018        |          | ER       | 73.04    |          | KPRF     | 11.35    |          | LDPR     | 7.83     |          | GRANI    | 2,28     | Victoire au premier tour | Victoire au premier tour | Victoire au premier tour | Victoire au premier tour | Victoire au premier tour | Victoire au premier tour | Victoire au premier tour | Victoire au premier tour |
| Législative 2021           |          | ER       | 31.69    |          | KPRF     | 16.01    |          | SRZP     | 11.73    |          | LDPR     | 9,77     | Tour unique              | Tour unique              | Tour unique              | Tour unique              | Tour unique              | Tour unique              | Tour unique              | Tour unique              |
| Législative régionale 2021 |          | ER       | 28,96    |          | KPRF     | 16,91    |          | SRZP     | 12,81    |          | LDPR     | 9,86     | Tour unique              | Tour unique              | Tour unique              | Tour unique              | Tour unique              | Tour unique              | Tour unique              | Tour unique              |
| Gouvernorale 2022          |          | ER       | 69,15    |          | SRZP     | 13,41    |          | KPRF     | 12,64    |          | DPR      | 1,65     | Victoire au premier tour | Victoire au premier tour | Victoire au premier tour | Victoire au premier tour | Victoire au premier tour | Victoire au premier tour | Victoire au premier tour | Victoire au premier tour |
| Présidentielle 2024,       |          | ER       | 79.53    |          | NL       | 8.38     |          | LDPR     | 5.02     |          | KPRF     | 4,76     | Victoire au premier tour | Victoire au premier tour | Victoire au premier tour | Victoire au premier tour | Victoire au premier tour | Victoire au premier tour | Victoire au premier tour | Victoire au premier tour |

### Administration

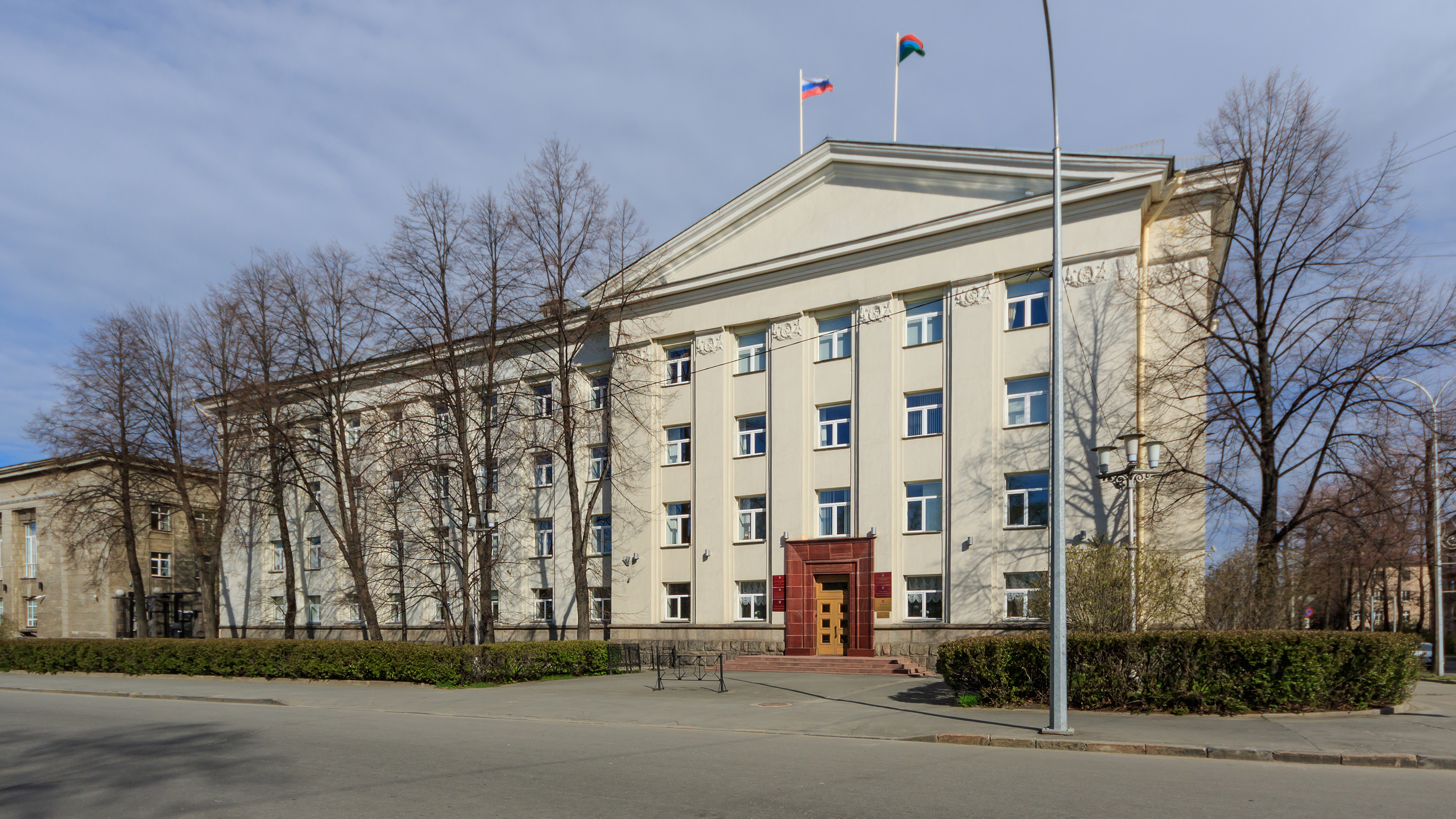
Le bâtiment de l'Assemblée législative de la république de Carélie à Petrozavodsk.

La république est dirigée par le chef de la république de Carélie. Depuis 2017, la fonction est occupée par Artur Parfentchikov : il a été nommé par le président russe le 15 février 2017 et, le 10 septembre suivant, il a été confirmé à ce poste par un vote populaire.
Le parlement de la république de Carélie est l'Assemblée législative, comprenant cinquante députés élus pour quatre ans.

### Villes de Carélie
En 2010, la majeure partie de la population de la République de Carélie, soit environ 75 pour cent, vivait  dans des villes ou des agglomérations urbaines. La population de ces colonies en 2010 et leur emplacement sont indiqués dans la carte ci-jointe. Les villes qui forment leur propre raion urbain, sont Petrozavodsk (Petroskoi) et Kostomoukcha (Kostamus).
| Ville ou agglomération    | Nom en russe                 | Raïon                  | Carte |
| ------------------------- | ---------------------------- | ---------------------- | --- |
| Petrozavodsk              | Петрозаводск, Petrozavodsk   | Petrozavodsk           | [[Fichier:Outline Map of Karelia.svg\|440px\|{{#if:République de Carélie\|République de Carélie\|République de Carélie est dans la page République de Carélie.]] Petrozavodsk Kondopoga Segueja Kostomoukcha Sortavala Medvejiegorsk Kemi Pitkiaranta Belomorsk Parikkala Niirala Vartius Kuusamo-Suoperä Souoïarvi Poudoj Olonets Vojatšu Lakhdenpokhia Loukhi Pinduchi Kalevala Priaja Mujejärvi Värtsilä Tchoupa Helylä Povenets Pyaozersky Pogost de Kiji Lac Onega Lac Ladoga Mer Blanche Lac Segozero Lac Vygozero Lac Leksozero Lac Topozero Lac Piaozero Lac Vodlozero Kouïto Baie d'Onega Golfe de Kandalakcha Archipel de Valaam Îles Solovki Zaonejie Nuorunen Kivakkatunturi Port de Belomorsk Aéroport de Petrozavodsk Parc de Kostomoukcha Kivatch Parc Vodlozero Parc de Paanajärvi Parc Kalevala Mourmansk Arkhangelsk Vologda Léningrad Finlande Carte de la république de Carélie. |
| Kondopoga (Kontupohja)    | Кондопога, Kondopoga         | Raïon de Kondopoga     | [[Fichier:Outline Map of Karelia.svg\|440px\|{{#if:République de Carélie\|République de Carélie\|République de Carélie est dans la page République de Carélie.]] Petrozavodsk Kondopoga Segueja Kostomoukcha Sortavala Medvejiegorsk Kemi Pitkiaranta Belomorsk Parikkala Niirala Vartius Kuusamo-Suoperä Souoïarvi Poudoj Olonets Vojatšu Lakhdenpokhia Loukhi Pinduchi Kalevala Priaja Mujejärvi Värtsilä Tchoupa Helylä Povenets Pyaozersky Pogost de Kiji Lac Onega Lac Ladoga Mer Blanche Lac Segozero Lac Vygozero Lac Leksozero Lac Topozero Lac Piaozero Lac Vodlozero Kouïto Baie d'Onega Golfe de Kandalakcha Archipel de Valaam Îles Solovki Zaonejie Nuorunen Kivakkatunturi Port de Belomorsk Aéroport de Petrozavodsk Parc de Kostomoukcha Kivatch Parc Vodlozero Parc de Paanajärvi Parc Kalevala Mourmansk Arkhangelsk Vologda Léningrad Finlande Carte de la république de Carélie. |
| Segueja                   | Сегежа, Segeža               | Raïon de Segueja       | [[Fichier:Outline Map of Karelia.svg\|440px\|{{#if:République de Carélie\|République de Carélie\|République de Carélie est dans la page République de Carélie.]] Petrozavodsk Kondopoga Segueja Kostomoukcha Sortavala Medvejiegorsk Kemi Pitkiaranta Belomorsk Parikkala Niirala Vartius Kuusamo-Suoperä Souoïarvi Poudoj Olonets Vojatšu Lakhdenpokhia Loukhi Pinduchi Kalevala Priaja Mujejärvi Värtsilä Tchoupa Helylä Povenets Pyaozersky Pogost de Kiji Lac Onega Lac Ladoga Mer Blanche Lac Segozero Lac Vygozero Lac Leksozero Lac Topozero Lac Piaozero Lac Vodlozero Kouïto Baie d'Onega Golfe de Kandalakcha Archipel de Valaam Îles Solovki Zaonejie Nuorunen Kivakkatunturi Port de Belomorsk Aéroport de Petrozavodsk Parc de Kostomoukcha Kivatch Parc Vodlozero Parc de Paanajärvi Parc Kalevala Mourmansk Arkhangelsk Vologda Léningrad Finlande Carte de la république de Carélie. |
| Kostomoukcha              | Костомукша, Kostomukša       | Kostomoukcha           | [[Fichier:Outline Map of Karelia.svg\|440px\|{{#if:République de Carélie\|République de Carélie\|République de Carélie est dans la page République de Carélie.]] Petrozavodsk Kondopoga Segueja Kostomoukcha Sortavala Medvejiegorsk Kemi Pitkiaranta Belomorsk Parikkala Niirala Vartius Kuusamo-Suoperä Souoïarvi Poudoj Olonets Vojatšu Lakhdenpokhia Loukhi Pinduchi Kalevala Priaja Mujejärvi Värtsilä Tchoupa Helylä Povenets Pyaozersky Pogost de Kiji Lac Onega Lac Ladoga Mer Blanche Lac Segozero Lac Vygozero Lac Leksozero Lac Topozero Lac Piaozero Lac Vodlozero Kouïto Baie d'Onega Golfe de Kandalakcha Archipel de Valaam Îles Solovki Zaonejie Nuorunen Kivakkatunturi Port de Belomorsk Aéroport de Petrozavodsk Parc de Kostomoukcha Kivatch Parc Vodlozero Parc de Paanajärvi Parc Kalevala Mourmansk Arkhangelsk Vologda Léningrad Finlande Carte de la république de Carélie. |
| Sortavala                 | Сортавала, Sortavala         | Raïon de Sortavala     | [[Fichier:Outline Map of Karelia.svg\|440px\|{{#if:République de Carélie\|République de Carélie\|République de Carélie est dans la page République de Carélie.]] Petrozavodsk Kondopoga Segueja Kostomoukcha Sortavala Medvejiegorsk Kemi Pitkiaranta Belomorsk Parikkala Niirala Vartius Kuusamo-Suoperä Souoïarvi Poudoj Olonets Vojatšu Lakhdenpokhia Loukhi Pinduchi Kalevala Priaja Mujejärvi Värtsilä Tchoupa Helylä Povenets Pyaozersky Pogost de Kiji Lac Onega Lac Ladoga Mer Blanche Lac Segozero Lac Vygozero Lac Leksozero Lac Topozero Lac Piaozero Lac Vodlozero Kouïto Baie d'Onega Golfe de Kandalakcha Archipel de Valaam Îles Solovki Zaonejie Nuorunen Kivakkatunturi Port de Belomorsk Aéroport de Petrozavodsk Parc de Kostomoukcha Kivatch Parc Vodlozero Parc de Paanajärvi Parc Kalevala Mourmansk Arkhangelsk Vologda Léningrad Finlande Carte de la république de Carélie. |
| Medvejiegorsk (Karhumäki) | Медвежьегорск, Medvežjegorsk | Raïon de Medvejiegorsk | [[Fichier:Outline Map of Karelia.svg\|440px\|{{#if:République de Carélie\|République de Carélie\|République de Carélie est dans la page République de Carélie.]] Petrozavodsk Kondopoga Segueja Kostomoukcha Sortavala Medvejiegorsk Kemi Pitkiaranta Belomorsk Parikkala Niirala Vartius Kuusamo-Suoperä Souoïarvi Poudoj Olonets Vojatšu Lakhdenpokhia Loukhi Pinduchi Kalevala Priaja Mujejärvi Värtsilä Tchoupa Helylä Povenets Pyaozersky Pogost de Kiji Lac Onega Lac Ladoga Mer Blanche Lac Segozero Lac Vygozero Lac Leksozero Lac Topozero Lac Piaozero Lac Vodlozero Kouïto Baie d'Onega Golfe de Kandalakcha Archipel de Valaam Îles Solovki Zaonejie Nuorunen Kivakkatunturi Port de Belomorsk Aéroport de Petrozavodsk Parc de Kostomoukcha Kivatch Parc Vodlozero Parc de Paanajärvi Parc Kalevala Mourmansk Arkhangelsk Vologda Léningrad Finlande Carte de la république de Carélie. |
| Kem                       | Кемь, Kem                    | Raïon de Kem           | [[Fichier:Outline Map of Karelia.svg\|440px\|{{#if:République de Carélie\|République de Carélie\|République de Carélie est dans la page République de Carélie.]] Petrozavodsk Kondopoga Segueja Kostomoukcha Sortavala Medvejiegorsk Kemi Pitkiaranta Belomorsk Parikkala Niirala Vartius Kuusamo-Suoperä Souoïarvi Poudoj Olonets Vojatšu Lakhdenpokhia Loukhi Pinduchi Kalevala Priaja Mujejärvi Värtsilä Tchoupa Helylä Povenets Pyaozersky Pogost de Kiji Lac Onega Lac Ladoga Mer Blanche Lac Segozero Lac Vygozero Lac Leksozero Lac Topozero Lac Piaozero Lac Vodlozero Kouïto Baie d'Onega Golfe de Kandalakcha Archipel de Valaam Îles Solovki Zaonejie Nuorunen Kivakkatunturi Port de Belomorsk Aéroport de Petrozavodsk Parc de Kostomoukcha Kivatch Parc Vodlozero Parc de Paanajärvi Parc Kalevala Mourmansk Arkhangelsk Vologda Léningrad Finlande Carte de la république de Carélie. |
| Pitkiaranta               | Питкяранта, Pitkjaranta      | Raïon de Pitkiaranta   | [[Fichier:Outline Map of Karelia.svg\|440px\|{{#if:République de Carélie\|République de Carélie\|République de Carélie est dans la page République de Carélie.]] Petrozavodsk Kondopoga Segueja Kostomoukcha Sortavala Medvejiegorsk Kemi Pitkiaranta Belomorsk Parikkala Niirala Vartius Kuusamo-Suoperä Souoïarvi Poudoj Olonets Vojatšu Lakhdenpokhia Loukhi Pinduchi Kalevala Priaja Mujejärvi Värtsilä Tchoupa Helylä Povenets Pyaozersky Pogost de Kiji Lac Onega Lac Ladoga Mer Blanche Lac Segozero Lac Vygozero Lac Leksozero Lac Topozero Lac Piaozero Lac Vodlozero Kouïto Baie d'Onega Golfe de Kandalakcha Archipel de Valaam Îles Solovki Zaonejie Nuorunen Kivakkatunturi Port de Belomorsk Aéroport de Petrozavodsk Parc de Kostomoukcha Kivatch Parc Vodlozero Parc de Paanajärvi Parc Kalevala Mourmansk Arkhangelsk Vologda Léningrad Finlande Carte de la république de Carélie. |
| Belomorsk                 | Беломорск, Belomorsk         | Raïon de Belomorsk     | [[Fichier:Outline Map of Karelia.svg\|440px\|{{#if:République de Carélie\|République de Carélie\|République de Carélie est dans la page République de Carélie.]] Petrozavodsk Kondopoga Segueja Kostomoukcha Sortavala Medvejiegorsk Kemi Pitkiaranta Belomorsk Parikkala Niirala Vartius Kuusamo-Suoperä Souoïarvi Poudoj Olonets Vojatšu Lakhdenpokhia Loukhi Pinduchi Kalevala Priaja Mujejärvi Värtsilä Tchoupa Helylä Povenets Pyaozersky Pogost de Kiji Lac Onega Lac Ladoga Mer Blanche Lac Segozero Lac Vygozero Lac Leksozero Lac Topozero Lac Piaozero Lac Vodlozero Kouïto Baie d'Onega Golfe de Kandalakcha Archipel de Valaam Îles Solovki Zaonejie Nuorunen Kivakkatunturi Port de Belomorsk Aéroport de Petrozavodsk Parc de Kostomoukcha Kivatch Parc Vodlozero Parc de Paanajärvi Parc Kalevala Mourmansk Arkhangelsk Vologda Léningrad Finlande Carte de la république de Carélie. |
| Suojärvi                  | Суоярви, Suojarvi            | Raïon de Souoïarvi     | [[Fichier:Outline Map of Karelia.svg\|440px\|{{#if:République de Carélie\|République de Carélie\|République de Carélie est dans la page République de Carélie.]] Petrozavodsk Kondopoga Segueja Kostomoukcha Sortavala Medvejiegorsk Kemi Pitkiaranta Belomorsk Parikkala Niirala Vartius Kuusamo-Suoperä Souoïarvi Poudoj Olonets Vojatšu Lakhdenpokhia Loukhi Pinduchi Kalevala Priaja Mujejärvi Värtsilä Tchoupa Helylä Povenets Pyaozersky Pogost de Kiji Lac Onega Lac Ladoga Mer Blanche Lac Segozero Lac Vygozero Lac Leksozero Lac Topozero Lac Piaozero Lac Vodlozero Kouïto Baie d'Onega Golfe de Kandalakcha Archipel de Valaam Îles Solovki Zaonejie Nuorunen Kivakkatunturi Port de Belomorsk Aéroport de Petrozavodsk Parc de Kostomoukcha Kivatch Parc Vodlozero Parc de Paanajärvi Parc Kalevala Mourmansk Arkhangelsk Vologda Léningrad Finlande Carte de la république de Carélie. |
| Poudoj                    | Пудож, Pudož                 | Raïon de Poudoj        | [[Fichier:Outline Map of Karelia.svg\|440px\|{{#if:République de Carélie\|République de Carélie\|République de Carélie est dans la page République de Carélie.]] Petrozavodsk Kondopoga Segueja Kostomoukcha Sortavala Medvejiegorsk Kemi Pitkiaranta Belomorsk Parikkala Niirala Vartius Kuusamo-Suoperä Souoïarvi Poudoj Olonets Vojatšu Lakhdenpokhia Loukhi Pinduchi Kalevala Priaja Mujejärvi Värtsilä Tchoupa Helylä Povenets Pyaozersky Pogost de Kiji Lac Onega Lac Ladoga Mer Blanche Lac Segozero Lac Vygozero Lac Leksozero Lac Topozero Lac Piaozero Lac Vodlozero Kouïto Baie d'Onega Golfe de Kandalakcha Archipel de Valaam Îles Solovki Zaonejie Nuorunen Kivakkatunturi Port de Belomorsk Aéroport de Petrozavodsk Parc de Kostomoukcha Kivatch Parc Vodlozero Parc de Paanajärvi Parc Kalevala Mourmansk Arkhangelsk Vologda Léningrad Finlande Carte de la république de Carélie. |
| Olonets                   | Олонец, Olonets              | Raïon d'Olonets        | [[Fichier:Outline Map of Karelia.svg\|440px\|{{#if:République de Carélie\|République de Carélie\|République de Carélie est dans la page République de Carélie.]] Petrozavodsk Kondopoga Segueja Kostomoukcha Sortavala Medvejiegorsk Kemi Pitkiaranta Belomorsk Parikkala Niirala Vartius Kuusamo-Suoperä Souoïarvi Poudoj Olonets Vojatšu Lakhdenpokhia Loukhi Pinduchi Kalevala Priaja Mujejärvi Värtsilä Tchoupa Helylä Povenets Pyaozersky Pogost de Kiji Lac Onega Lac Ladoga Mer Blanche Lac Segozero Lac Vygozero Lac Leksozero Lac Topozero Lac Piaozero Lac Vodlozero Kouïto Baie d'Onega Golfe de Kandalakcha Archipel de Valaam Îles Solovki Zaonejie Nuorunen Kivakkatunturi Port de Belomorsk Aéroport de Petrozavodsk Parc de Kostomoukcha Kivatch Parc Vodlozero Parc de Paanajärvi Parc Kalevala Mourmansk Arkhangelsk Vologda Léningrad Finlande Carte de la république de Carélie. |
| Vojatšu                   | Надвоицы, Nadvoitsy          | Raïon de Segueja       | [[Fichier:Outline Map of Karelia.svg\|440px\|{{#if:République de Carélie\|République de Carélie\|République de Carélie est dans la page République de Carélie.]] Petrozavodsk Kondopoga Segueja Kostomoukcha Sortavala Medvejiegorsk Kemi Pitkiaranta Belomorsk Parikkala Niirala Vartius Kuusamo-Suoperä Souoïarvi Poudoj Olonets Vojatšu Lakhdenpokhia Loukhi Pinduchi Kalevala Priaja Mujejärvi Värtsilä Tchoupa Helylä Povenets Pyaozersky Pogost de Kiji Lac Onega Lac Ladoga Mer Blanche Lac Segozero Lac Vygozero Lac Leksozero Lac Topozero Lac Piaozero Lac Vodlozero Kouïto Baie d'Onega Golfe de Kandalakcha Archipel de Valaam Îles Solovki Zaonejie Nuorunen Kivakkatunturi Port de Belomorsk Aéroport de Petrozavodsk Parc de Kostomoukcha Kivatch Parc Vodlozero Parc de Paanajärvi Parc Kalevala Mourmansk Arkhangelsk Vologda Léningrad Finlande Carte de la république de Carélie. |
| Lakhdenpokhia             | Лахденпохья, Lahdenpohja     | Raïon de Lakhdenpokhia | [[Fichier:Outline Map of Karelia.svg\|440px\|{{#if:République de Carélie\|République de Carélie\|République de Carélie est dans la page République de Carélie.]] Petrozavodsk Kondopoga Segueja Kostomoukcha Sortavala Medvejiegorsk Kemi Pitkiaranta Belomorsk Parikkala Niirala Vartius Kuusamo-Suoperä Souoïarvi Poudoj Olonets Vojatšu Lakhdenpokhia Loukhi Pinduchi Kalevala Priaja Mujejärvi Värtsilä Tchoupa Helylä Povenets Pyaozersky Pogost de Kiji Lac Onega Lac Ladoga Mer Blanche Lac Segozero Lac Vygozero Lac Leksozero Lac Topozero Lac Piaozero Lac Vodlozero Kouïto Baie d'Onega Golfe de Kandalakcha Archipel de Valaam Îles Solovki Zaonejie Nuorunen Kivakkatunturi Port de Belomorsk Aéroport de Petrozavodsk Parc de Kostomoukcha Kivatch Parc Vodlozero Parc de Paanajärvi Parc Kalevala Mourmansk Arkhangelsk Vologda Léningrad Finlande Carte de la république de Carélie. |
| Loukhi                    | Лоухи, Louhi                 | Raïon de Loukhi        | [[Fichier:Outline Map of Karelia.svg\|440px\|{{#if:République de Carélie\|République de Carélie\|République de Carélie est dans la page République de Carélie.]] Petrozavodsk Kondopoga Segueja Kostomoukcha Sortavala Medvejiegorsk Kemi Pitkiaranta Belomorsk Parikkala Niirala Vartius Kuusamo-Suoperä Souoïarvi Poudoj Olonets Vojatšu Lakhdenpokhia Loukhi Pinduchi Kalevala Priaja Mujejärvi Värtsilä Tchoupa Helylä Povenets Pyaozersky Pogost de Kiji Lac Onega Lac Ladoga Mer Blanche Lac Segozero Lac Vygozero Lac Leksozero Lac Topozero Lac Piaozero Lac Vodlozero Kouïto Baie d'Onega Golfe de Kandalakcha Archipel de Valaam Îles Solovki Zaonejie Nuorunen Kivakkatunturi Port de Belomorsk Aéroport de Petrozavodsk Parc de Kostomoukcha Kivatch Parc Vodlozero Parc de Paanajärvi Parc Kalevala Mourmansk Arkhangelsk Vologda Léningrad Finlande Carte de la république de Carélie. |
| Pindouchi                 | Пиндуши, Pinduši             | Raïon de Medvejiegorsk | [[Fichier:Outline Map of Karelia.svg\|440px\|{{#if:République de Carélie\|République de Carélie\|République de Carélie est dans la page République de Carélie.]] Petrozavodsk Kondopoga Segueja Kostomoukcha Sortavala Medvejiegorsk Kemi Pitkiaranta Belomorsk Parikkala Niirala Vartius Kuusamo-Suoperä Souoïarvi Poudoj Olonets Vojatšu Lakhdenpokhia Loukhi Pinduchi Kalevala Priaja Mujejärvi Värtsilä Tchoupa Helylä Povenets Pyaozersky Pogost de Kiji Lac Onega Lac Ladoga Mer Blanche Lac Segozero Lac Vygozero Lac Leksozero Lac Topozero Lac Piaozero Lac Vodlozero Kouïto Baie d'Onega Golfe de Kandalakcha Archipel de Valaam Îles Solovki Zaonejie Nuorunen Kivakkatunturi Port de Belomorsk Aéroport de Petrozavodsk Parc de Kostomoukcha Kivatch Parc Vodlozero Parc de Paanajärvi Parc Kalevala Mourmansk Arkhangelsk Vologda Léningrad Finlande Carte de la république de Carélie. |
| Kalevala                  | Калевала, Kalevala           | Raïon de Kalevala      | [[Fichier:Outline Map of Karelia.svg\|440px\|{{#if:République de Carélie\|République de Carélie\|République de Carélie est dans la page République de Carélie.]] Petrozavodsk Kondopoga Segueja Kostomoukcha Sortavala Medvejiegorsk Kemi Pitkiaranta Belomorsk Parikkala Niirala Vartius Kuusamo-Suoperä Souoïarvi Poudoj Olonets Vojatšu Lakhdenpokhia Loukhi Pinduchi Kalevala Priaja Mujejärvi Värtsilä Tchoupa Helylä Povenets Pyaozersky Pogost de Kiji Lac Onega Lac Ladoga Mer Blanche Lac Segozero Lac Vygozero Lac Leksozero Lac Topozero Lac Piaozero Lac Vodlozero Kouïto Baie d'Onega Golfe de Kandalakcha Archipel de Valaam Îles Solovki Zaonejie Nuorunen Kivakkatunturi Port de Belomorsk Aéroport de Petrozavodsk Parc de Kostomoukcha Kivatch Parc Vodlozero Parc de Paanajärvi Parc Kalevala Mourmansk Arkhangelsk Vologda Léningrad Finlande Carte de la république de Carélie. |
| Priaja                    | Пряжа, Prjaža                | Raïon de Priaja        | [[Fichier:Outline Map of Karelia.svg\|440px\|{{#if:République de Carélie\|République de Carélie\|République de Carélie est dans la page République de Carélie.]] Petrozavodsk Kondopoga Segueja Kostomoukcha Sortavala Medvejiegorsk Kemi Pitkiaranta Belomorsk Parikkala Niirala Vartius Kuusamo-Suoperä Souoïarvi Poudoj Olonets Vojatšu Lakhdenpokhia Loukhi Pinduchi Kalevala Priaja Mujejärvi Värtsilä Tchoupa Helylä Povenets Pyaozersky Pogost de Kiji Lac Onega Lac Ladoga Mer Blanche Lac Segozero Lac Vygozero Lac Leksozero Lac Topozero Lac Piaozero Lac Vodlozero Kouïto Baie d'Onega Golfe de Kandalakcha Archipel de Valaam Îles Solovki Zaonejie Nuorunen Kivakkatunturi Port de Belomorsk Aéroport de Petrozavodsk Parc de Kostomoukcha Kivatch Parc Vodlozero Parc de Paanajärvi Parc Kalevala Mourmansk Arkhangelsk Vologda Léningrad Finlande Carte de la république de Carélie. |
| Mujejärvi                 | Муезерский, Mujezerski       | Raïon de Mouïezerski   | [[Fichier:Outline Map of Karelia.svg\|440px\|{{#if:République de Carélie\|République de Carélie\|République de Carélie est dans la page République de Carélie.]] Petrozavodsk Kondopoga Segueja Kostomoukcha Sortavala Medvejiegorsk Kemi Pitkiaranta Belomorsk Parikkala Niirala Vartius Kuusamo-Suoperä Souoïarvi Poudoj Olonets Vojatšu Lakhdenpokhia Loukhi Pinduchi Kalevala Priaja Mujejärvi Värtsilä Tchoupa Helylä Povenets Pyaozersky Pogost de Kiji Lac Onega Lac Ladoga Mer Blanche Lac Segozero Lac Vygozero Lac Leksozero Lac Topozero Lac Piaozero Lac Vodlozero Kouïto Baie d'Onega Golfe de Kandalakcha Archipel de Valaam Îles Solovki Zaonejie Nuorunen Kivakkatunturi Port de Belomorsk Aéroport de Petrozavodsk Parc de Kostomoukcha Kivatch Parc Vodlozero Parc de Paanajärvi Parc Kalevala Mourmansk Arkhangelsk Vologda Léningrad Finlande Carte de la république de Carélie. |
| Värtsilä                  | Вяртсиля, Vjartsilja         | Raïon de Sortavala     | [[Fichier:Outline Map of Karelia.svg\|440px\|{{#if:République de Carélie\|République de Carélie\|République de Carélie est dans la page République de Carélie.]] Petrozavodsk Kondopoga Segueja Kostomoukcha Sortavala Medvejiegorsk Kemi Pitkiaranta Belomorsk Parikkala Niirala Vartius Kuusamo-Suoperä Souoïarvi Poudoj Olonets Vojatšu Lakhdenpokhia Loukhi Pinduchi Kalevala Priaja Mujejärvi Värtsilä Tchoupa Helylä Povenets Pyaozersky Pogost de Kiji Lac Onega Lac Ladoga Mer Blanche Lac Segozero Lac Vygozero Lac Leksozero Lac Topozero Lac Piaozero Lac Vodlozero Kouïto Baie d'Onega Golfe de Kandalakcha Archipel de Valaam Îles Solovki Zaonejie Nuorunen Kivakkatunturi Port de Belomorsk Aéroport de Petrozavodsk Parc de Kostomoukcha Kivatch Parc Vodlozero Parc de Paanajärvi Parc Kalevala Mourmansk Arkhangelsk Vologda Léningrad Finlande Carte de la république de Carélie. |
| Tchoupa                   | Чупа, Tšupa                  | Raïon de Loukhi        | [[Fichier:Outline Map of Karelia.svg\|440px\|{{#if:République de Carélie\|République de Carélie\|République de Carélie est dans la page République de Carélie.]] Petrozavodsk Kondopoga Segueja Kostomoukcha Sortavala Medvejiegorsk Kemi Pitkiaranta Belomorsk Parikkala Niirala Vartius Kuusamo-Suoperä Souoïarvi Poudoj Olonets Vojatšu Lakhdenpokhia Loukhi Pinduchi Kalevala Priaja Mujejärvi Värtsilä Tchoupa Helylä Povenets Pyaozersky Pogost de Kiji Lac Onega Lac Ladoga Mer Blanche Lac Segozero Lac Vygozero Lac Leksozero Lac Topozero Lac Piaozero Lac Vodlozero Kouïto Baie d'Onega Golfe de Kandalakcha Archipel de Valaam Îles Solovki Zaonejie Nuorunen Kivakkatunturi Port de Belomorsk Aéroport de Petrozavodsk Parc de Kostomoukcha Kivatch Parc Vodlozero Parc de Paanajärvi Parc Kalevala Mourmansk Arkhangelsk Vologda Léningrad Finlande Carte de la république de Carélie. |
| Helylä                    | Хелюля, Heljulja             | Raïon de Sortavala     | [[Fichier:Outline Map of Karelia.svg\|440px\|{{#if:République de Carélie\|République de Carélie\|République de Carélie est dans la page République de Carélie.]] Petrozavodsk Kondopoga Segueja Kostomoukcha Sortavala Medvejiegorsk Kemi Pitkiaranta Belomorsk Parikkala Niirala Vartius Kuusamo-Suoperä Souoïarvi Poudoj Olonets Vojatšu Lakhdenpokhia Loukhi Pinduchi Kalevala Priaja Mujejärvi Värtsilä Tchoupa Helylä Povenets Pyaozersky Pogost de Kiji Lac Onega Lac Ladoga Mer Blanche Lac Segozero Lac Vygozero Lac Leksozero Lac Topozero Lac Piaozero Lac Vodlozero Kouïto Baie d'Onega Golfe de Kandalakcha Archipel de Valaam Îles Solovki Zaonejie Nuorunen Kivakkatunturi Port de Belomorsk Aéroport de Petrozavodsk Parc de Kostomoukcha Kivatch Parc Vodlozero Parc de Paanajärvi Parc Kalevala Mourmansk Arkhangelsk Vologda Léningrad Finlande Carte de la république de Carélie. |
| Povenets (Poventsa)       | Повенец, Povenets            | Raïon de Medvejiegorsk | [[Fichier:Outline Map of Karelia.svg\|440px\|{{#if:République de Carélie\|République de Carélie\|République de Carélie est dans la page République de Carélie.]] Petrozavodsk Kondopoga Segueja Kostomoukcha Sortavala Medvejiegorsk Kemi Pitkiaranta Belomorsk Parikkala Niirala Vartius Kuusamo-Suoperä Souoïarvi Poudoj Olonets Vojatšu Lakhdenpokhia Loukhi Pinduchi Kalevala Priaja Mujejärvi Värtsilä Tchoupa Helylä Povenets Pyaozersky Pogost de Kiji Lac Onega Lac Ladoga Mer Blanche Lac Segozero Lac Vygozero Lac Leksozero Lac Topozero Lac Piaozero Lac Vodlozero Kouïto Baie d'Onega Golfe de Kandalakcha Archipel de Valaam Îles Solovki Zaonejie Nuorunen Kivakkatunturi Port de Belomorsk Aéroport de Petrozavodsk Parc de Kostomoukcha Kivatch Parc Vodlozero Parc de Paanajärvi Parc Kalevala Mourmansk Arkhangelsk Vologda Léningrad Finlande Carte de la république de Carélie. |
| Pyaozersky (Pääjärvi)     | Пяозёрский, Pjaozerski       | Raïon de Loukhi        | [[Fichier:Outline Map of Karelia.svg\|440px\|{{#if:République de Carélie\|République de Carélie\|République de Carélie est dans la page République de Carélie.]] Petrozavodsk Kondopoga Segueja Kostomoukcha Sortavala Medvejiegorsk Kemi Pitkiaranta Belomorsk Parikkala Niirala Vartius Kuusamo-Suoperä Souoïarvi Poudoj Olonets Vojatšu Lakhdenpokhia Loukhi Pinduchi Kalevala Priaja Mujejärvi Värtsilä Tchoupa Helylä Povenets Pyaozersky Pogost de Kiji Lac Onega Lac Ladoga Mer Blanche Lac Segozero Lac Vygozero Lac Leksozero Lac Topozero Lac Piaozero Lac Vodlozero Kouïto Baie d'Onega Golfe de Kandalakcha Archipel de Valaam Îles Solovki Zaonejie Nuorunen Kivakkatunturi Port de Belomorsk Aéroport de Petrozavodsk Parc de Kostomoukcha Kivatch Parc Vodlozero Parc de Paanajärvi Parc Kalevala Mourmansk Arkhangelsk Vologda Léningrad Finlande Carte de la république de Carélie. |

## Environnement

### Qualité de l'environnement
Le volume total des émissions de polluants atmosphériques en 2022 s'élevait à 57 100 tonnes, soit une augmentation de 7,1 % par rapport à 2021. Les émissions du transport routier se sont élevées à 29 300 tonnes, soit 200 tonnes de moins par rapport à 2021 et 82 600 tonnes moins par rapport au niveau de 2013. Les émissions des sources fixes se sont élevées à 27 300 tonnes, diminuant de 4 200 tonnes par rapport aux indicateurs de 2021, et augmentant de 6 800 tonnes par rapport à 2013.

### Forêts

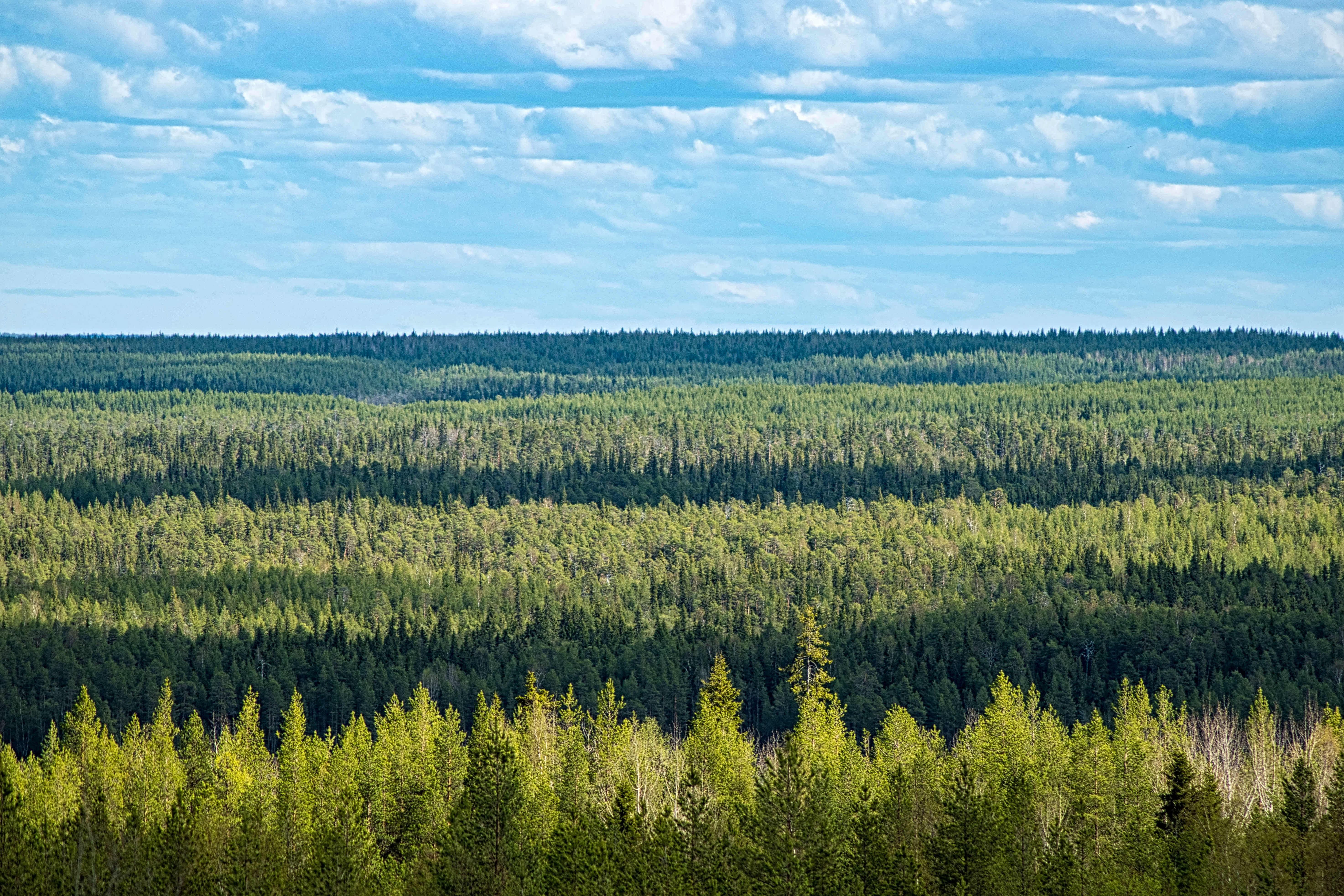
La forêt carélienne.

La majeure partie du territoire de la Carélie (148 000 km2, soit 85 %) est occupée par le fonds forestier de l'État. Le fonds forestier de la République de Carélie dispose d'une réserve totale de bois de 945,7 millions de m3, dont 826,3 millions de m3 de conifères.
La végétation de Carélie est apparue relativement récemment, il y a 10 000 à 15 000 ans.
Les forêts de conifères prédominent, les forêts de pins au nord, les forêts de pins et d'épicéas au sud.
Les conifères les plus importants sont le pin sylvestre et l'épinette de Norvège, l'épicéa de Sibérie (principalement à l'est, mais aussi dans d'autres régions de la république, à l'exception de l'extrême sud-ouest).
Le Mélèze de Sibérie se trouve en Outre-Onega (Zaonejie), dans les zones adjacentes à l'oblast d'Arkhangelsk.
Les espèces à petites feuilles sont répandues dans les forêts de Carélie : bouleau pubescent, bouleau verruqueux, tremble, aulne blanc et quelques especes de saules.
L'aulne noir se trouve principalement dans les régions méridionales de la Carélie, moins souvent dans les régions centrales, principalement en petits groupes dans les vallées des rivières et des ruisseaux, sur les rives des lacs et dans les endroits humides et marécageux.
Le tilleul d'hiver, l'orme de montagne, l'orme blanc et l'érable de Norvège poussent principalement dans les sous-bois, sous forme d'arbres isolés ou en bosquets dans les zones aux sols les plus fertiles de la Carélie du Sud.
Le genévrier est commun dans les forêts ainsi que le cerisier des oiseaux et l'argousier.
La viorne est présente occasionnellement.
Le noisetier est rare dans l'extrême sud-ouest de la république, dans la région nord-ouest du lac Ladoga,.

### Faune
La faune de Carélie est relativement jeune, ayant émergé après l'âge glaciaire.
Au total, 63 espèces de mammifères vivent sur le territoire de la république, dont beaucoup, par exemple le phoque annelé de Ladoga, le polatouche de Sibérie et l'oreillard roux, figurent dans la Liste rouge.
Sur les rivières de Carélie, vous pouvez voir les constructions des castors européens et canadiens. Le castor du Canada ainsi que le rat musqué et le vison d'Amérique sont des représentants acclimatés de la faune de l'Amérique du Nord.
Le chien viverrin n'est pas non plus originaire de Carélie, mais vient de l'Extrême-Orient.
Depuis la fin des années 1960, de plus en plus de sangliers sont apparus et des cerfs ont envahi les régions du sud.
On rencontre aussi l'ours, le lynx, le blaireau européen et le loup.
La Carélie abrite 285 espèces d'oiseaux, dont 36 espèces sont répertoriées dans le Livre rouge de Carélie.
Les oiseaux les plus communs sont les Corvidés.
Il existe du gibier des hautes terres comme le Gélinotte des bois, Tétras lyre, lagopède, grand Tétras.
Chaque printemps, des oies migrent vers la Carélie en provenance des pays chauds.
Les oiseaux de proie sont communs : Strigiformes, autours et éperviers, aigles royaux, busards des roseaux.
On a compté également une quarantaine de couples de Pygargue à queue blanche.
Parmi les oiseaux aquatiques : canards, plongeons, pluviers, de nombreuses mouettes et  l'Eider à duvet qui est le plus grand canard plongeur de Carélie.
Il n'existe que 5 espèces de reptiles sur le territoire de la République : Vipère péliade, Couleuvre à collier, Anguidae, lézard vivipare et Lézard des souches.

### Zones naturelles protégées
Plus de cinq pour cent de la superficie de la République de Carélie sont protégés. 
Les parcs naturels les plus importants sont la réserve naturelle de Kivatch et la réserve naturelle de Kostomoukcha, ainsi qu'une petite partie de la réserve naturelle de Kandalakcha. 
Les parcs nationaux de la république sont le parc national de Paanajärvi, le parc national de Vodlajärvi et le parc national du Kalevala, créés en 2006. 
Parmi les autres zones protégées, le parc naturel de l'archipel de Valamo, la zone protégée de Kiji et la zone de conservation d'Aunus (fi) sont parmi les plus importantes,,,.
Le parc national des îlots du Ladoga a ete créé le 28 décembre 2017,,.

## Économie
L'économie de la Carélie repose sur la foresterie, l'exploitation minière, le tourisme, l'agriculture, la pêche et l'industrie du papier.  En 2021, le produit intérieur brut de l'oblast s'élevait à 447 milliards de roubles, soit le 57e des 85 sujets russes, compris entre l'oblast de Briansk au-dessus et l'oblast de Tambov en dessous. Le PIB par habitant était lui de 737,8 roubles,.
Bien qu'elle représente 0,4 % de la population de la Russie, 65 à 70 % de toute la truite russe est élevée dans la République, 26 % du minerai de fer, 20 % du papier, 12 % de la pâte à papier et de la cellulose.
Les plus grandes entreprises de la république sont Karelsky Okatysh (en) (1 319 755 601 $ de chiffre d'affaires en 2021), Usine de pâte à papier de Segueja (en) (86 897 488 USD de chiffre d'affaires en 2021), OAO Kondopoga (en) (20 366 599 USD de chiffre d'affaires en 2021).
Dans la structure du produit régional brut en 2017, les principaux types d'activité économique étaient : l'exploitation minière – 17,6 %, les industries manufacturières – 16,9 %, le transport et le stockage – 11,8%; le commerce de gros et de détail, la réparation de véhicules automobiles et de motocyclettes – 9,8 %, l’administration publique et la sécurité militaire, la sécurité sociale – 8,7%.
Une liaison par câble à fibre optique reliant la ville finlandaise de Kuhmo et Kostomoukcha en Carélie a été construite en 2007, offrant des télécommunications rapides.
En 2022, la république de Carélie  a eu un revenu de 75 198 millions de roubles de recettes.
En 2022, ses dépenses se sont élevées à 82 202 millions de roubles.

### Industrie

#### Sylviculture et industrie du papier

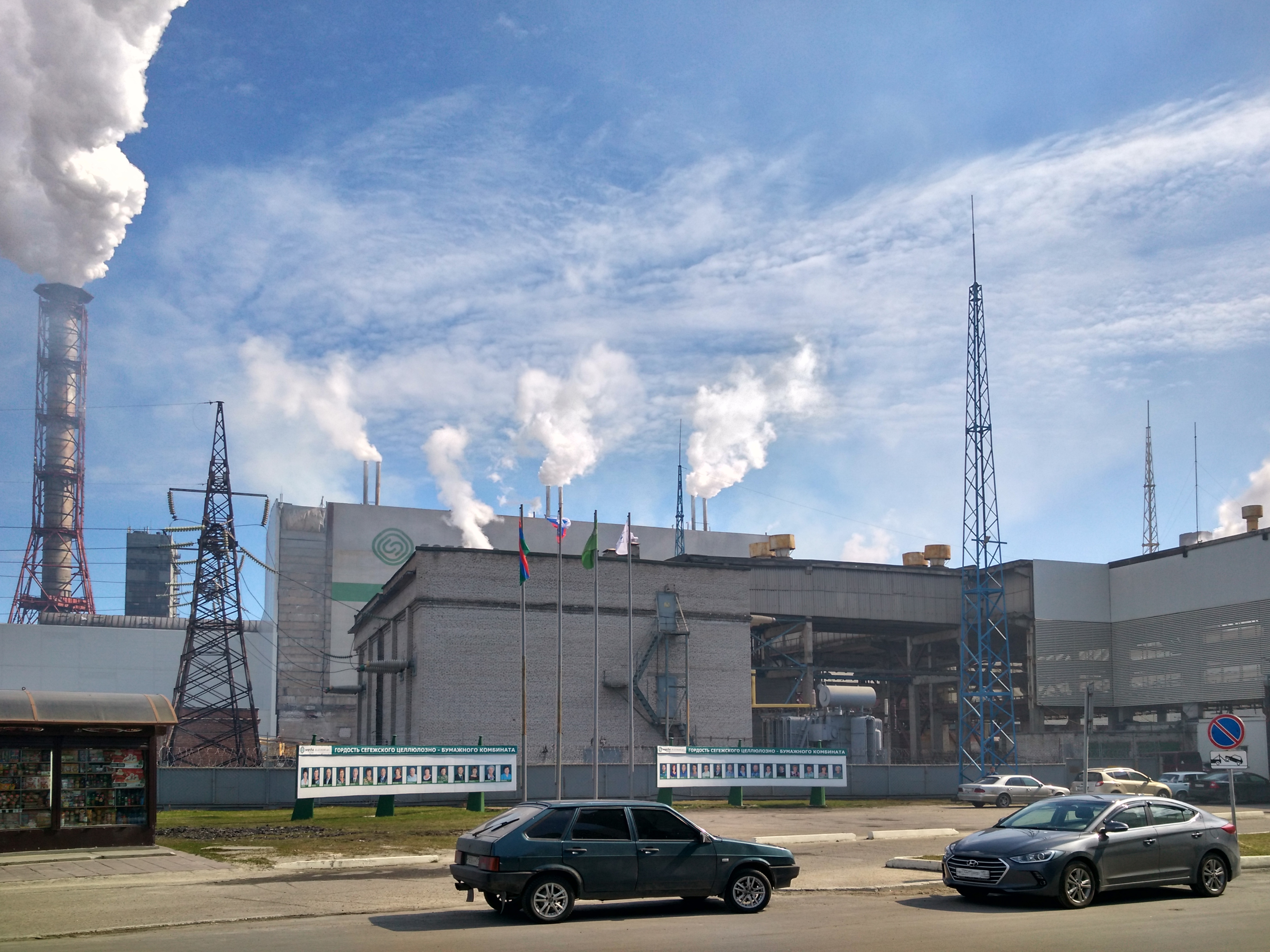
L'usine de pâtes et papiers de Segezha.

Le secteur forestier et de la transformation du bois domine l'activité industrielle en Carélie.
Un grand nombre de petites entreprises exploitent le bois, tandis que la production de pâte et de papier est concentrée dans cinq grandes entreprises, qui produisent environ un quart de la production totale de papier de la Russie.
Les trois plus grandes entreprises du secteur des pâtes et papiers en 2021 étaient : OAO Kondopoga (3 693 143 325 USD), Usine de pâte à papier de Segueja (2 21 317 040 USD) et RK-Grand (Usine de pâte à papier de Pitkäranta) (78 750 849 USD).
Le complexe industriel du bois de Carélie produit 28 pour cent de la production industrielle de la république.

#### Énergie

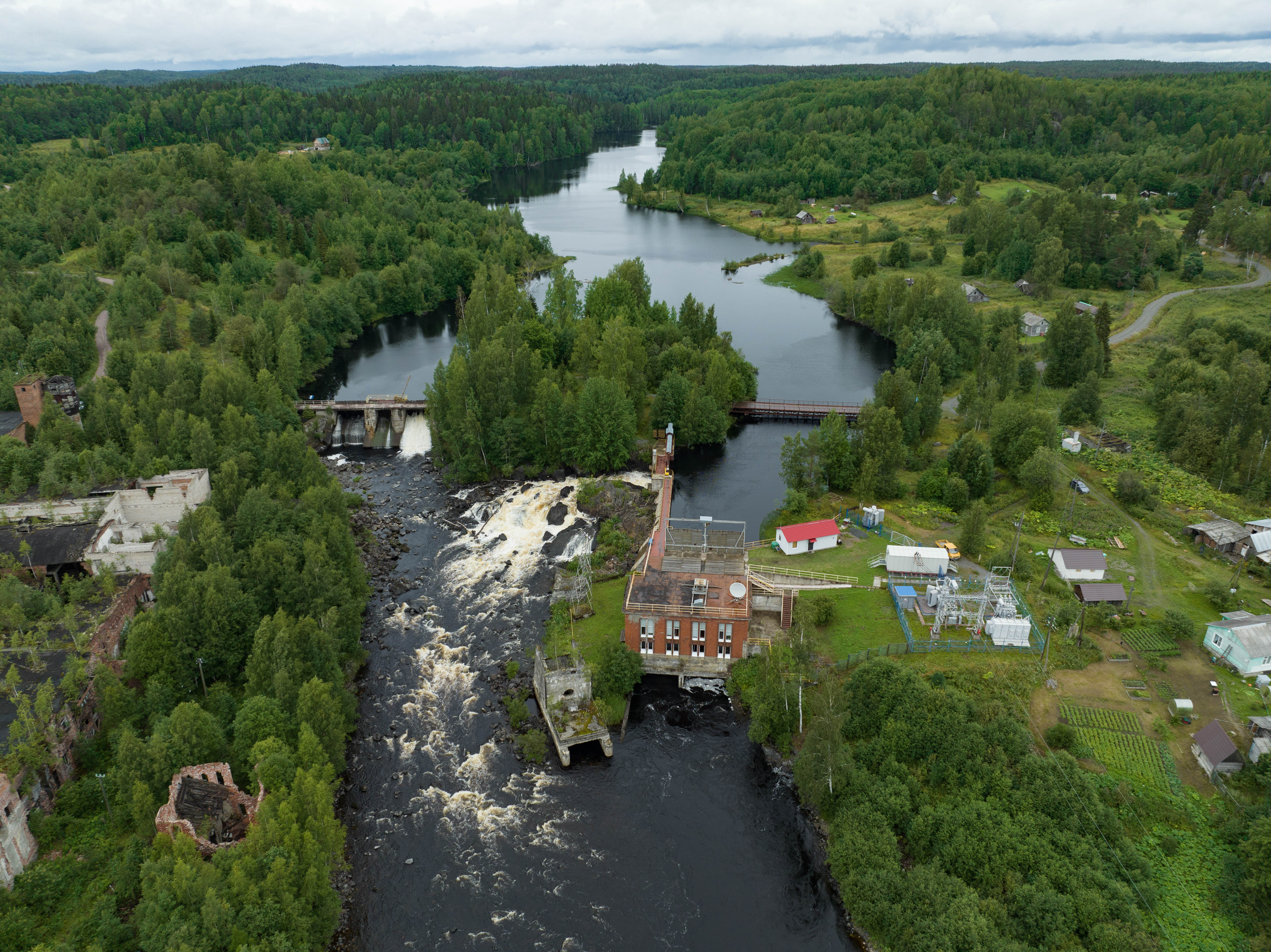
La centrale hydroélectrique d'Harlu.

En 2021, la république de Carélie comptait 29 centrales électriques, dont 21 centrales hydroélectriques et 8 centrales thermiques.

#### Exploitation minière

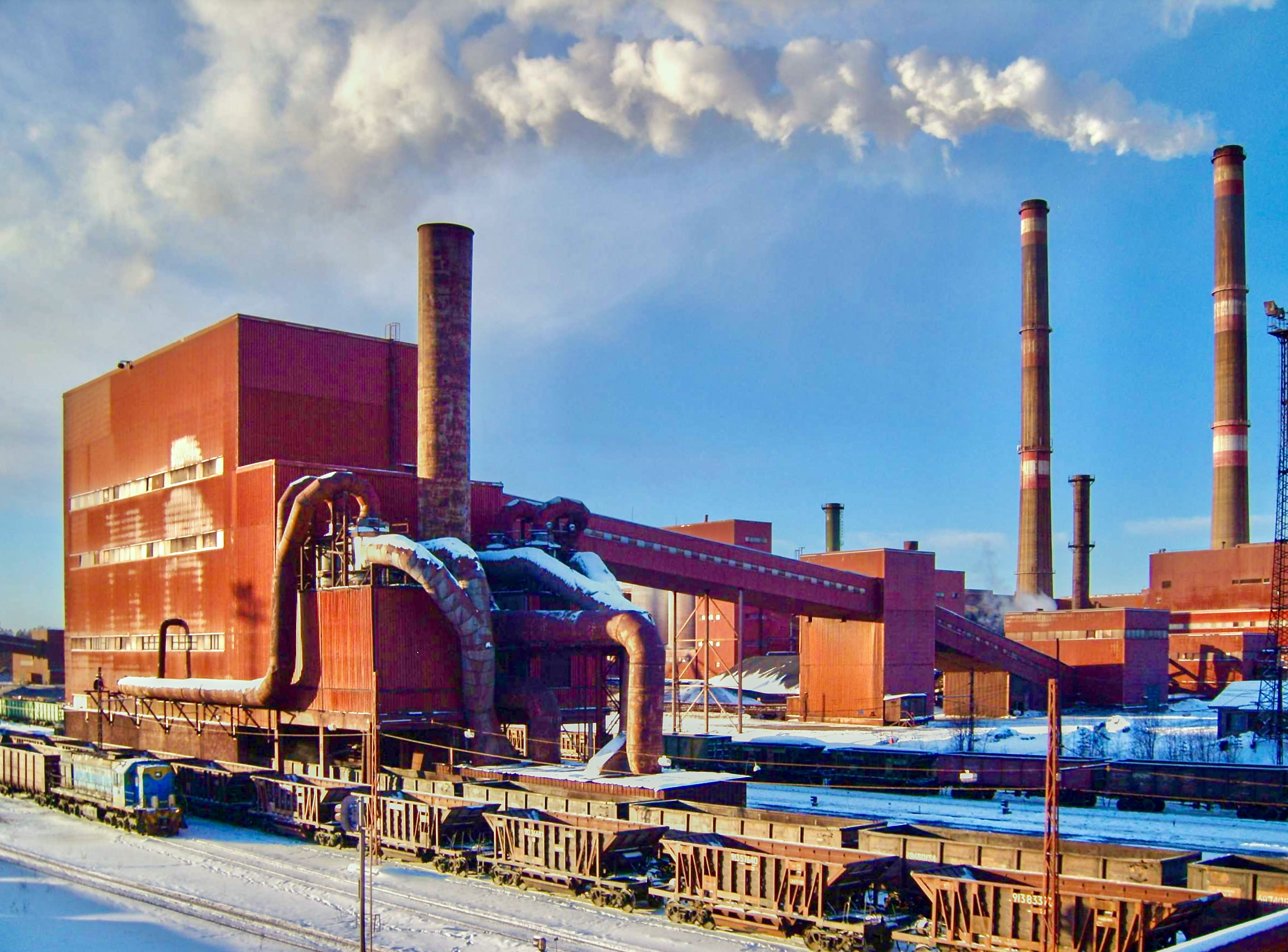
Usine de granulation de Karelsky okatych.

La Carélie est une région qui regorge de ressources minières, de l'or aux métaux,.
En 2007, les industries minières (y compris l'extraction de minerais métalliques) représentaient 30 % de la production industrielle de la république.
Il y a environ 53 sociétés minières en Carélie, employant plus de 10 000 personnes.
L'une des sociétés les plus importantes du secteur est AO Karelian Pellet, qui est la cinquième plus grande parmi les 25 entreprises russes d'exploitation minière et de traitement du minerai impliquées dans l'extraction de minerai et la production de concentrés de minerai de fer.
Les autres grandes entreprises du secteur étaient OAO Karelnerud, l'Entreprise unitaire d'État de Mosavtorod et l'Entreprise unitaire d'État de la Direction des mines de Pitkäranta.

#### Agriculture
En raison de son climat rigoureux, la Carélie utilise seulement 1,2 % des terres pour l'agriculture. La plupart des terres agricoles sont situées sur le podzol.
Vingt organisations agricoles employent 2 300 personnes. L'élevage est la principale branche de l'agriculture de la République, dont les principaux domaines sont l'élevage de bovins laitiers, l'élevage de porcs, l'élevage de volailles et l'élevage d'animaux à fourrure.
Les entreprises agricoles de la Carélie produisent chaque année jusqu'à 59 000 tonnes de lait. En raison de ses conditions naturelles et climatiques, l'agriculture se concentre sur la production de fourrage pour le bétail, la majeure partie des pommes de terre et des légumes étant cultivée dans le cadre de petites exploitations.
| Superficies ensemencées : | Superficies ensemencées : | Superficies ensemencées : | Superficies ensemencées : | Superficies ensemencées : | Superficies ensemencées : |
| année                     | 1959                      | 1990                      | 2000                      | 2005                      | 2015                      |
| ------------------------- | ------------------------- | ------------------------- | ------------------------- | ------------------------- | ------------------------- |
| Mille ha                  | 67                        | 82,8                      | 66,5                      | 66,5                      | 32,5                      |

#### Pêche
Les entreprises de pêche de Carélie ont produit 91 900 tonnes de ressources biologiques aquatiques en 2021.
Dans la mer de Barents et l'océan Atlantique, 89 900 tonnes de ressources biologiques aquatiques ont été capturées, dont 34 600 tonnes de morue et d'aiglefin, 34 100 tonnes de merlan bleu, 18 000 tonnes de maquereau et 1 100 tonnes de crevette nordique.
Environ 306 tonnes de poissons ont été pêchées en mer Blanche et 612 tonnes de varech et de fucus ont été récoltées. Les captures de poissons d'eau douce se sont élevées à 1 100 tonnes.

### Tourisme

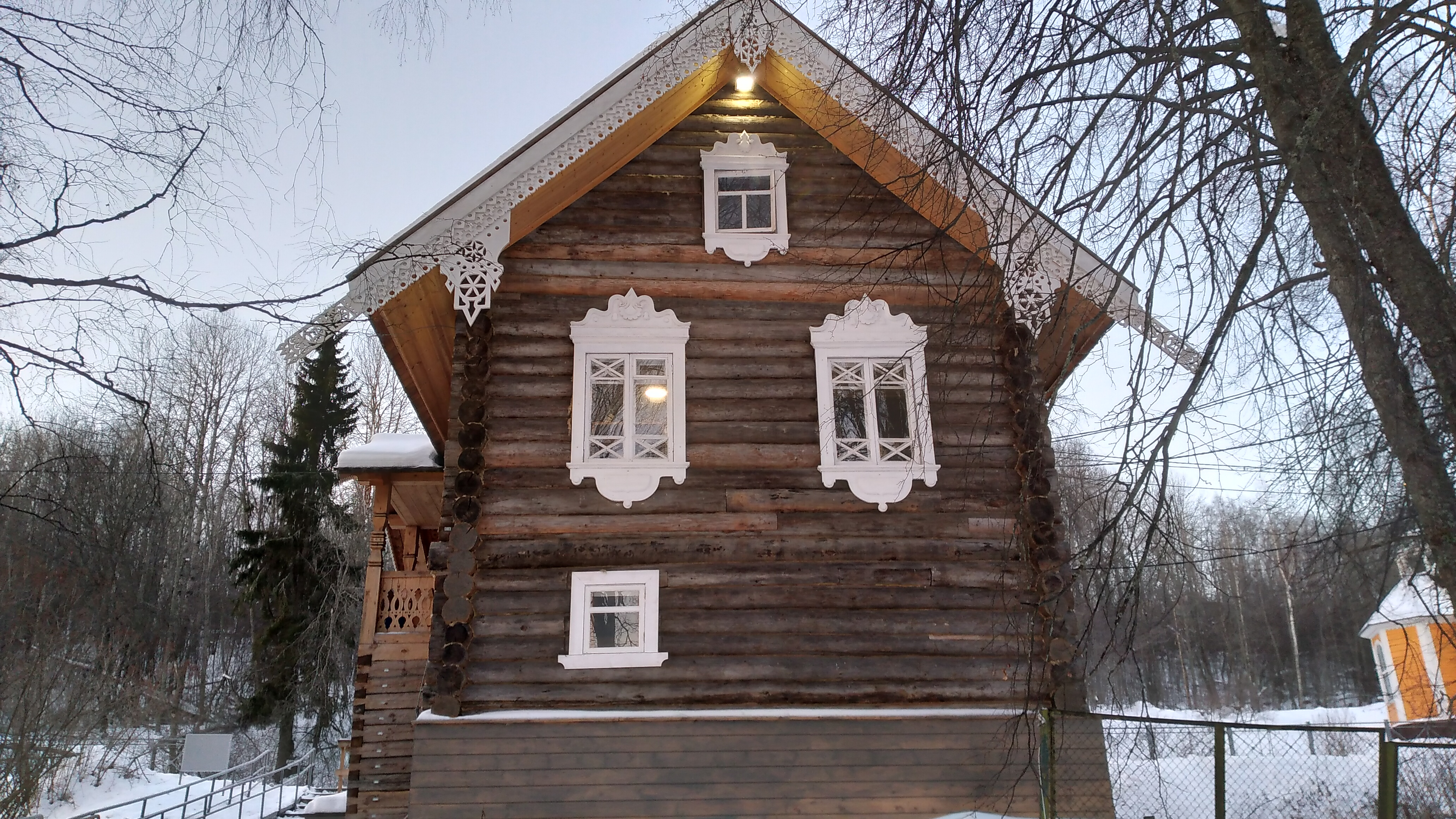
Station balnéaire Marcial.

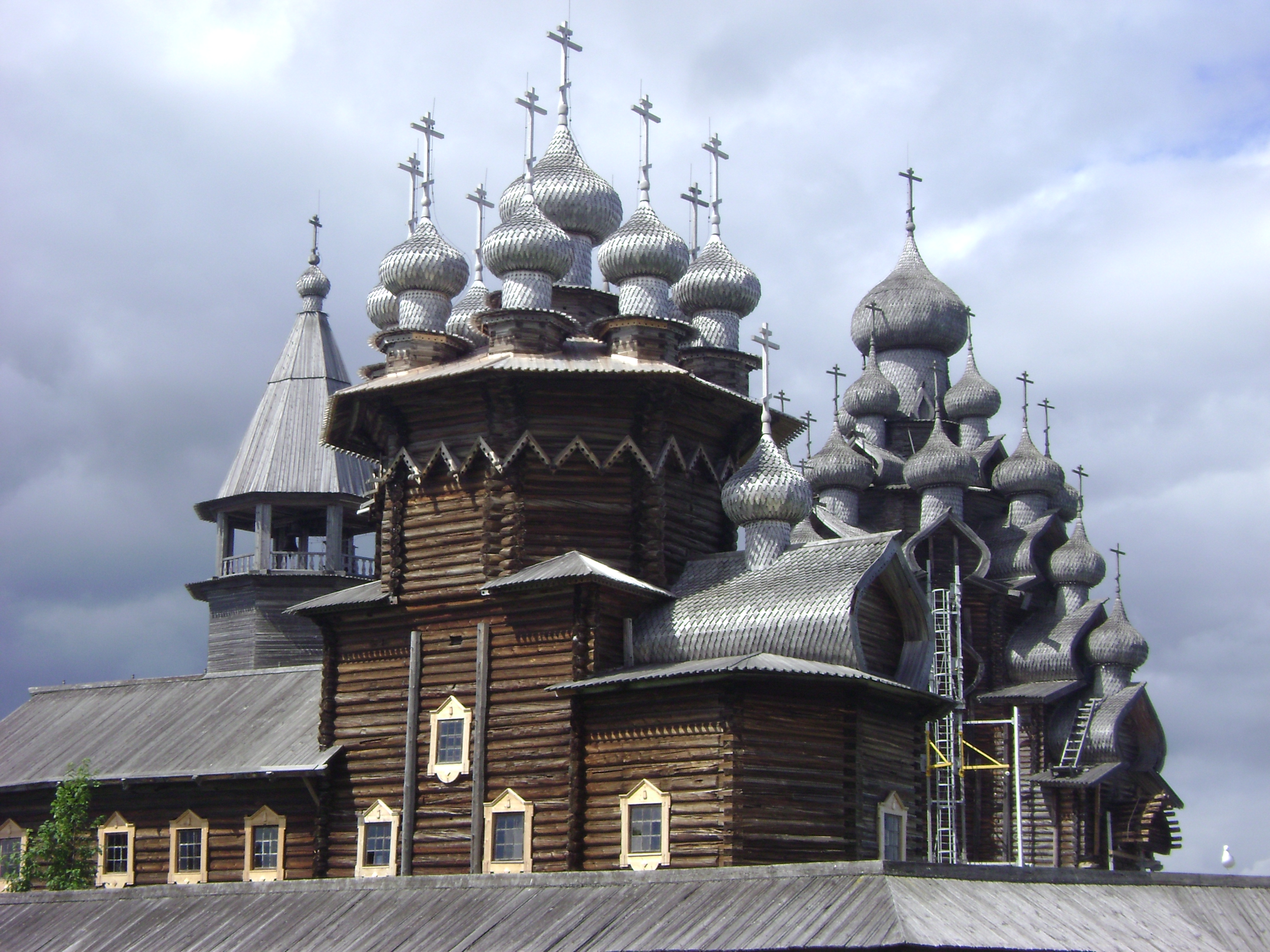
Église de l'Intercession de la Vierge et de la Transfiguration du Seigneur sur l'île de Kiji.

La Carélie est une destination populaire pour le tourisme international et national.
Les types de tourisme traditionnel, actif, culturel et écologique sont prisés des touristes. Les conditions naturelles permettent la pratique de la chasse et de la pêche, du rafting et du kayak. Les parcs nationaux et les stations thermales sont d'autres atouts de la région.
La Carélie attire les écotouristes avec sa nature sauvage, sa faible densité de population et ses nombreux parcs naturels et lacs.
Pendant l’été, le tourisme nautique est également pratiqué par les touristes.
Le tourisme culturel constitue également une part importante de l'économie touristique de la Carélie.
Le patrimoine de la Carélie attire de nombreux touristes avec son architecture en bois, sa culture locale et ses traditions.
Le Pogost de Kiji est un lieu très fréquenté.
La Carélie abrite la première station balnéaire Marcial construite en 1719, sur ordre de Pierre le Grand.

### Commerce extérieur
L'économie de la Carélie est orientée vers l'exportation. En termes de volume d'exportations par habitant, la Carélie fait partie des principales régions de Russie. Plus de 50 pour cent des produits manufacturés, et jusqu'à 100 pour cent dans plusieurs secteurs, sont exportés.
Les principaux partenaires d'exportation de la République en 2001 étaient la Finlande (32 % des exportations totales), l'Allemagne (7 %), les Pays-Bas (7 %) et le Royaume-Uni (6 %).
Les principaux produits d'exportation étaient le bois (plus de 50 %), les boulettes de minerai de fer (13 à 15 %), le papier et le carton (6 à 9 %) et le bois de sciage (5 à 7 %).
De nombreuses entreprises de Carélie ont reçu des investissements finlandais.

## Religion
Les Caréliens sont traditionnellement orthodoxes russes. Le luthéranisme a été introduit dans la région par les immigrants finlandais lors de la conquête de la Carélie par la Suède et était courant dans les régions qui appartenaient alors à la Finlande. Certaines paroisses luthériennes subsistent en Carélie.

### Statistiques
Les religions de Carélie (2012), :
- orthodoxe russe (27 %)
- christianisme non affilié (2 %)
- protestantisme (1 %)
- spirituel mais non religieux (44 %)
- athéisme et irréligion (18 %)
- autres et non déclarés (8 %)

Selon une enquête de 2012, 27% de la population de Carélie adhère à l'Église orthodoxe russe , 2% sont des chrétiens non affiliés et 1% sont membres d'églises protestantes. De plus, 44% de la population se déclare « spirituelle mais non religieuse », 18% est athée et 8% suit d'autres religions ou n'a pas répondu à la question,,.

### Groupes religieux
En 2009, 194 organisations religieuses représentant 18 confessions et mouvements étaient enregistrées sur le territoire de la République de Carélie.
Les croyants sont majoritairement chrétiens : orthodoxes, luthériens et catholiques.
Les orthodoxes de Carélie sont réunis dans le siège métropolitain de Carélie (ru), qui comprend deux éparchies : l'Éparchie de Petrozavodsk et l’ Éparchie de Kostomoukcha,.
Les luthériens de Carélie sont répartis entre l'Église évangélique luthérienne d'Ingrie (fi) et l'Église évangélique luthérienne de Carélie (fi),.
Les catholiques dependent de la paroisse du Perpétuel Secours de la Mère de Dieu à Petrozavodsk.
La communauté religieuse juive de Petrozavodsk a été enregistrée en 1997 en Carélie.
L'organisation islamique Administration spirituelle des musulmans de la République de Carélie (ru) a été enregistrée en 2001 en Carélie.
Les fidèles de l’Église de Jésus-Christ des saints des derniers jours sont actifs en Carélie.
La Carélie est la patrie historique de l'église des Vieux-croyants appelée Église vieille-orthodoxe pomore.
La communauté des vieux croyants de Église vieille-orthodoxe pomore a été enregistrée en 1997 à Povenets.

## Culture
La langue carélienne est proche du finnois : parfois nommé finnois oriental, elle comporte divers dialectes.
Cinq journaux continuent à paraître, en divers dialectes caréliens : Oma Mua, Vienan Karjala, Karielan Šana, Karjal Žurnualu (en Finlande, par et pour les Caréliens de Finlande), Yle Uudizet karjalakse. 
- Écriture du carélien
- Lettre en écorce de bouleau n° 292 (en)

Malgré le fort attachement des Caréliens à leur culture fennique (la Carélie est le berceau du Kalevala), le carélien ne bénéficie pas du statut de langue officielle.
La Carélie est la seule république de Russie où la langue du peuple indigène n'a pas de statut officiel.
En revanche, le finnois est, derrière le russe, la seconde langue de la république.
Il n'existe plus beaucoup de Caréliens parlant le carélien, seulement environ 10 % de la population.

### Patrimoine

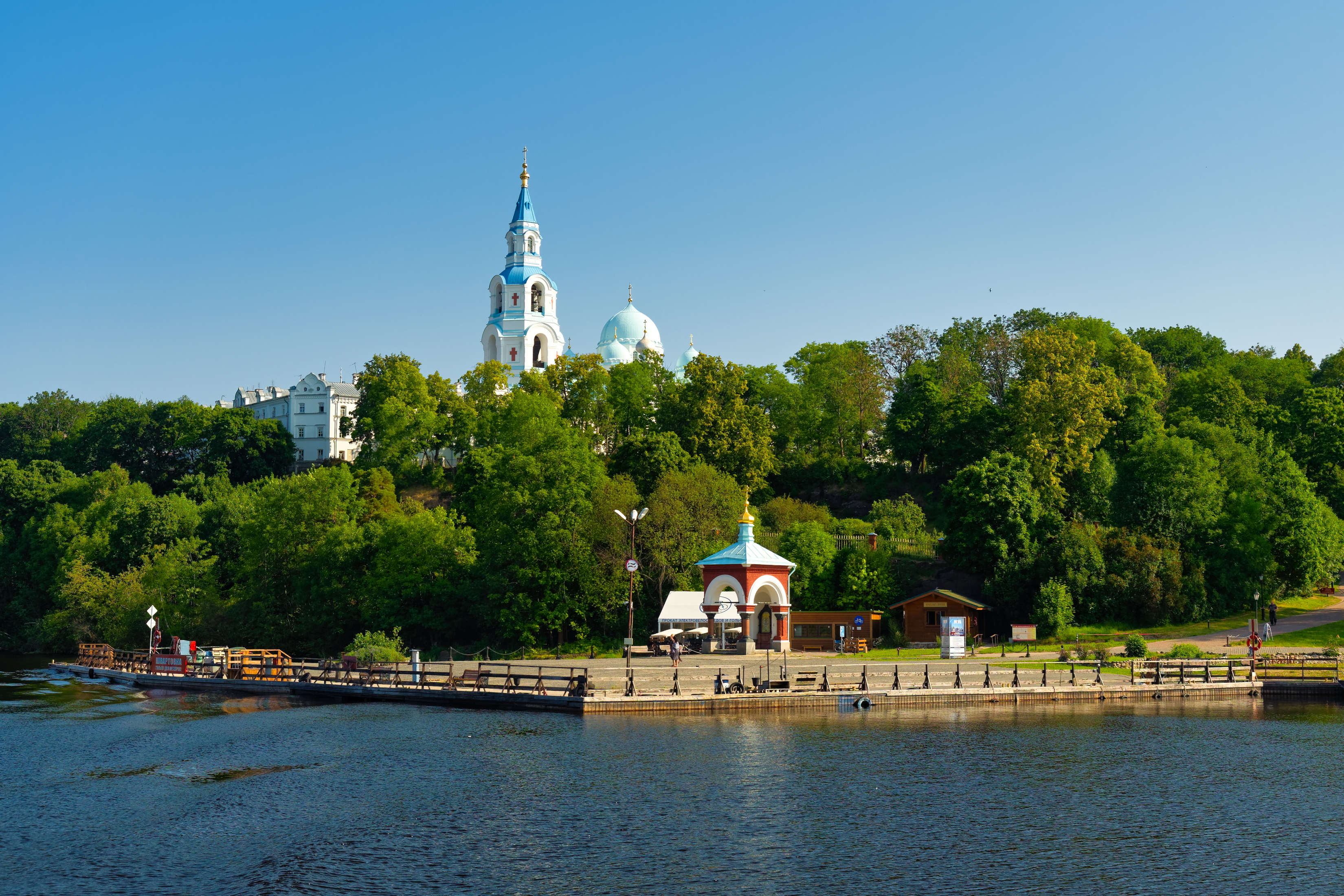
Une partie du monastère de Valaam, fondé le XIe siècle, sur le lac Ladoga.

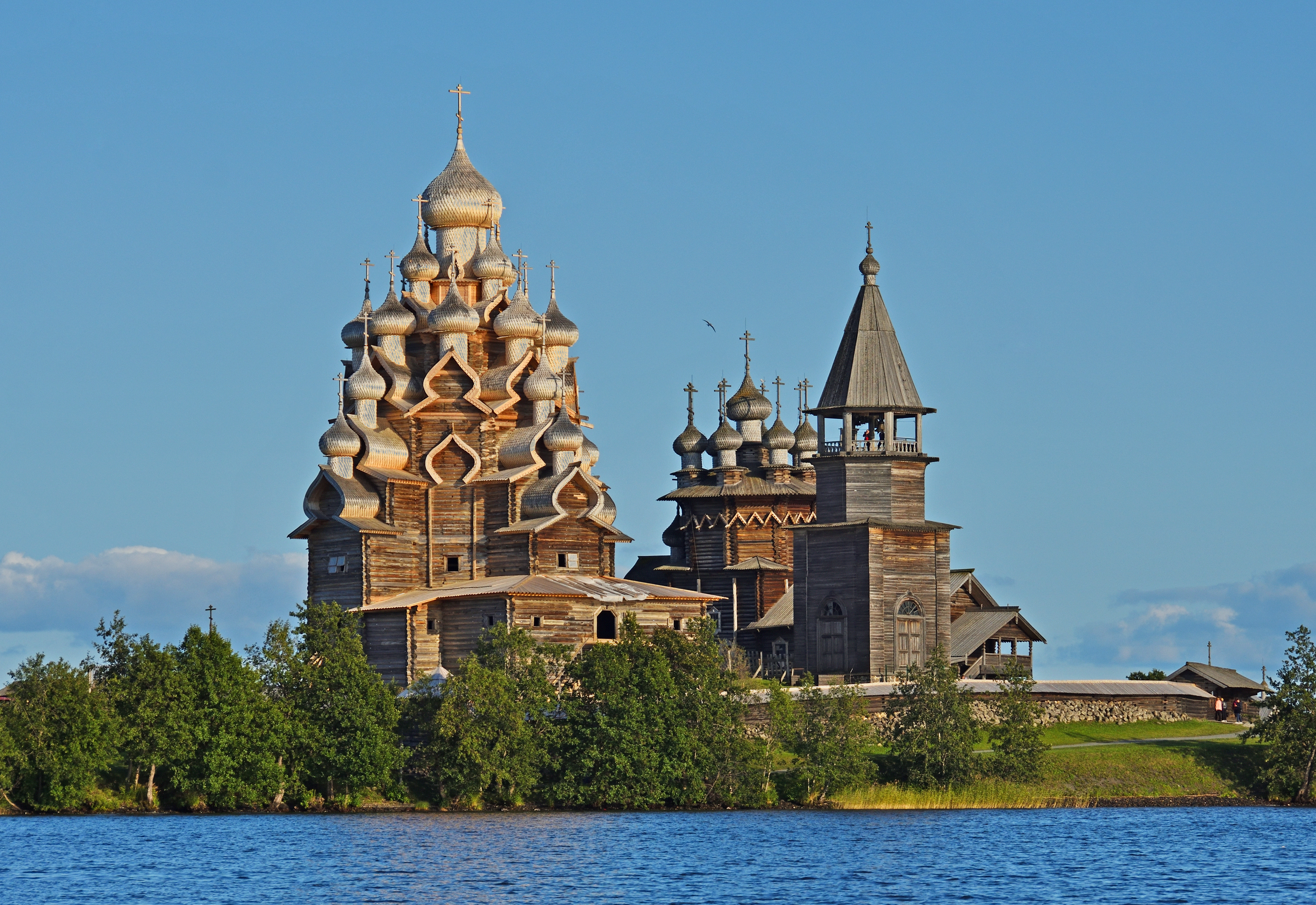
Le pogost de Kiji à Kiji depuis le lac Onéga.

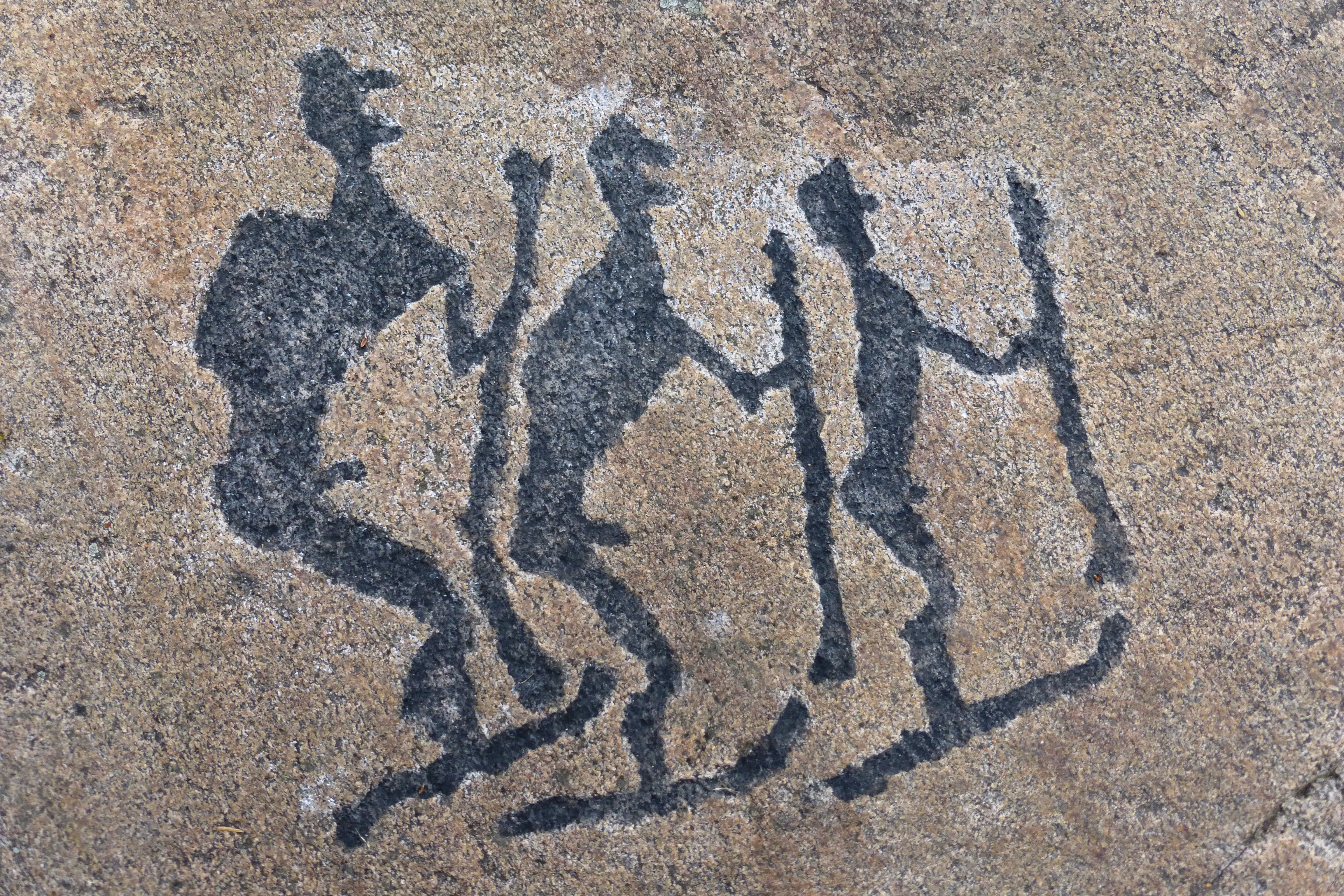
Pétroglyphes de la mer Blanche.

La république de Carélie possède aujourd'hui un patrimoine riche et diversifié. Au 19 décembre 2023, le centre de la république pour la protection de l'état des biens du patrimoine culturel répertioriait 4955 objets patrimoniaux culturels dans sa base, répartis entre 2 963 objets inscrits dans le registre d'État unifié, et 1 992 objets identifiés. Les 2 963 objets du registre d'État unifié se répartissaient entre 1 755 objets d'importance fédérale, 1 194 d'importance régionale et 14 d'importance locale. La subdivision détenant le plus d'objets patrimoniaux culturels est le raïon de Medvejiegorsk, avec 845 protections, soit 17,05 % du total. Suivent ensuite le raïon de Sortavala avec 543 protections (10,96 %), le raïon des rives de l'Onega avec 421 protections (8,5 %). Douze raïons et un okroug urbain possèdent entre 100 et 300 protections, et seulement deux raïons et un okroug urbain ont moins de 100 protections sur leur territoire.
Les objets patrimoniaux culturels les plus anciens de la république de Carélie datent de la Protohistoire et notamment du Néolithique comme les pétroglyphes du lac Onéga. Le nombre de monuments augmente ensuite à partir du Moyen Âge tardif principalement avec des édifices religieux comme le monastère de la Dormition de Mourom (XIVe siècle). Ces édifices sont toujours très présents durant le tsarat de Russie, avec l'église Pierre et Paul de Virma dans le raïon de Belomorsk (XVIIe siècle), la cathédrale de Dormition de Kem (1714) et s'ajoute l'architecture en bois civile, avec par exemple le village de Kinerma (construit du XVIe au XXe siècle). Le XIXe siècle vient ajouter de très nombreux monuments civils, y compris dans la partie du Grand-duché de Finlande, comme l'ancienne mairie de Sortavala. Du côté russe, on retrouve des sites comme la cathédrale Saint-Alexandre-Nevski de Petrozavodsk. Le début du XXe siècle est marqué par des bâtiments comme l'église Notre-Dame-du-Perpétuel-Secours de Petrozavodsk ou le lycée de Sortavala. La partie qui était finnoise jusqu'à la fin de la Seconde Guerre mondiale possède des monuments comme la datcha Jaskelajnen à Kirjavalahti ou les fortifications de Medvejiegorsk. Les Soviétqiues laissent en héritage en Carélie des monuments comme le palais des Arts de Kondopaga ou le théâtre national de la république de Carélie. Certains sites tragiques de l'histoire soviétique sont devenus par la suite des monuments, en particulier les sites de répression de Krasny Bor et de Sandarmokh.
En 1990 le pogost de Kiji dans le hameau éponyme, datant du XVIIIe et du XIXe siècle, est classé au patrimoine mondial de l'Unesco. En 2021, la république de Carélie voit les pétroglyphes du lac Onega et de la mer Blanche, qui contiennent 4 500 pétroglyphes, être classés à leur au patrimoine mondial.

### Musées
Parmi les nombreux musées de Carélie, les musées républicains sont le Bastion (ru), le Musée-Réserve de Valaam (ru), le Musée des eaux de Marcial (ru), le Musée régional de Medvejiegorsk (ru), le Musée ethnographique Vepse de Soutjärvi (ru), le Musée du Front Carélien à Belomorsk, le Musée de l'histoire de l'éducation publique de la République de Carélie, , le Musée-réserve de Kiji (Église de la Résurrection de Lazare (ru), Église de l'Intercession de la Bienheureuse Vierge Marie (ru)), le Musée des Beaux-Arts de la république de Carélie, le Musée d'histoire industrielle de Petrozavodsk (ru), le Musée national de la République de Carélie (ru), l’Odyssée polaire (ru).

### Théâtres
Les principaux théâtres de la république de Carélie sont le Théâtre musical de la République de Carélie (ru), le Théâtre national de la république de Carélie, le Théâtre de marionnettes d'État de la République de Carélie (ru), le Théâtre des Jeunes «Atelier Créatif» (ru) et le Théâtre d'auteur non étatique «Ad Liberum» (ru).

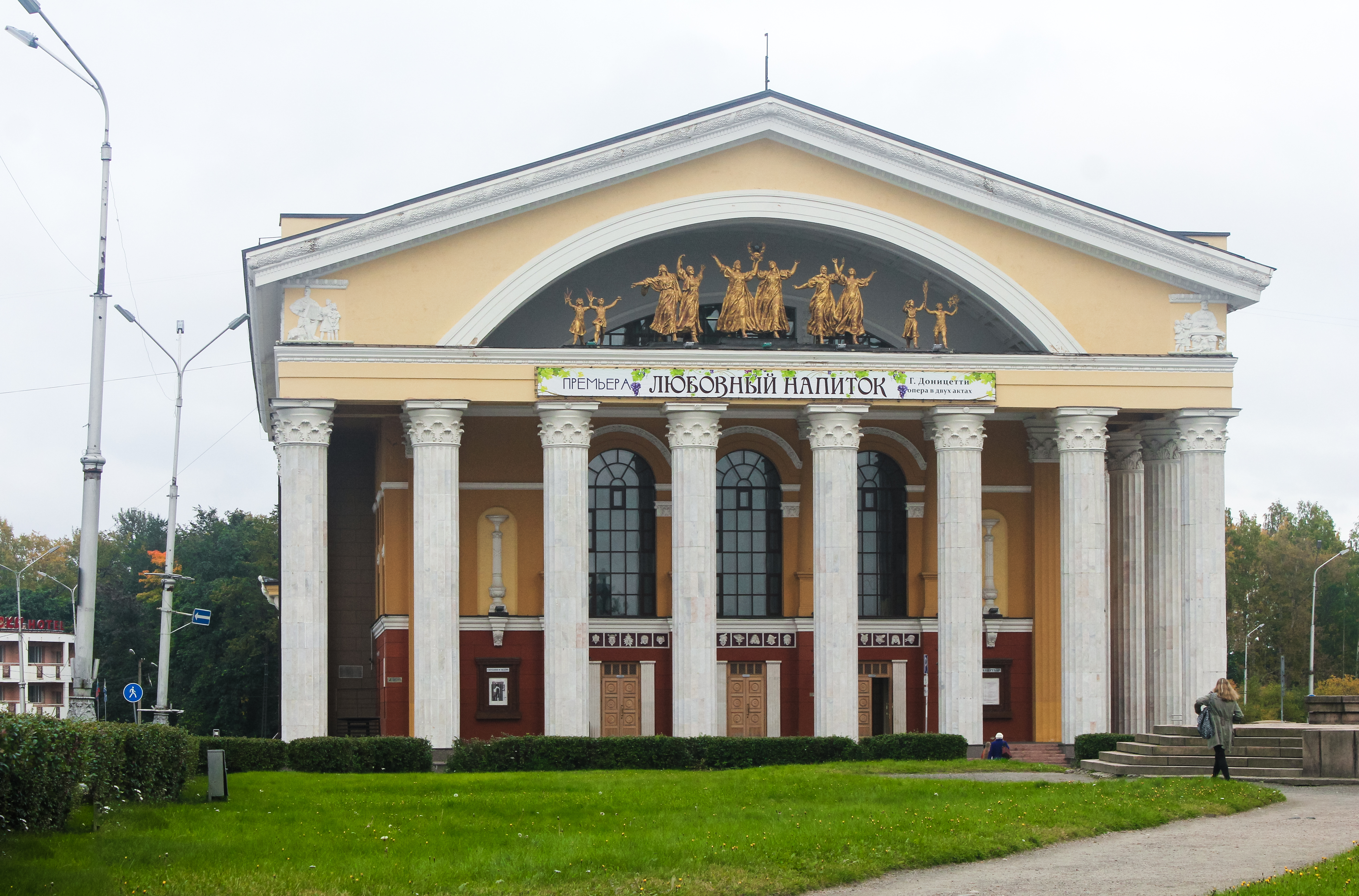
Théâtre musical de la République de Carélie.
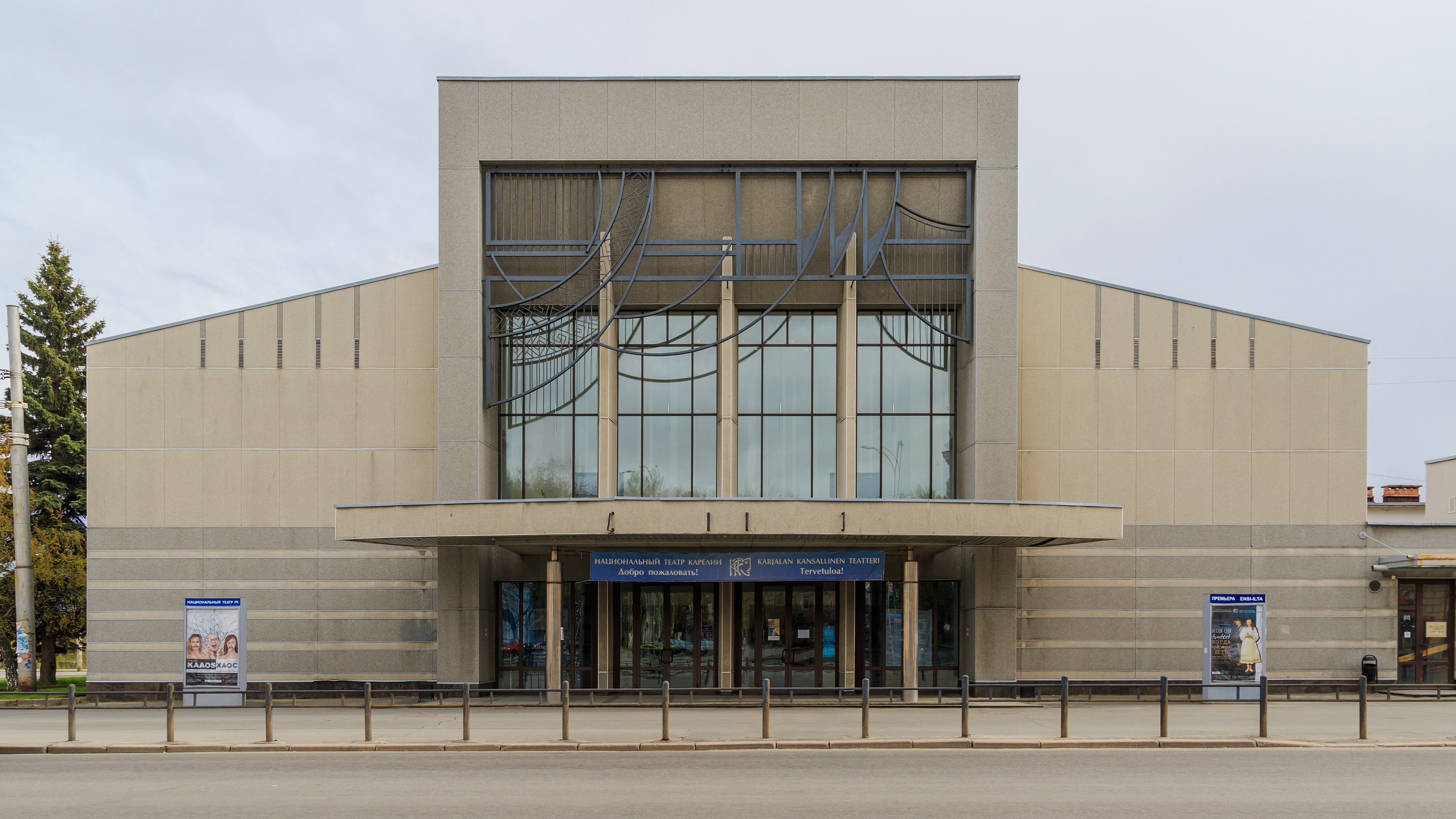
Théâtre national de la République de Carélie.
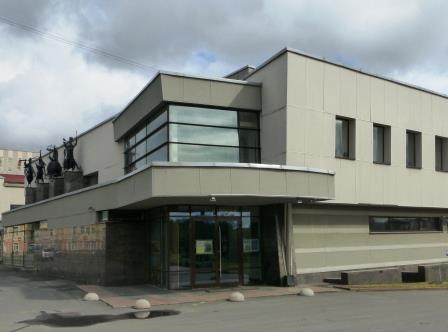
Théâtre de marionnettes d'État de la République de Carélie.
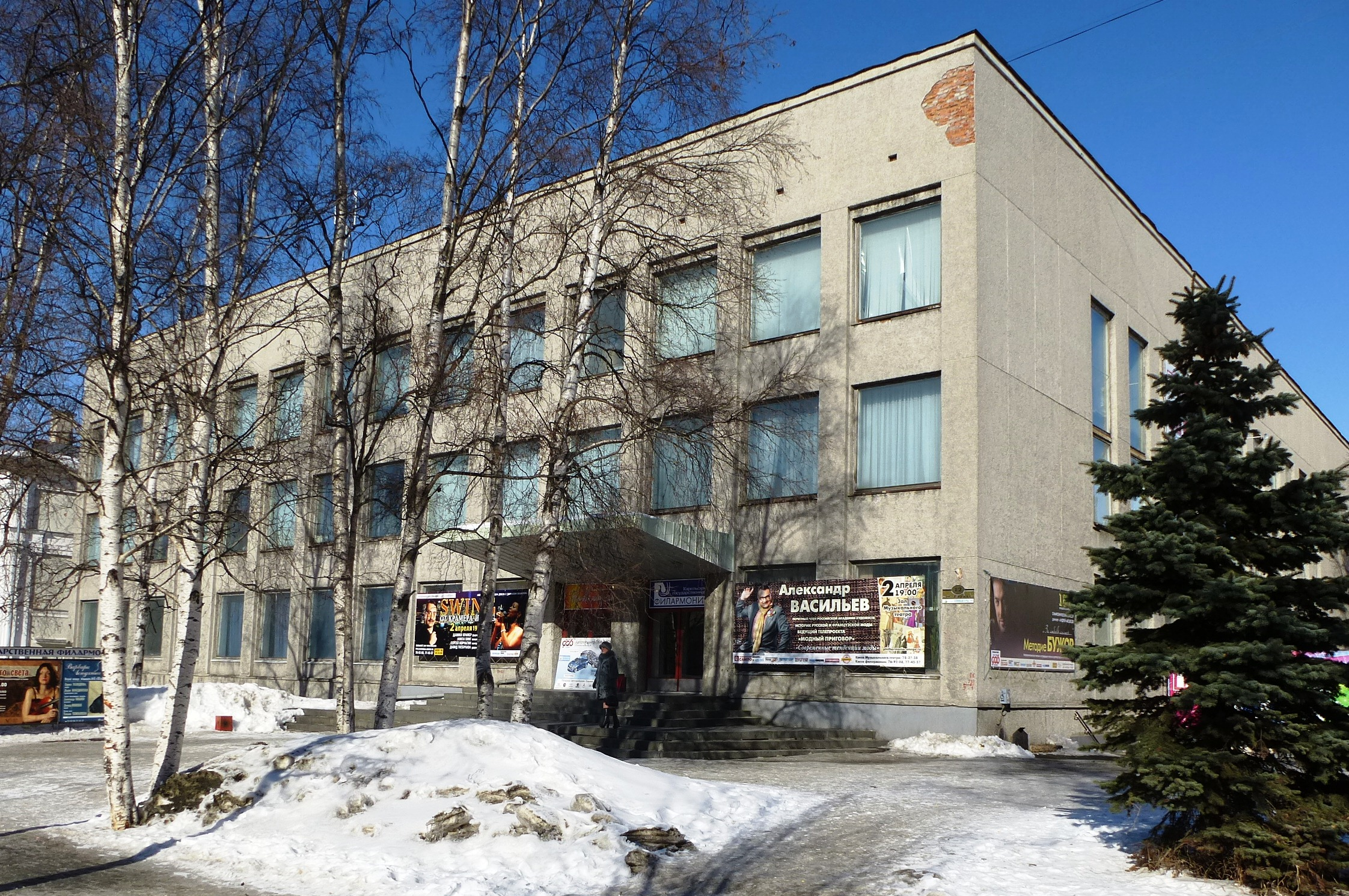
Théâtre des Jeunes «Atelier Créatif».
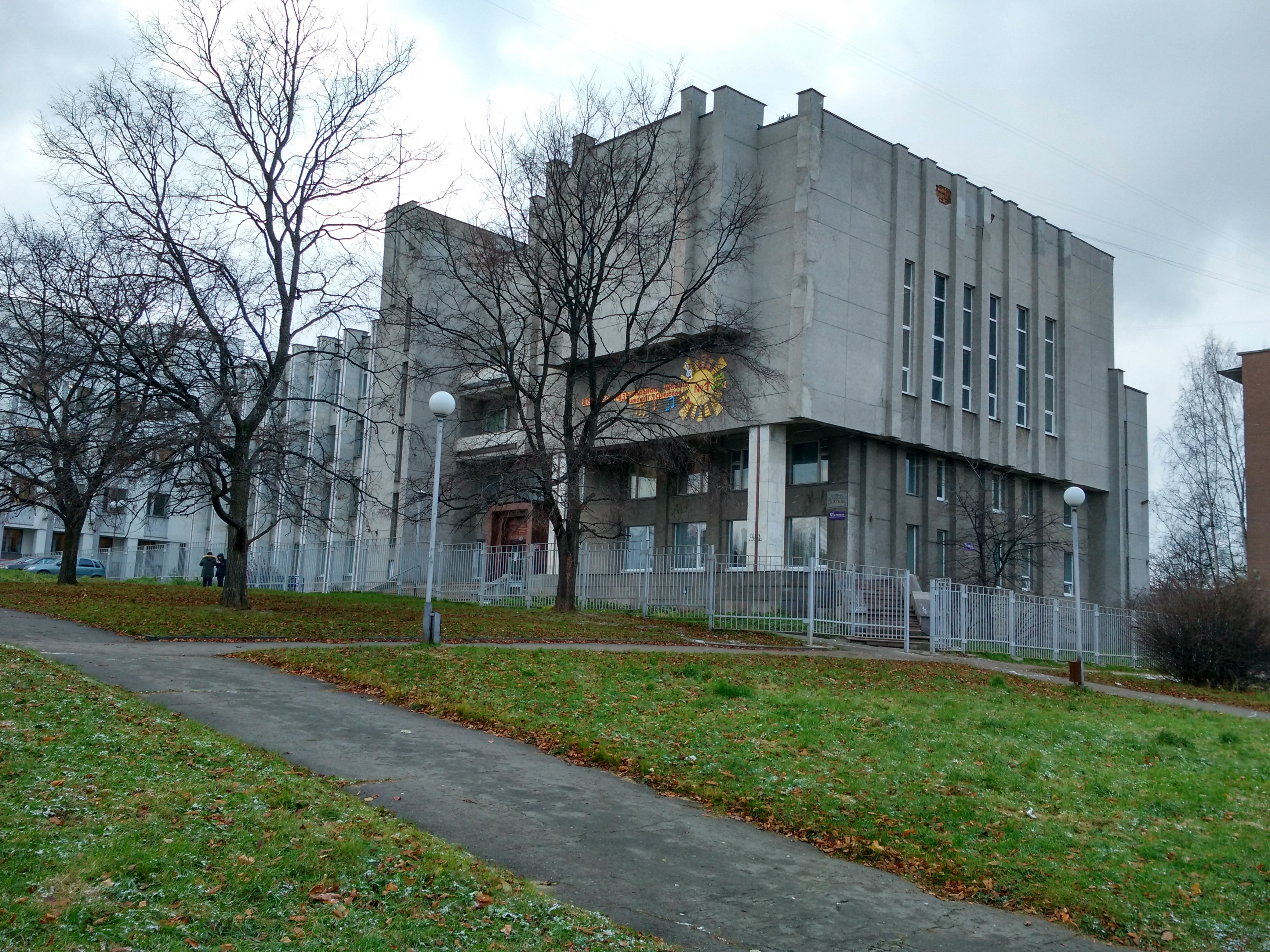
Théâtre d'auteur non étatique «Ad Liberum».

- Čičiliusku (en) est une compagne de théâtre de marionnettes, en carélien.

## Galerie

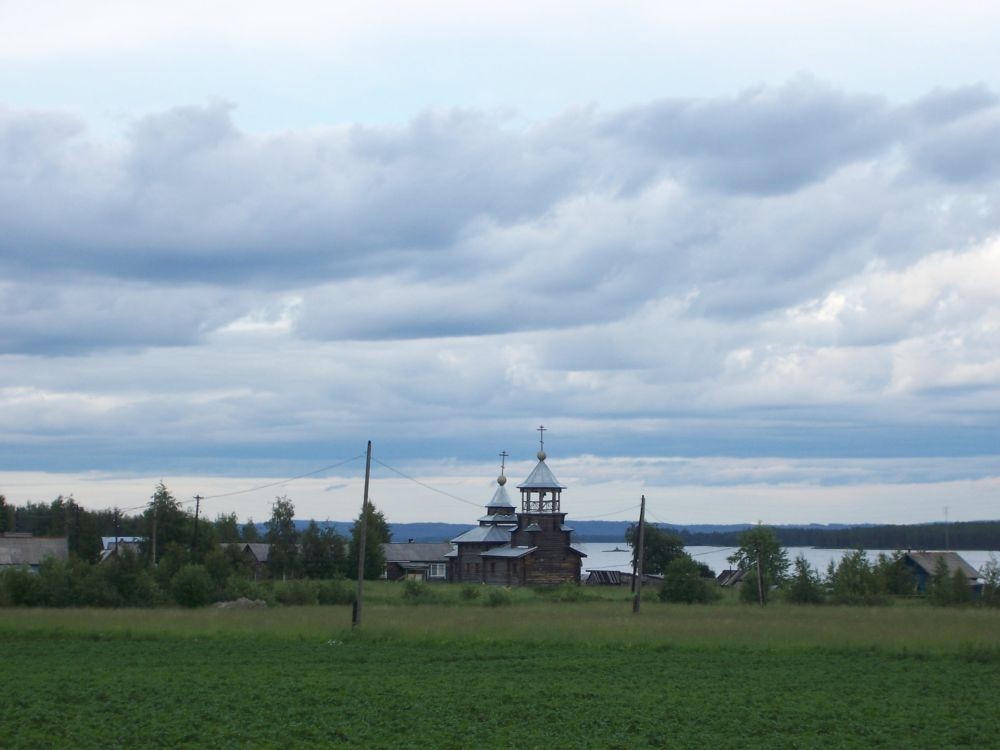
Le village de Vuokkiniemi.
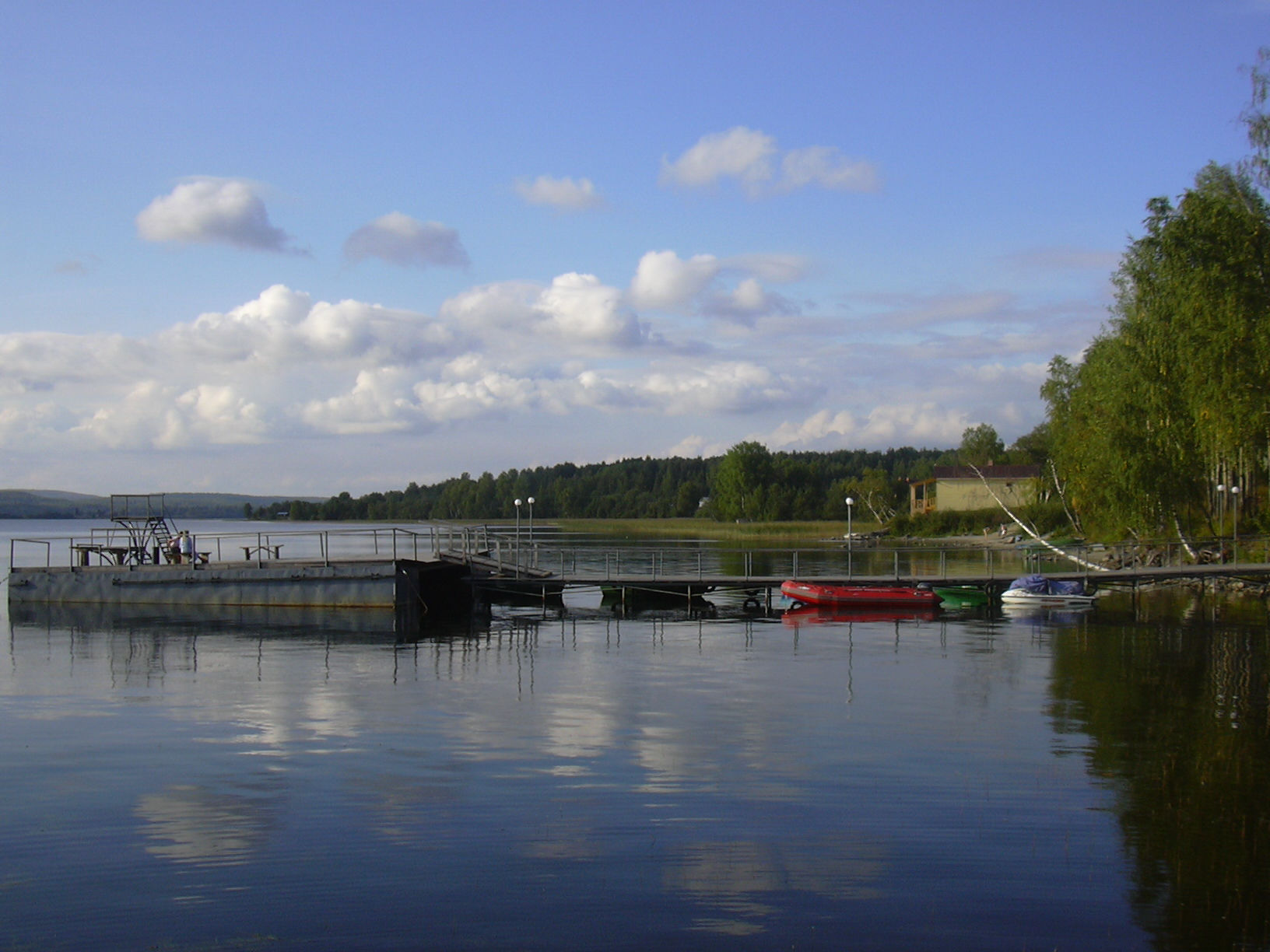
Le lac Pertozero.
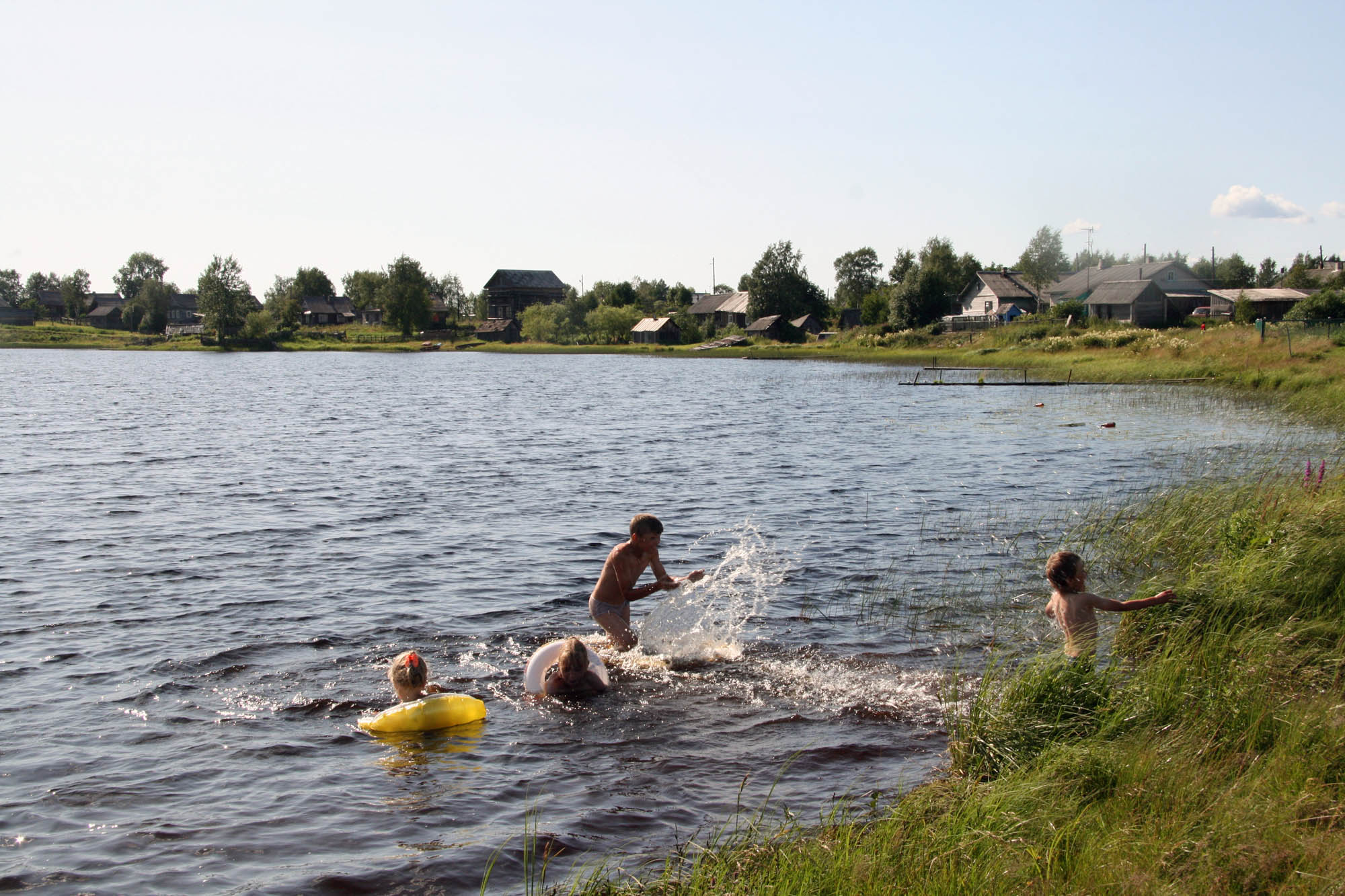
Le lac Kotkozero (Kotkatjärvi).

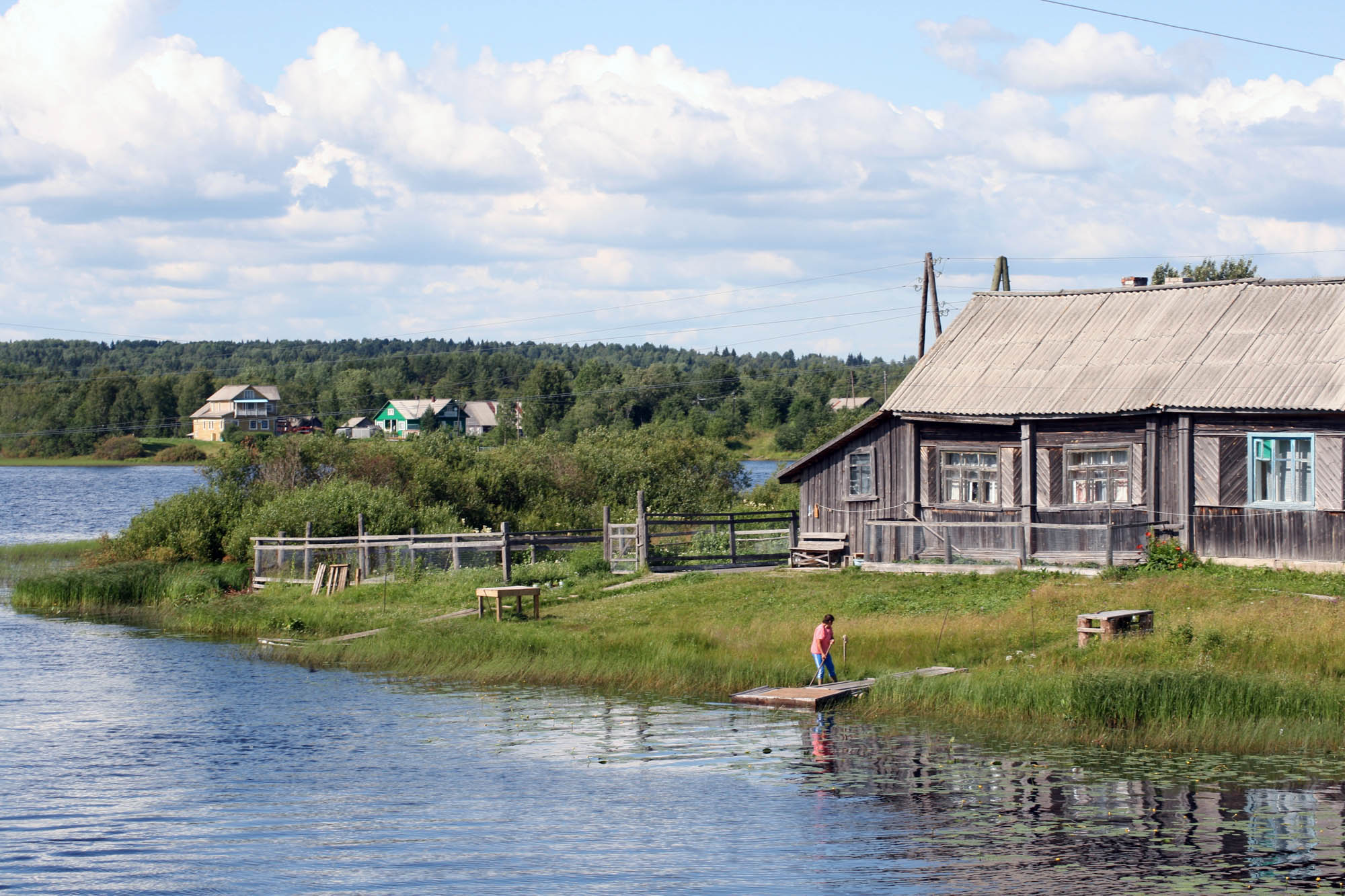
Le village de Kotkozero (Kotkatjärvi).
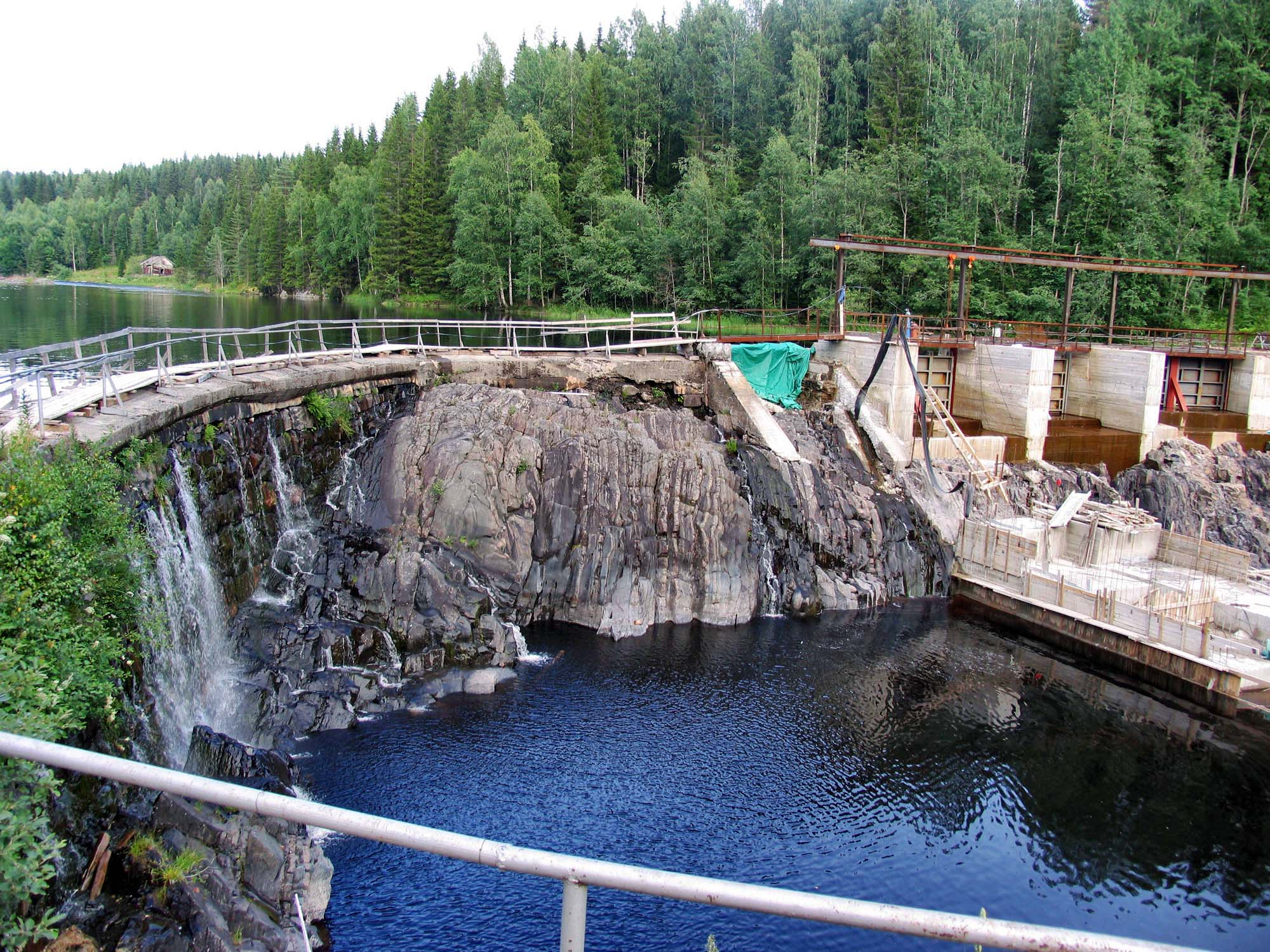
La chute de Hamekoski à Harlu.
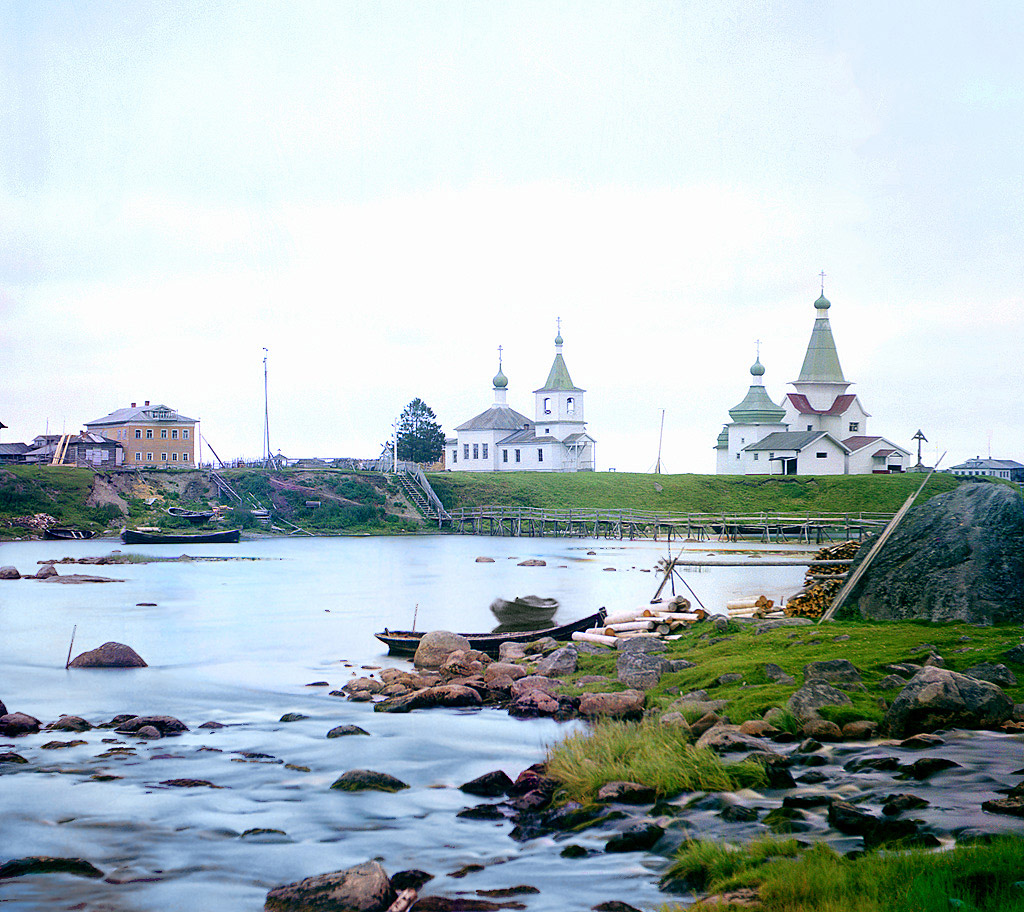
L'ancienne ville de Kem en 1911.